# Assur (ville)
Pour les articles homonymes, voir Assur.
Assur (ou Assour, assyrien Aššur) est une ancienne ville, capitale de l'Assyrie jusqu'au début du IXe siècle av. J.-C., située sur la rive occidentale du Tigre. Ses ruines se trouvent actuellement sur le site de Qalʿat Sharqat, dans la plaine de Sharqat, à environ 110 kilomètres au sud de Mossoul. Le site principal est un promontoire dominant le fleuve, peuplé depuis au moins le début du IIIe millénaire av. J.-C. Il a été fouillé au début du XXe siècle par des archéologues allemands, puis à plusieurs reprises après 1945 par des archéologues irakiens et allemands.
Les ruines du site d'Assur s'étendent sur une centaine d'hectares, dont plus de 65 hectares pour l'espace urbain protégé par des murailles à l'époque assyrienne. Les principaux monuments de l'époque assyrienne étaient situés dans la partie nord du site, sur le promontoire. On y trouvait le temple du dieu Assur, divinité nationale de l'Assyrie, qui était le principal sanctuaire de ce pays. Les souverains se sont toujours présentés comme les délégués terrestres de ce dieu, véritable souverain du royaume. Le palais principal (le « vieux palais »), situé à l'ouest du temple, était l'autre monument majeur du site, reconstruit à plusieurs reprises durant près de 1 500 ans. Les fouilles archéologiques ont dégagé d'autres temples et palais, ainsi que des groupes de résidences, et une grande quantité de textes cunéiformes constituant une source essentielle sur l'histoire assyrienne.
La cité d'Assur fut prise et détruite lors de la chute de l'empire assyrien, en 614 av. J.-C. Elle connut une dernière période de prospérité aux IIe et IIIe siècles de notre ère, durant l'époque de la domination de la Haute Mésopotamie par les Parthes. Le sanctuaire du dieu Assur fut alors reconstruit suivant les habitudes architecturales de l'époque, présentant des inspirations parthes et gréco-romaines. Un palais servant de résidence aux seigneurs de la ville fut construit au centre du site.
Après cette dernière période de prospérité et une nouvelle destruction vers 240, infligée sans doute par les Sassanides, le tell de Qalʿat Sharqat ne connut plus d'occupation importante. Il fut sans doute repeuplé de façon irrégulière à l'époque islamique, mais sert depuis essentiellement de site funéraire pour les habitants de la ville de Sharqat qui s'est développée à ses pieds. Le site est aujourd'hui menacé d'être englouti sous les eaux du fait d'un projet de construction d'un barrage en aval sur le fleuve (le barrage de Makhoul). En 2003, l'UNESCO a inscrit Assur sur la liste du patrimoine mondial, le considérant comme un site en péril.

## Redécouverte et fouilles
Les ruines d'Assur se trouvent sur le tell appelé de nos jours Qalʿat-Sharqat, la « Forteresse de Sharqat », Sharqat étant la ville principale actuelle de la plaine alentour, qui s'étend à l'ouest du site archéologique. C'est la seule des grandes capitales assyriennes qui n'a pas été fouillée au milieu du XIXe siècle : parmi les principaux découvreurs de cette période des débuts de l'archéologie mésopotamienne, l'anglais Austen Henry Layard y fait quelques recherches en 1847 et 1850-51, son associé irakien Hormuzd Rassam y retourne quelques années plus tard,. Ils en ramènent notamment une statue du roi Salmanazar III, ainsi qu'un prisme portant une inscription de Tukulti-Ninurta Ier. Cette inscription est restée fameuse dans l'histoire de l'assyriologie, puisque c'est en faisant traduire celle-ci simultanément par les premiers déchiffreurs du cunéiforme en 1857 et en obtenant des traductions proches, que le Royal Asiatic Society de Londres peut confirmer que cette écriture et de la langue akkadienne sont bien comprises.

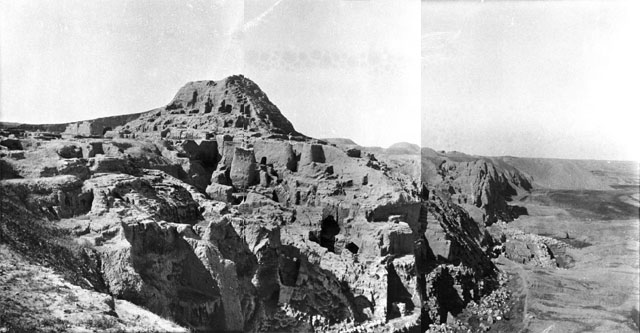
Le tell d'Assur, photographié en 1909 par Gertrude Bell, durant les fouilles allemandes.

Ce n'est qu'un demi-siècle après ces premières explorations, en 1903, que les fouilles plus substantielles commencent à Qalʿat-Sharqat, sous la conduite de la Deutsche Orient Gesellschaft (DOG, Société orientale allemande). Robert Koldewey, qui dirige alors les fouilles du site de Babylone, dépêche un de ses adjoints, Walter Andrae, architecte de formation tout comme lui, pour conduire les travaux à Qalʿat-Sharqat. Il y reste jusqu'en 1914. Andrae s'attache d'abord à déterminer l'organisation générale du site antique, notamment le tracé de ses murailles, puis il dégage les principaux groupes de monuments qui se trouvent dans la partie nord du tell. Dans la partie sud de la ville, qui correspond à la partie habitée proprement dite, plusieurs longues tranchées de direction est-ouest, larges de 3 à 5 mètres, sont creusées à des intervalles de 100 mètres sur toute la largeur de l'espace intra-muros (de 300 à 900 mètres selon les zones), afin d'avoir une meilleure idée de l'urbanisme et de l'architecture domestique. Si les niveaux des périodes les plus anciennes ne sont explorés qu'en un seul point du site (le temple d'Ishtar), les principaux monuments de l'époque assyrienne et de l'époque parthe sont alors dégagés, ainsi que de nombreuses résidences et des tombes de ces différentes époques, permettant la découverte de nombreuses inscriptions cunéiformes, sur tablettes d'argile ou d'autres supports, et de nombreux objets. La méthode de fouilles d'Andrae, prolongeant celle de son mentor Koldewey, marque un tournant dans l'élaboration d'une archéologie scientifique en Mésopotamie, par la qualité de ses relevés et les informations qu'il tire de ses travaux,.
Les différentes trouvailles sont transportées en 1914 à Bagdad, où elles sont partagées avec les autorités ottomanes. Une partie va au musée d'Istanbul, et une autre prend la mer sur un bateau en direction de l'Allemagne, mais est stoppée à Porto lors du début de la Première Guerre mondiale, puis saisie et confiée à un musée local. Andrae réussit à obtenir la restitution des objets en 1926, alors qu'il travaille pour les musées de Berlin, en les échangeant contre des objets provenant de ceux-ci. Quand il prend la tête du département des antiquités orientales (l'actuel Vorderasiatisches Museum), qui occupe les salles du Pergamon Museum, il consacre une aile aux découvertes d'Assur. Les collections orientales furent globalement peu touchées par les destructions et les pillages qui eurent lieu durant la Seconde Guerre mondiale ; la majorité des objets exhumés à Assur furent donc préservés, à quelques exceptions près (l'autel de Tukulti-Ninurta, plusieurs objets en or issus des tombes assyriennes).

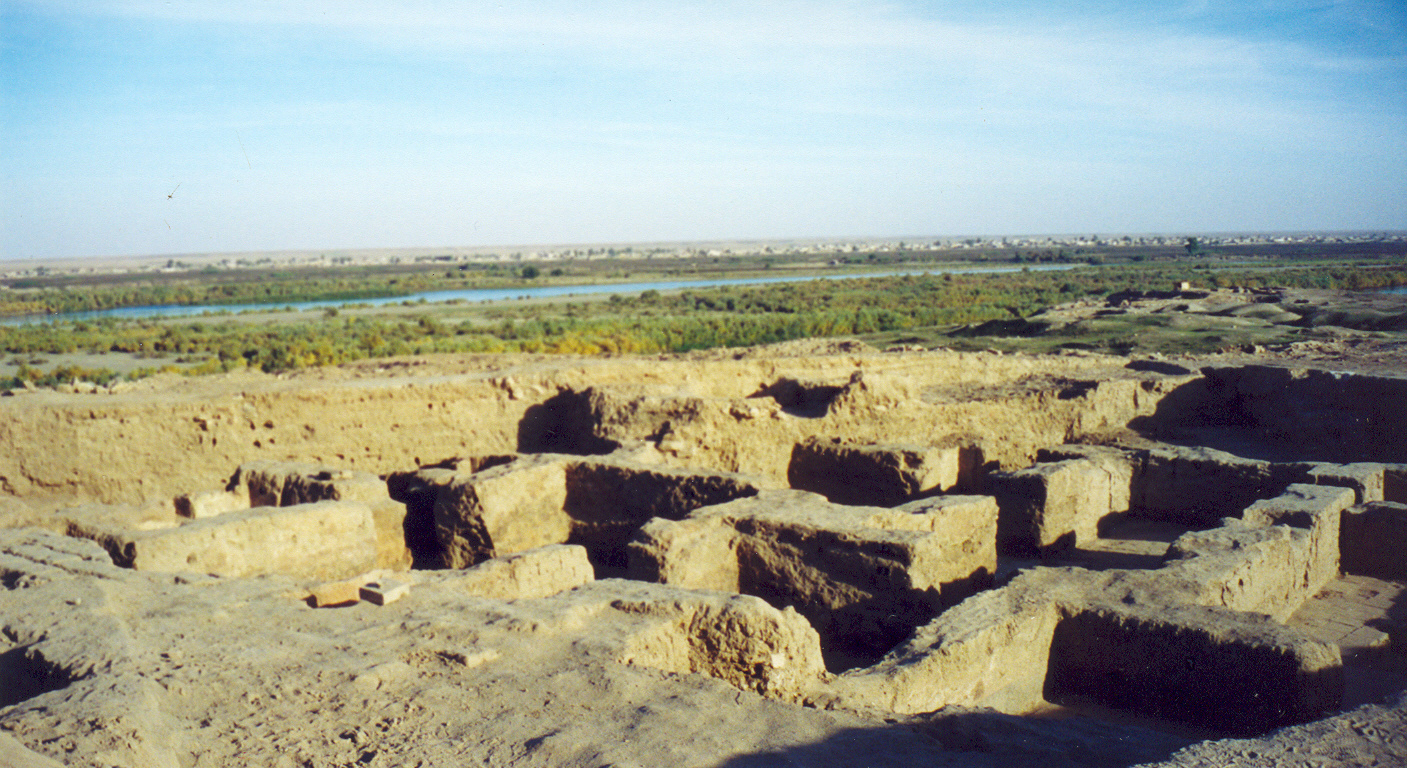
Zone de fouilles du site de Qalʿat-Sharqat.

Les fouilles ne reprennent à Qalʿat-Sharqat qu'après 1945, sous la conduite d'équipes d'archéologues irakiens, qui effectuent quelques recherches et s'attachent surtout à la préservation du site, puis à la reconstruction de certains monuments à partir de 1978 (une partie de la murailles et de ses portes, la ziggurat, des temples et palais). Des équipes allemandes retournent sur le site en 1988-1989 sous la direction de Reinhard Dittmann, puis en 1989-1990 sous celle de Barthel Hrouda,. Interrompues par les conflits, les fouilles reprennent entre 1999 et 2001 sous la direction de l'archéologue irakien Hafidt al-Hayani, rejoint en 2000 et 2001 par des fouilleurs allemands conduits par Peter A. Miglus. Sont en particulier mis au jour des résidences et un palais néo-assyriens, ainsi que des tombes d'époque parthe. Parallèlement, un projet est mis en place à Berlin à partir de 1997, autour de la Freie Universität, la DOG et le Voderasiatische Museum. Appelé Assur-Projekt, il regroupe des épigraphistes et des archéologues, reprend les découvertes archéologiques du début du XXe siècle, et publie des synthèses sur les différents monuments, les résidences, les œuvres d'art et objets divers, ainsi que les fonds d'archives d'Assur qui améliorent considérablement la connaissance du site et de l'Assyrie.
En 2023 de nouvelles fouilles débutent sur le site, sous la direction de Karen Radner et F. Janoscha Kreppner de l'université de Münster. Elle commence par une prospection géomagnétique dans le secteur de la « Ville neuve », où des fouilles sont ensuite entamées.

## Les périodes archaïques

### Assur auIIIemillénaireav. J.-C.

Assur et les principaux sites de la Syrie et de la Haute Mésopotamie au

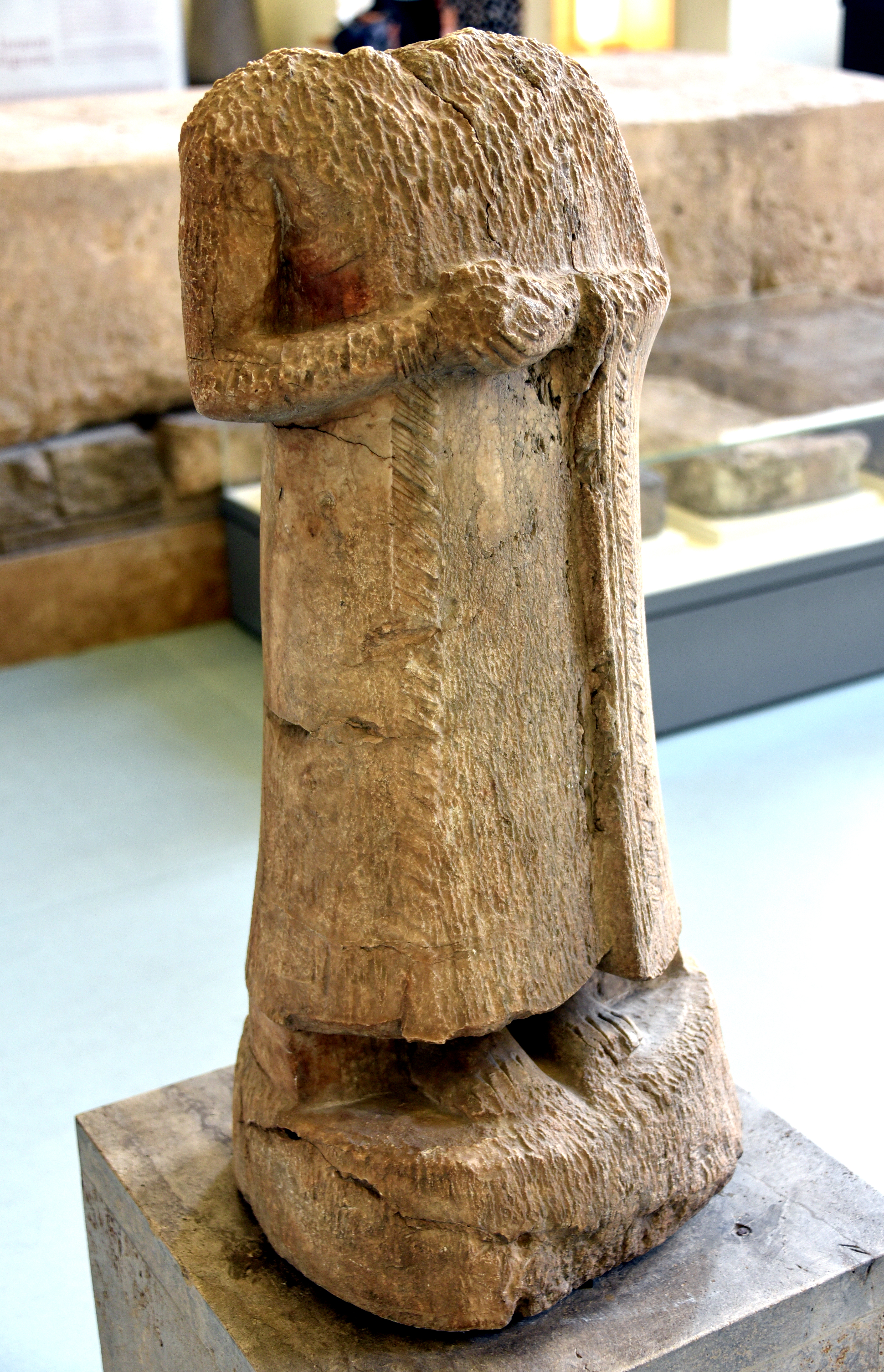
Statue de Zarriqum, gouverneur d'Assur au, mise au jour dans le temple d'Ishtar. Pergamon Museum.

Le site de Qalʿat-Sharqat semble s'être développé durant la première moitié du IIIe millénaire av. J.-C. D'éventuelles occupations antérieures n'ont pu être attestées avec certitude : des fragments de poterie trouvés dans le secteur du temple du dieu Assur (au nord-est du tell) pourraient dater du début du chalcolithique (VIe millénaire av. J.-C.), et d'autres pourraient remonter à la période d'Obeïd (v. 4000 av. J.-C.), mais cela reste sujet à caution. Aucune trace d'occupation n'apparaît pour la période d'Uruk (majoritairement au IVe millénaire av. J.-C.) ou pour celle de Ninive V (fin du IVe millénaire av. J.-C.). Les plus anciennes traces d'une présence permanente ont été mises au jour dans les niveaux anciens du temple d'Ishtar, qui correspondent au milieu du IIIe millénaire av. J.-C. et à la phase III de la période des dynasties archaïques du Sud mésopotamien.
Le nom de la ville d'Assur apparaît dans des textes de la période d'Akkad (v. 2340-2150 av. J.-C.), mis au jour à Gasur (Yorghan Tepe, la future Nuzi). Des inscriptions exhumées dans le temple d'Ishtar mentionnent des personnages qui devaient régner sur cette ville, le premier étant un certain Ititi, qui règne vers le XXIIIe siècle av. J.-C. Ce roi commémore un don à la déesse qui consiste en du butin pris après une victoire contre Gasur. C'est sans doute à cette époque qu'Assur passe sous la coupe des rois d'Akkad. Un personnage connu par une inscription dédicatoire, Azuzu, se dit serviteur de Manishtusu d'Akkad (2269-2255) : il s'agit donc probablement d'un gouverneur de cette ville, vassal du roi d'Akkad. Après une éclipse documentaire de près de deux siècles, Assur réapparaît dans la documentation écrite au début du XXIe siècle av. J.-C., alors qu'elle vient d'être soumise par les souverains de la troisième dynastie d'Ur (2112-2004 av. J.-C.). Une inscription votive a été laissée dans le temple d'Ishtar par le gouverneur de la ville, appelé Zarriqum, au temps du roi Amar-Sîn (2046-2038 av. J.-C.. Assur redevient indépendante au moment de la chute du royaume d'Ur, dans les dernières décennies du XXIe siècle av. J.-C.
)

### Découvertes archéologiques
Le temple d'Ishtar est le seul édifice qui a livré des niveaux de la période archaïque, même s'il semblerait que le vieux palais ait eu un antécédent dès ces périodes (on y a en tout cas exhumé 14 tablettes de la période d'Akkad). Les fouilleurs du site ont seulement repéré sous le futur temple de Sîn et de Shamash les traces d'une construction qu'ils estiment dater de la période d'Akkad. Une statue acéphale mise au jour à proximité du futur temple d'Anu et d'Adad pourrait également dater de cette époque, ou de celle d'Ur III.
Les quatre niveaux les plus anciens du temple d'Ishtar (notés H à E, du plus ancien au plus récent) sont donc les principales sources d'information sur Assur à l'époque archaïque, que ce soit par l'architecture, l'art et l'épigraphie. Le niveau H semble dater du milieu du IIIe millénaire av. J.-C. Le niveau G est mieux connu. Le plan de l'édifice pour cette période a été partiellement reconstitué : l'accès au temple semble se faire par un vestibule, puis une salle allongée du côté nord-ouest, conduisant sur une cour principale autour de laquelle devait s'organiser l'édifice. Juste à l'est se trouve une pièce cultuelle (environ 11 × 6 mètres) disposant de banquettes sur ses côtés, conduisant à la cella sur son côté nord. Dans la salle cultuelle, les archéologues ont mis au jour plusieurs objets rituels, peut-être disposés à l'origine sur les banquettes. Il s'agit notamment de supports cultuels, d'encensoirs, de petits autels en terre cuite en forme de maisons, d'un vase conique en pierre sculpté et de plusieurs statues d'orants : l'une représentant un homme barbu avec une robe à franges, dans un style caractéristique de la période des dynasties archaïques, une autre statue acéphale d'un personnage assis sur un trône, une autre représentant une femme debout, et une tête de femme (le reste de la statue manque) d'une belle qualité d'exécution. Ces figurines étaient sans doute déposées de façon à être en présence de la statue de la déesse, et devaient se substituer aux fidèles qu'elles représentaient, de sorte que leurs prières soient adressées en permanence à la divinité.

Objets provenant du niveau G du temple d'Ishtar. Pergamon Museum.
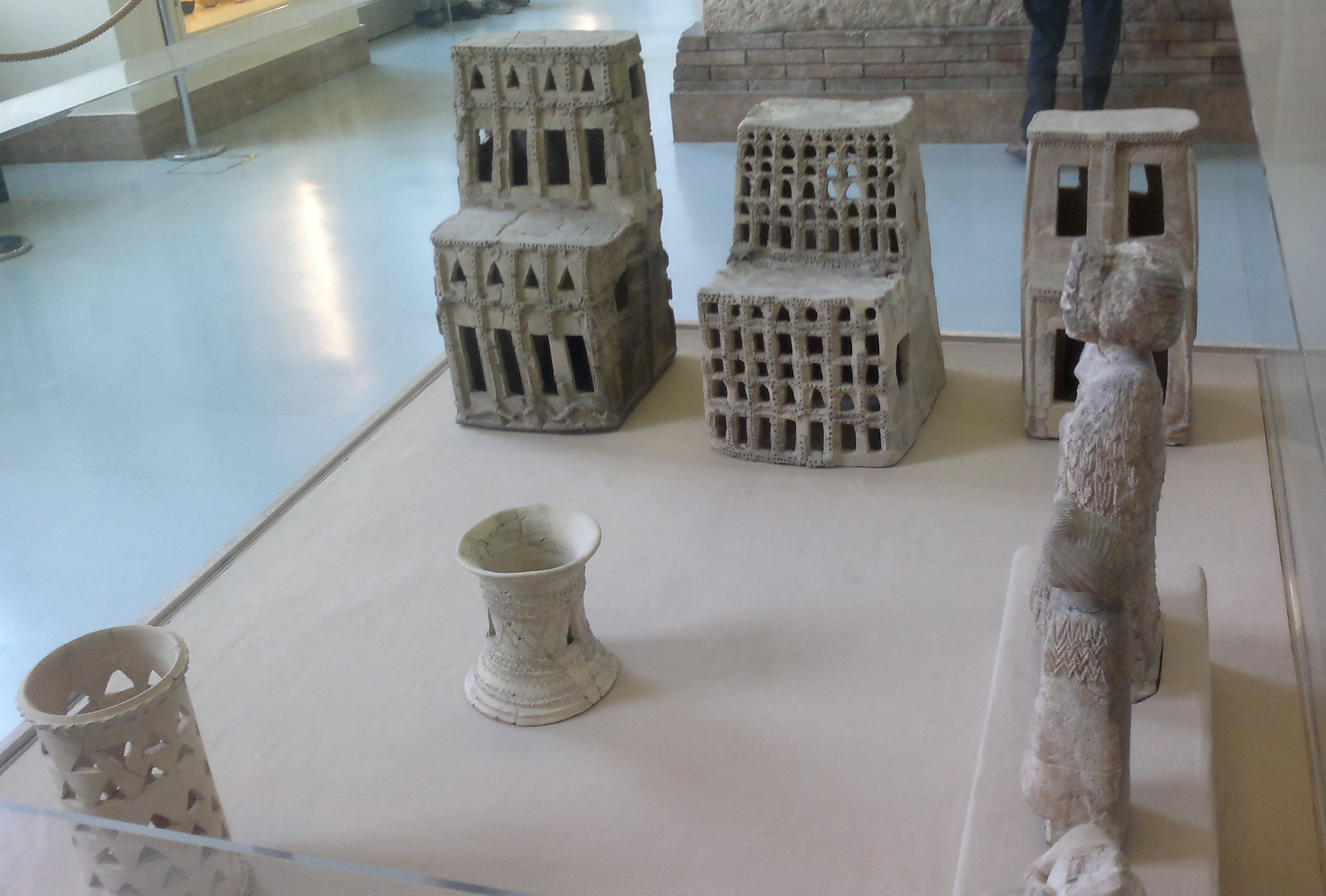
Objets de culte : encensoirs, autels en forme de maison.
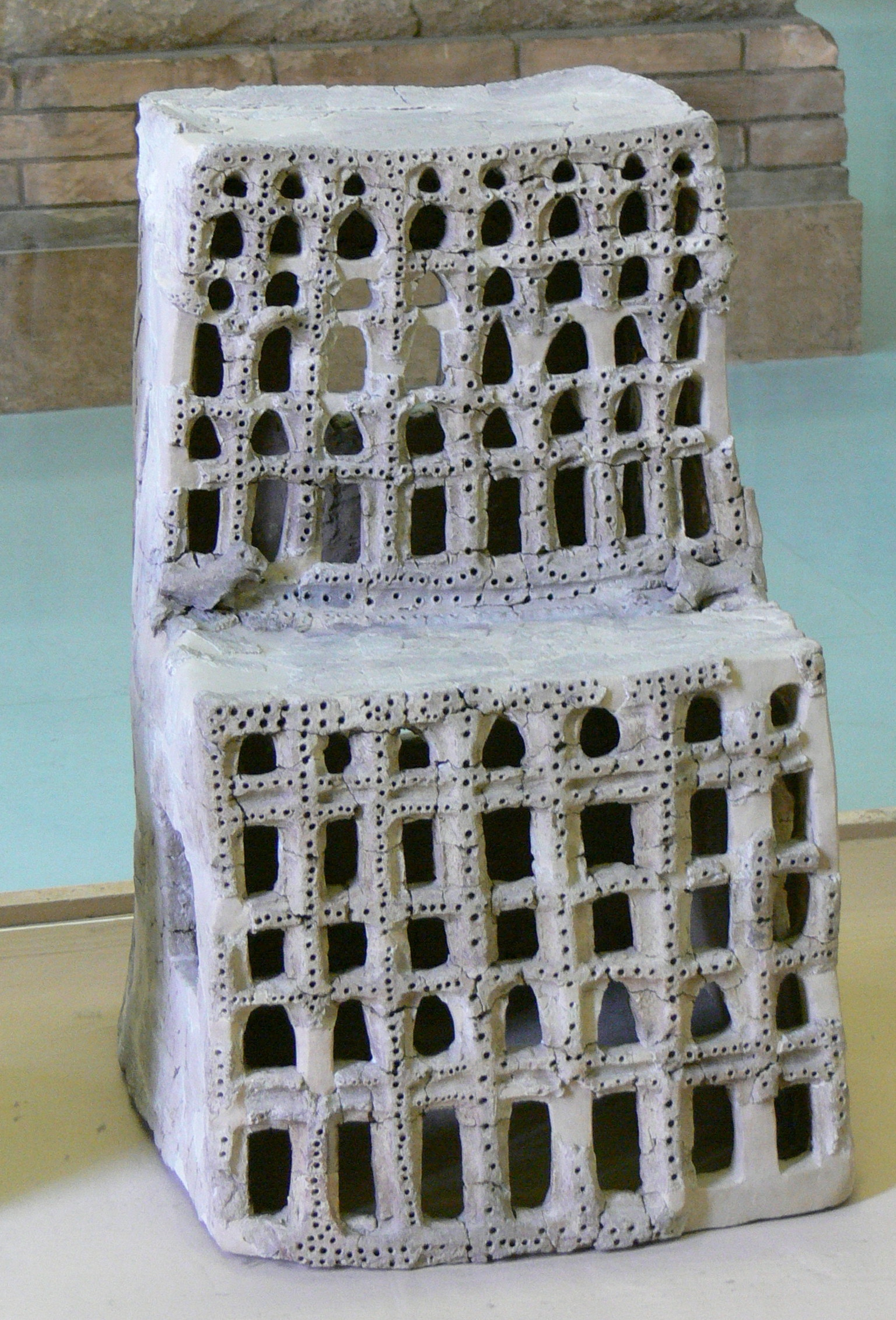
Autel en forme de maison.
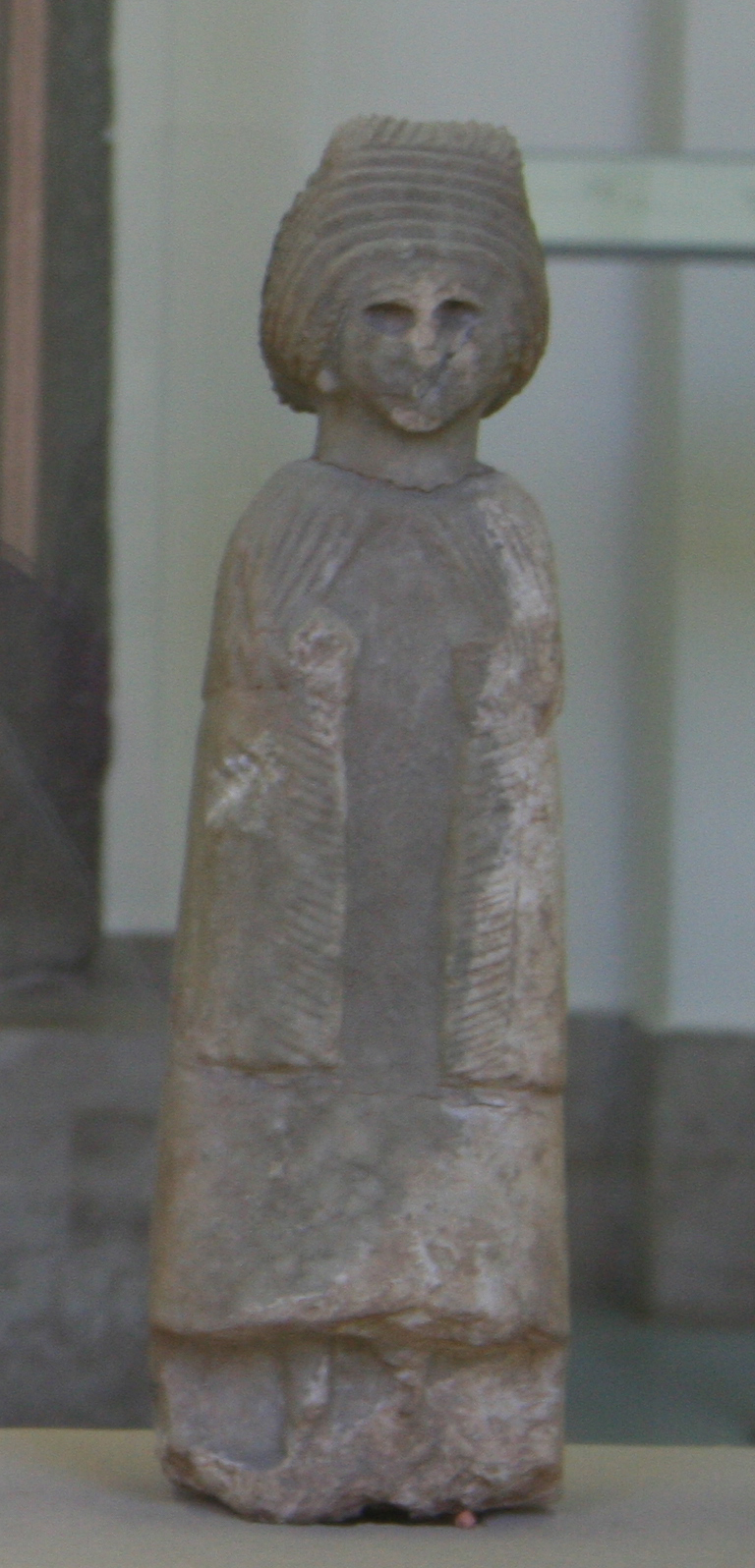
Statue de femme debout, en pierre blanche.
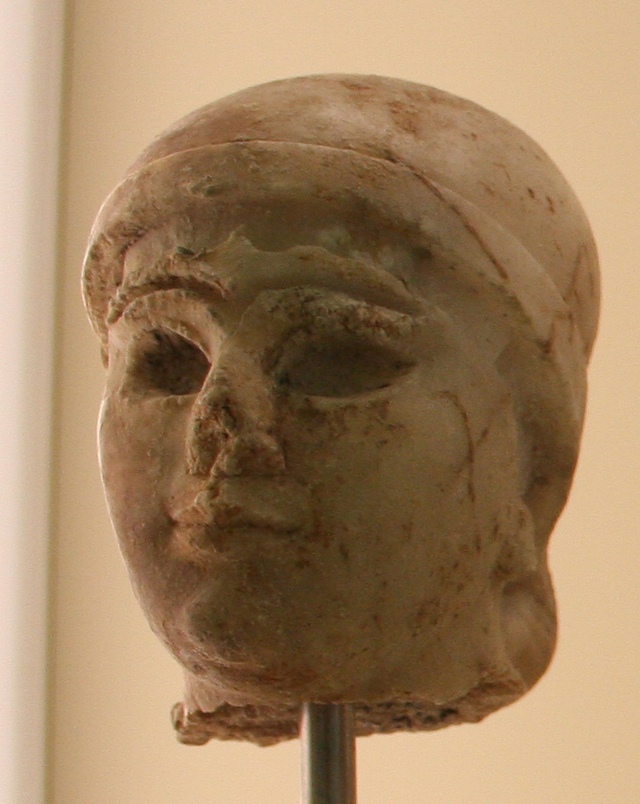
Tête de femme.

## Les époques assyriennes

### Historique

#### Période paléo-assyrienne
Au début du IIe millénaire av. J.-C., le contexte démographique de la Haute Mésopotamie évolue avec l'arrivée de populations amorrites et hourrites, qui prennent la tête d'entités politiques et font de la région un ensemble morcelé politiquement. Certains souverains plus puissants que d'autres tentent d'exercer leur hégémonie sur ces territoires. Les rois d'Assur ne sont clairement pas de ceux-là, puisqu'ils n'affirment pas dans leurs inscriptions avoir fait des conquêtes militaires, mais commémorent seulement leurs constructions dans la ville, qui a donc un statut de « Cité-État ». Assur se distingue par le dynamisme de ses marchands, qui mettent en place un réseau commercial à longue distance très florissant. C'est en particulier le cas avec l'Anatolie, où ils implantent plusieurs comptoirs aux XIXe et XVIIIe siècles. Ils y échangent de l'argent et de l'or contre des étoffes produites dans les ateliers de leur ville, souvent par leurs épouses restées à Assur, et de l'étain importé d'Iran. L'activité commerciale est documentée par des milliers de tablettes cunéiformes, retrouvées sur le site de Kültepe, l'ancienne Kanesh, en Cappadoce. Ces tablettes constituent l'essentiel de la documentation sur Assur pour cette période, avec les fouilles archéologiques. Celles-ci ont dégagé les niveaux du palais royal, des temples d'Assur et d'Ishtar, mais aussi des sépultures. On parle pour cette époque de « période paléo-assyrienne »,.

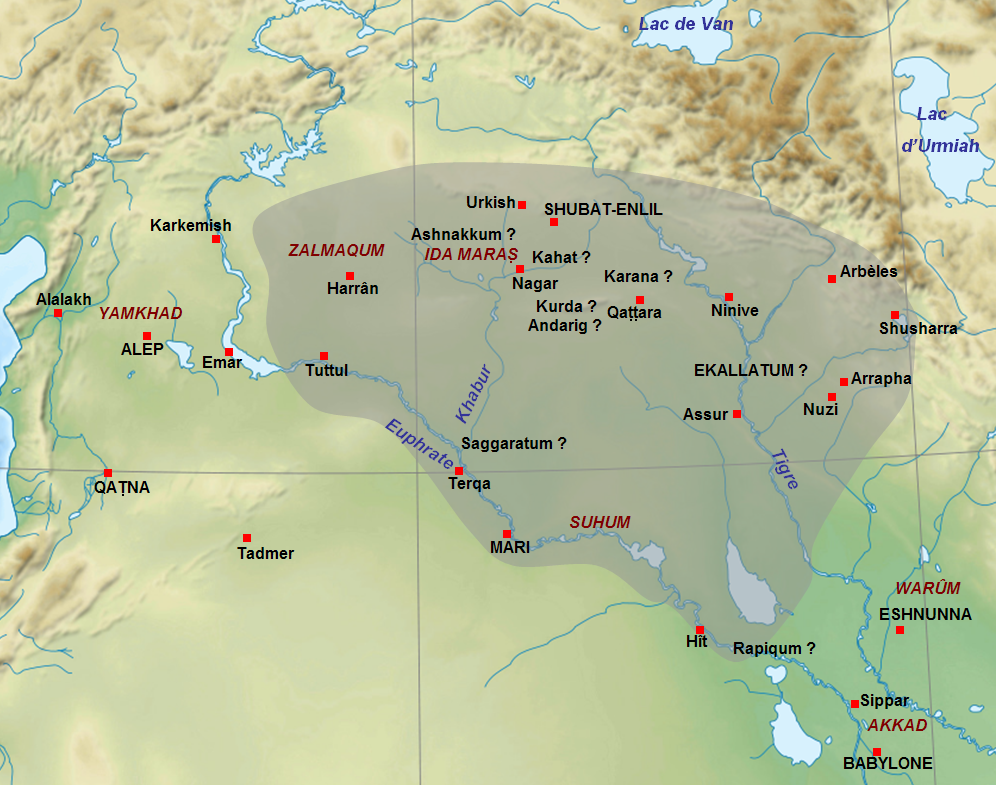
Extension approximative du Royaume de Haute-Mésopotamie au moment de la mort de Samsi-Addu/Shamshi-Adad Ier.

La ville est gérée par un ensemble d'institutions originales, constitué d'un conseil d'Anciens, d'un magistrat chargé de l'administration (le līmum), et d'un roi appelé iššiakku, « vicaire ». Ce souverain est considéré avant tout comme le représentant du dieu Assur, le véritable roi des Assyriens. Le roi a manifestement un rôle plus limité que ceux des autres souverains de l'époque. Les rois paléo-assyriens forment au XIXe siècle av. J.-C. une dynastie, dont le fondateur semble être Puzur-Assur Ier sur lequel on ne sait pas grand chose. Erishum Ier (v. 1974-1935) est la principale figure de cette période : il semble avoir joué un grand rôle dans l'essor commercial de la cité. Il entreprend d'importants travaux dans le temple du dieu Assur, et restaure les murailles de la ville. Cependant, la puissance commerciale d'Assur connaît un arrêt vers 1835, et une trentaine d'années plus tard la ville perd son indépendance, après sa conquête par un roi amorrite, Samsi-Addu d'Ekallatum. La tradition assyrienne ultérieure a intégré ce roi parmi les souverains légitimes d'Assur, sous le nom assyrien de Shamshi-Adad Ier (1807-1775). Dans les faits, Assur n'était qu'une ville parmi d'autres du royaume de Samsi-Addu (que les historiens désignent comme « Royaume de Haute Mésopotamie »). Mais cette époque marque un renouveau du commerce avec l'Anatolie, et d'importants travaux sont entrepris dans le palais royal et le temple du dieu Assur. À Samsi-Addu succède son fils Ishme-Dagan (v. 1775-1735), qui perd rapidement le puissant royaume de son père, en se soumettant à l'autorité du roi Hammurabi de Babylone. Celui-ci mentionne Assur parmi les villes de son royaume dans son célèbre Code de lois ,.
La période qui suit est mal connue. La ville a manifestement un poids politique faible et ses réseaux commerciaux se sont effondrés. Le fils d'Ishme-Dagan, Asinum, est déposé par un certain Puzur-Sîn, originaire d'Assur, qui se vante dans une inscription d'avoir chassé une dynastie d'origine « étrangère » (amorrite). Mais le royaume d'Assur se dote d'une nouvelle dynastie, fondée par un certain Abasi. La succession royale durant les deux siècles suivants est connue essentiellement par des listes royales plus tardives, ce qui nous empêche d'en savoir plus sur la situation politique de la ville à cette époque obscure. Assur reprend apparemment de l'importance vers 1500, sous les règnes d'Assur-nerari Ier, qui mentionne dans plusieurs inscriptions la rénovation des temples et des murailles , et de son fils Puzur-Assur III, qui restaure également des temples et, selon une inscription postérieure aurait étendu la muraille pour englober le secteur de la « Ville neuve ». Sur le plan politique, il conclut un accord sur les frontières avec le roi Burna-Buriash Ier de Babylone. Ce traité place les limites de son royaume dans la région moyenne du Tigre, ce qui indique une expansion de la puissance d'Assur. Les années suivantes, marquées par au moins une crise de succession, sont plus difficiles pour l'Assyrie, qui fait face à la montée en puissance du royaume hourrite du Mittani. Celui-ci parvient à la placer sous sa coupe, au plus tard vers la fin du XVe siècle av. J.-C. On sait par ailleurs qu'un roi du Mittani nommé Shaushtatar a pris et pillé Assur, mais cet événement est difficile à situer dans le temps,.

#### Période médio-assyrienne

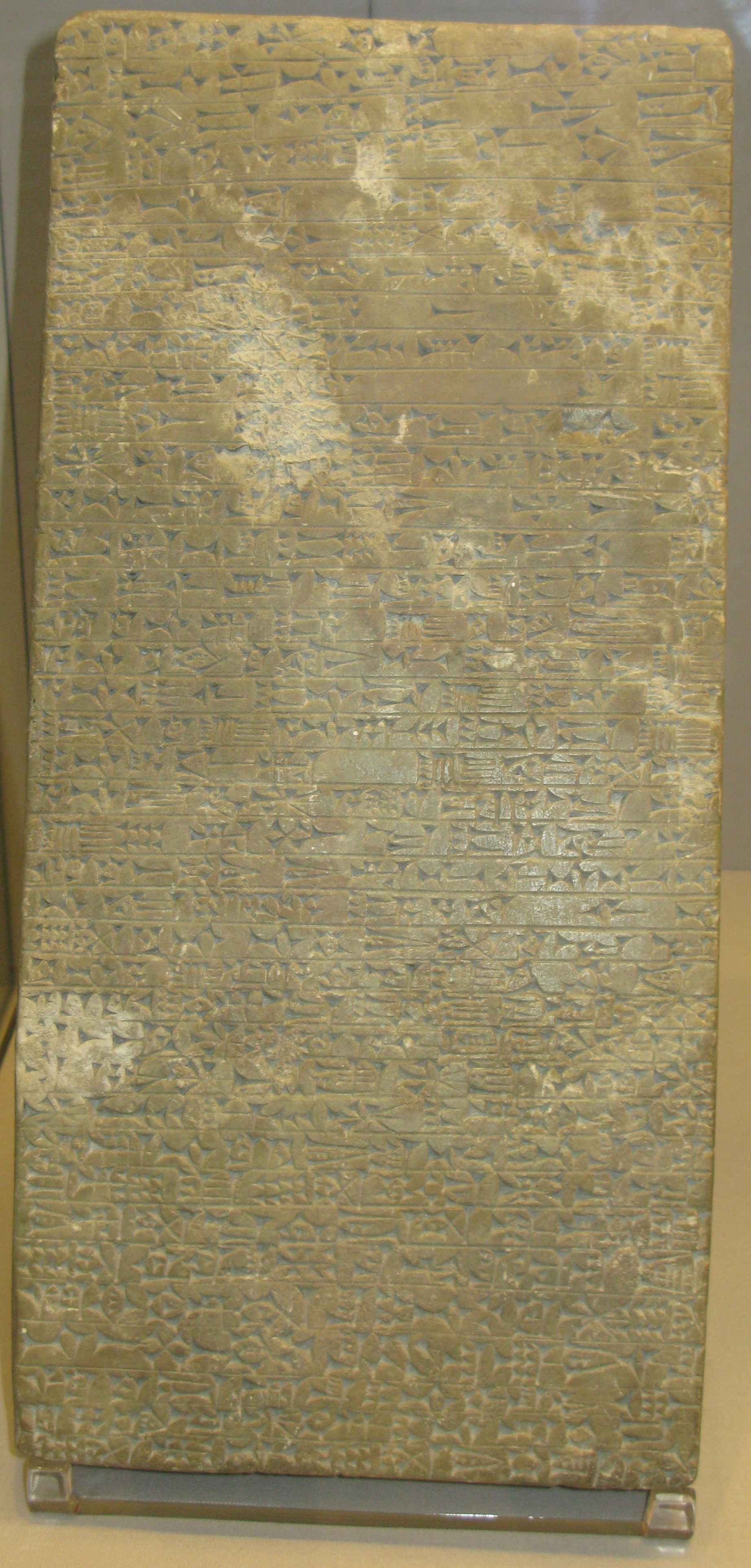
Tablette commémorant la reconstruction du temple du dieu Assur par le roi Adad-nerari Ier (v. 1300-1275 av. J.-C.). British Museum.

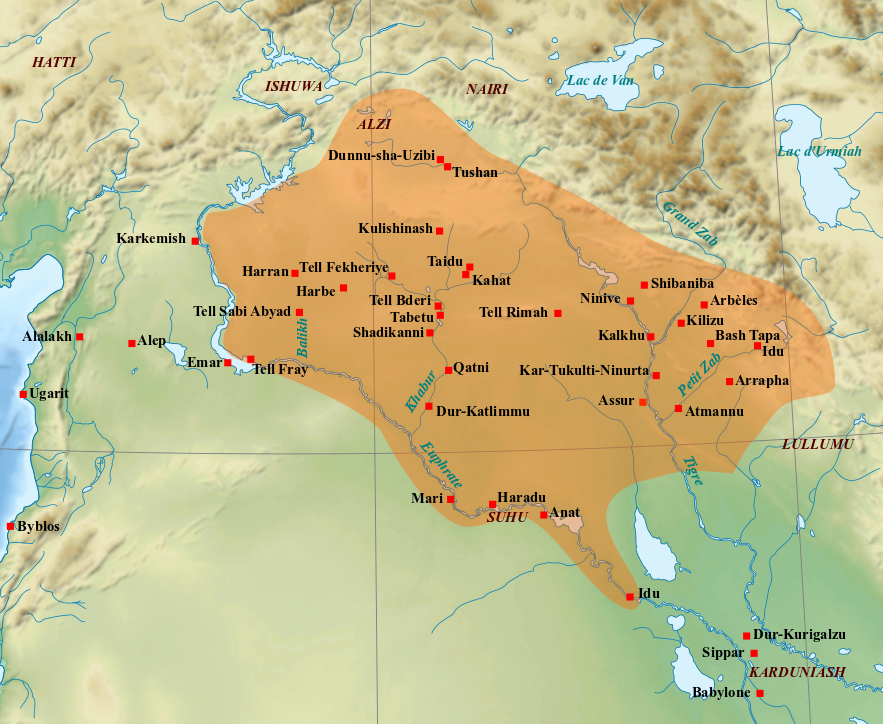
Carte de l'extension approximative du royaume médio-assyrien entre la fin du

La première moitié du XIVe siècle av. J.-C. voit le royaume d'Assur prendre de l'importance, pour finalement se soustraire à la tutelle du Mittani et rivaliser avec les rois de Babylone, qui avaient également des visées sur elle. Sous l'impulsion d'Assur-uballit Ier (1365-1330), Assur devient alors une des puissances majeures du Moyen-Orient, durant cette période que les historiens qualifient de « médio-assyrienne » (v. 1365-934). Le royaume sort du cadre limité de la cité-État, puisqu'on parle désormais de « pays d'Assur », l'Assyrie. La ville devient une capitale politique de premier plan, dont les souverains y accomplissent de nombreux travaux de construction, à commencer par un palais royal et des temples. La richesse des élites assyriennes se remarque également par la présence d'archives et de tombes opulentes exhumées dans ses quartiers résidentiels. La puissance assyrienne s'affirme en particulier sous les règnes d'Adad-nerari Ier (1308-1275), de Salmanazar Ier (1275-1245) et de Tukulti-Ninurta Ier (1244-1208), qui joignent à leurs succès militaires de grands programmes de construction. Le premier renforce les murailles de la ville et ses quais, restaure les temples d'Assur et d'Ishtar et plusieurs portes. Le second entreprend à son tour des travaux dans les sanctuaires et le palais, tandis que le troisième érige le nouveau palais et reconstruit le temple d'Ishtar selon un plan différent . Il fonde une nouvelle ville royale à 3 kilomètres d'Assur, sur la rive opposée du Tigre, qu'il nomme « Port de Tukulti-Ninurta », Kar-Tukulti-Ninurta. C'est la première fondation d'une nouvelle capitale dans l'histoire assyrienne ; son existence fut pourtant de courte durée puisque le site fut délaissé après la mort, par assassinat, de son fondateur.
Le XIIe siècle av. J.-C. voit la puissance assyrienne connaître un retrait. Il n'y a pas de traces de travaux d'importance à Assur avant les règnes d'Assur-resh-ishi Ier (1133-1116) et surtout de Teglath-Phalasar Ier (1114-1076), le dernier des grands rois médio-assyriens. C'est de cette époque que date en particulier la reconstruction du double temple d'Anu et d'Adad, avec ses ziggurats jumelles. Le royaume assyrien connaît ensuite un déclin marqué, notamment face à la progression de groupes d'Araméens qui s'installent en Haute-Mésopotamie. Ces populations fondent plusieurs royaumes en Syrie où les Assyriens avaient auparavant établi leur domination. Les inscriptions royales se font de plus en plus rares à partir de la fin du XIe siècle av. J.-C., et l'activité de construction à Assur semble très limitée,.

#### Période néo-assyrienne

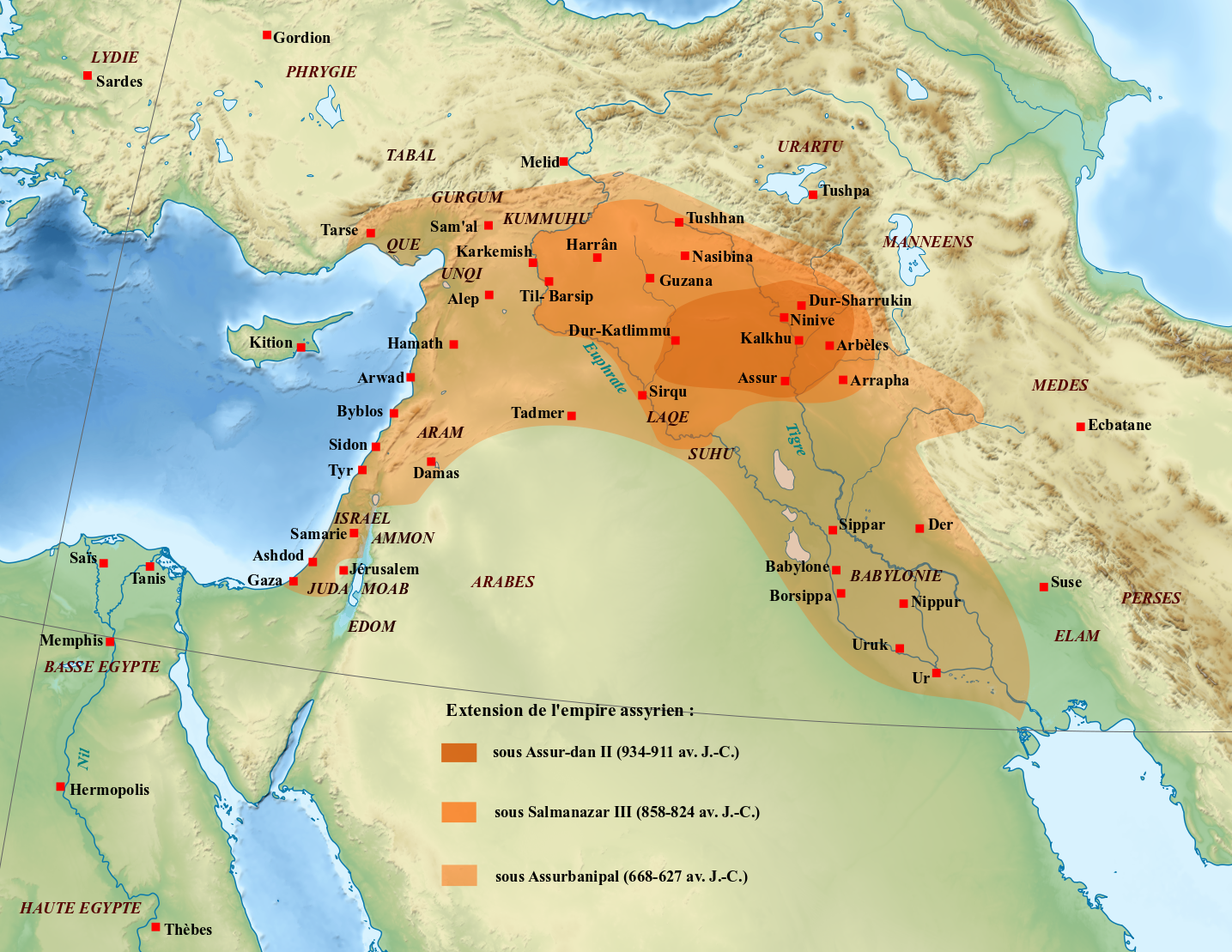
Carte des différentes phases d'expansion de l'empire néo-assyrien.

Les rois d'Assur ne parviennent à rétablir leur puissance que progressivement, à partir de la seconde moitié du Xe siècle av. J.-C. qui marque le début de la période dite « néo-assyrienne » (934/911-609 av. J.-C.). La puissance des grands rois médio-assyriens est à nouveau égalée sous le règne d'Assurnasirpal II (883-859). Ce monarque entreprend des travaux dans le vieux palais, avant de transférer sa capitale dans la vieille cité de Kalkhu (site de l'actuelle Nimroud), située en amont sur le Tigre, sur la rive gauche. On ne sait pas vraiment ce qui a présidé à ce choix. Une raison souvent avancée est qu'Assur, par sa situation sur la rive droite du Tigre, aurait été trop exposée à d'éventuelles attaques araméennes venues de l'ouest, mais pour autant que l'on sache cette menace n'était pas d'actualité à ce moment-là. La cité reste néanmoins capitale religieuse du pays, car elle dispose du seul temple dédié au dieu national Assur, qui conserve toute son importance dans l'idéologie du royaume. Plusieurs rois, à commencer par Assurnasirpal II, sont enterrés dans le vieux palais. Ses anciens monuments sont toujours restaurés, parfois avec d'importants remaniements. Salmanazar III (858-824) reconstruit le temple d'Ishtar, ainsi que celui d'Anu et d'Adad, et fait peut-être aussi bâtir le « Palais est » dégagé lors des dernières campagnes de fouilles.

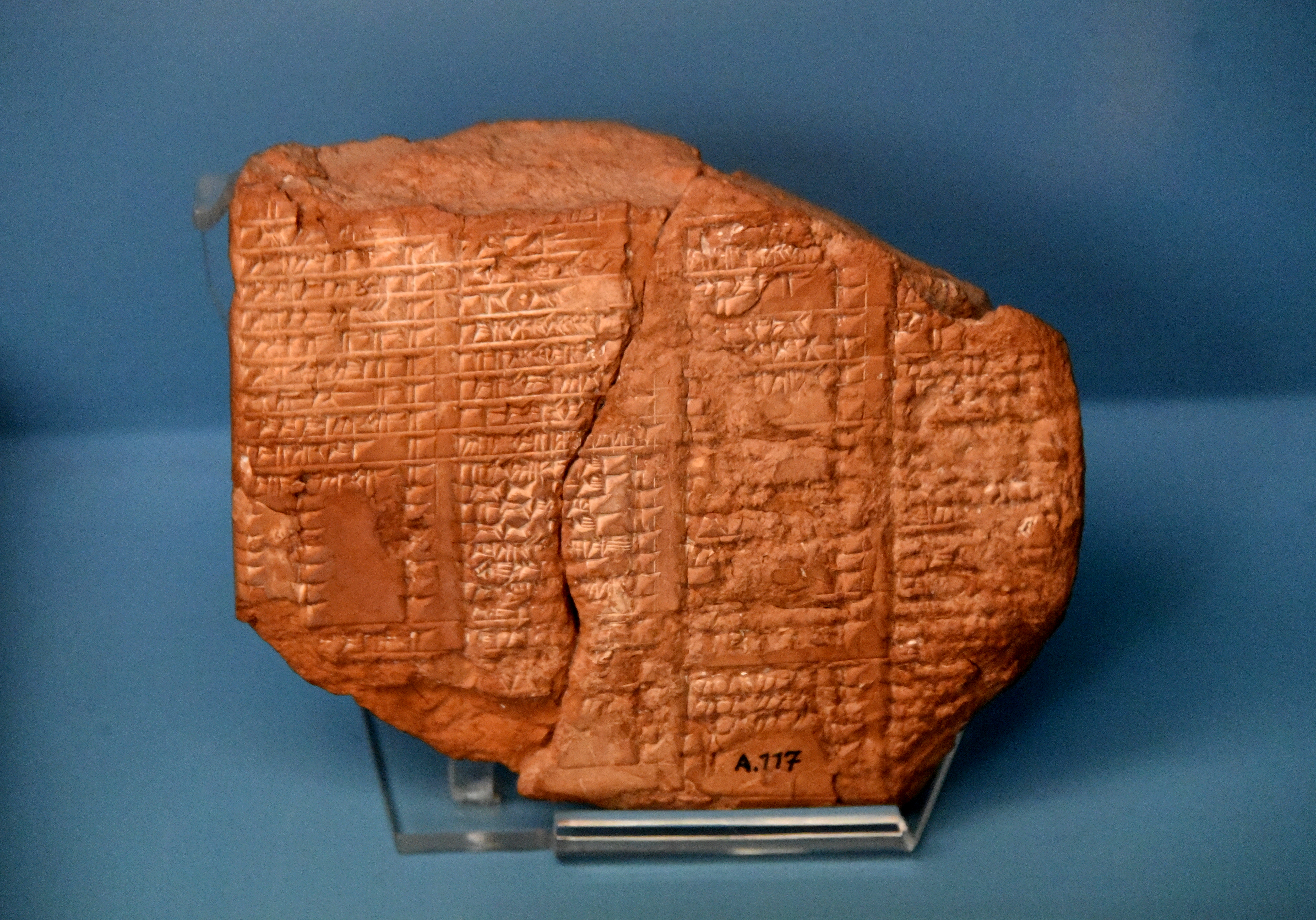
Tablette de la Liste royale assyrienne mise au jour à Assur, Musée de l'Orient ancien d'Istanbul.

La puissance assyrienne continue à croître dans les décennies qui suivent, pour aboutir à la fin du VIIIe siècle av. J.-C. à la constitution d'un véritable empire. La capitale se déplace à nouveau : après Kalkhu, ce sont successivement Dur-Sharrukin et Ninive qui ont les faveurs des souverains. Assur n'est pas délaissée pour autant, surtout en raison de son statut religieux : les rois y résident plusieurs semaines au printemps pour les principales festivités religieuses, et ils continuent de s'y faire inhumer. Sennachérib (704-681) entreprend ainsi un grand programme de travaux en lien avec le culte d'Assur, qu'il cherche à promouvoir de plus en plus face au grand dieu rival de Babylone, Marduk, tout en reprenant des éléments du culte de ce dernier. Il fait ainsi ériger un temple destiné à la fête-akitu à l'ouest des murailles d'Assur, à l'image du temple similaire qui existe à Babylone. Il agrandit le temple principal du dieu Assur, reconstruit sans doute aussi celui des dieux Sîn et Shamash, et fait construire deux palais au sud-est de la ville pour deux de ses fils, dont le « Palais princier » qui a été dégagé. Le caractère sacré d'Assur se retrouve par ailleurs dans un texte, l'« Annuaire divin d'Assur » (Götteradressbuch), qui énumère les divinités vénérées dans la ville, et donne les noms cérémoniels de ses portes, remparts, voies cérémonielles et surtout de ses temples.
Le sanctuaire du dieu Assur est à nouveau restauré par Assarhaddon (680-669) et Assurbanipal (668-627). Après le règne de ce dernier, l'Assyrie est secouée par une guerre civile, dont sort vainqueur Sîn-shar-ishkun (627-612). Celui-ci fait reconstruire le temple d'Ishtar et y adjoindre un sanctuaire dédié au dieu Nabû. Les archéologues ont également dégagé de nombreuses résidences, avec des archives et des sépultures de cette période.
La guerre civile est suivie d'un conflit avec deux anciens vassaux de l'Assyrie, les Babyloniens et les Mèdes, qui parviennent en quelques années à pénétrer au cœur du territoire assyrien. En 614, Assur est prise par une armée mède. Les fouilles ont montré que la ville s'est manifestement préparée à l'assaut, qui n'a donc pas été une attaque surprise. Elles ont également montré que les vainqueurs ne se sont pas contentés de la piller, mais ont aussi entrepris d'importantes destructions, notamment celle du sanctuaire d'Assur et des palais. L'empire assyrien s'effondre dans les années qui suivent.

#### Période post-assyrienne
Rien n'indique clairement si Assur a fait l'objet d'une occupation importante dans les deux siècles qui ont suivi cette destruction. Quelques textes la mentionnent peut-être, mais ils sont fragmentaires, ce qui empêche d'être sûr qu'il s'agisse bien de cette ville : un texte trouvé à Sippar pourrait indiquer qu'Assur a eu un gouverneur babylonien ; le Cylindre du roi perse Cyrus II semble indiquer que ce roi a rendu au temple d'Assur la statue du dieu qui avait été enlevée par les Babyloniens lors de la prise de la ville ; Xénophon, dans son évocation du périple des Dix Mille (vers 401 av. J.-C.), mentionne une ville « grande et prospère » nommée Caenae, que l'on identifie couramment avec Assur. L'archéologie est loin de documenter une reprise importante du peuplement de la ville. Seuls deux petits sanctuaires accolés sont attribués à cette période, ainsi que des tombes et un petit trésor de bijoux en argent trouvé sur le site du Palais neuf, qui présente une ressemblance avec l'art achéménide. En particulier, la nature du « Temple A », érigé sur les ruines du sanctuaire d'Assur, a fait l'objet de nombreuses discussions, notamment sur l'époque de sa fondation. Selon les auteurs, elle est datée soit des années qui suivent la destruction de 614, soit de la période achéménide, soit de la période hellénistique. On y a trouvé des inscriptions royales et des décrets royaux des périodes antérieures de l'histoire assyrienne, y compris des documents issus d'autres temples, qui ont été réunis là à partir de monuments antiques de la ville alors en ruines, ce qui a fait que cet édifice a été vu comme un « lieu de mémoire » des temps post-assyriens.

### Organisation générale de la ville

Plan général du site d'Assur avec la localisation des principaux monuments des époques assyriennes.

Aux époques assyriennes, la ville d'Assur est une cité d'au moins 80 hectares, dont la majeure partie est protégée par une muraille et subdivisée en deux grands ensembles.
La « ville intérieure » (en assyrien libbi āli, « cœur de la ville » ; on trouve parfois mention d'une « ville haute », ālu ele, dans les textes antiques, et « vieille ville » dans les écrits modernes), est la zone la plus anciennement habitée, autour d'un espace couvrant une quarantaine d'hectares. Elle est située sur un éperon rocheux qui s'élève sur 30 à 40 mètres dans sa partie haute, selon la tradition des villes de Haute Mésopotamie, dont le centre se trouve généralement sur une hauteur, pour des raisons vraisemblablement défensives. Sur son côté oriental coule le Tigre (qui circule du Nord au Sud) et sur son côté nord un ancien bras du Tigre canalisé (d'Est en Ouest), formant un coude qui borde deux côtés de la ville. Le dénivelé est particulièrement marqué sur la partie haute de l'éperon qui donne sur les cours d'eau, constituant un ravin. Les eaux risquant de menacer la ville intérieure, en particulier du côté nord directement exposé au cours du Tigre, un mur protecteur la protégeait et devait être couramment entretenu en raison de l'érosion fluviale. Il était complété par endroits par des canaux de drainage servant à évacuer les eaux. Des cours d'eau temporaires (wadis) partaient également du cœur de la ville. Sur ses côtés ouest et sud, qui ne bénéficiaient pas de protections naturelles et qui donnaient directement sur la plaine semi-aride, la ville intérieure et ses contrebas (environ 65 hectares) était entourée d'une muraille au tracé semi-circulaire, au moins dès le début du IIe millénaire av. J.-C. Une muraille antérieure avait probablement existé au millénaire précédent. Un profond fossé, large de 20 mètres et profond peut-être de 15, fut creusé à ses pieds, sans doute sous le règne de Tukulti-Ninurta Ier au XIIIe siècle av. J.-C. Il a pu aussi servir de canal entre les deux bras du Tigre. Le rempart a été doublé et agrandi dans le troisième quart du IXe siècle av. J.-C., sous le règne de Salmanazar III. Il comprenait des tours de défense espacées d'une trentaine de mètres.

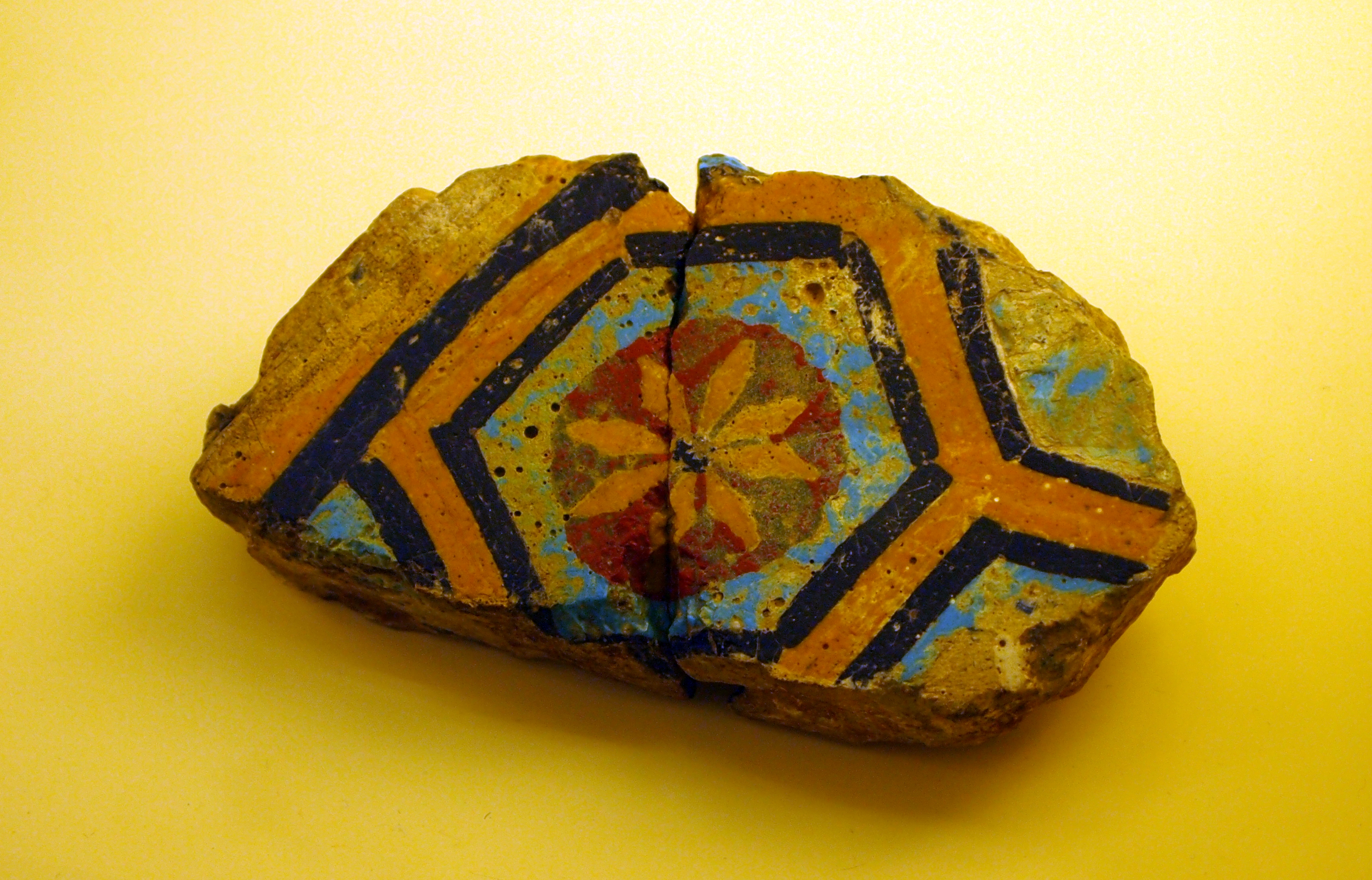
Élément de décoration murale en céramique glaçurée colorée à motif de rosette, reconstitué à partir de deux fragments retrouvés en deux points éloignés du tell (près de la ziggurat et près de la porte occidentale). Peut-être de la période médio-assyrienne, Pergamon Museum.

La ville intérieure abrite les monuments principaux, situés dans sa partie nord le long de la falaise : l'angle nord-est, l'éperon rocheux à proprement parler, comprend le sanctuaire principal de la cité, dédié au dieu Assur. Plus à l'est se trouvent d'autres temples, ainsi que les palais royaux : le vieux palais, qui date de la première moitié du IIe millénaire av. J.-C., et le nouveau palais, qui date de la fin du IIe millénaire av. J.-C. D'autres monuments importants de cette zone sont les portes intra-urbaines, mentionnées dans de nombreuses inscriptions royales mais difficiles à localiser précisément, comme celle appelée mušlālu, près du temple d'Assur (ou dans son complexe). Localisés sur la partie la plus haute du site, dominant la plaine alentour, ces monuments devaient être visibles de loin. La partie sud de la ville intérieure comprend la zone résidentielle, moins bien connue car moins explorée par les archéologues, qui y ont néanmoins dégagé de nombreuses habitations de l'époque néo-assyrienne. Durant cette même époque, l'espace résidentiel privé s'est étendu vers le nord, puisque le nouveau palais a disparu et qu'à la place se trouvent des résidences cossues. De cette époque datent également des palais situés en dehors de la zone monumentale traditionnelle, le Palais ouest et le Palais princier. L'urbanisme du quartier résidentiel, connu par les fouilles, est caractérisé par des rues étroites et tortueuses. Mais les inscriptions mentionnent également l'existence de voies processionnelles, sans doute plus larges et régulières, ainsi que celle de vergers. Le long du Tigre, se trouvent des espaces appelés le « quai » (kāru), qui devaient comprendre le port de la cité, et également le quartier des échanges.
La ville s'est par la suite étendue vers le sud, en contrebas. C'est la « ville nouvelle » (ālu eššu) qui peut correspondre au moins en partie à la « ville basse » (ālu šaplē) évoquée dans quelques textes. S'étendant sur plus de 15 hectares, sa fonction exacte n'est pas connue car elle n'a pas été de fouillée. Elle fut englobée dans la muraille de la cité, peut-être dès le milieu du IIe millénaire av. J.-C. ; la muraille aurait été construite par Puzur-Assur III selon une inscription d'Adad-nerari Ier. Au-delà s'étendaient des plaines fertiles, au Sud, et de l'autre côté du fleuve, au Nord et à l'Est, l'Ouest étant une zone de steppe.

### Le temple et le culte du dieu Assur

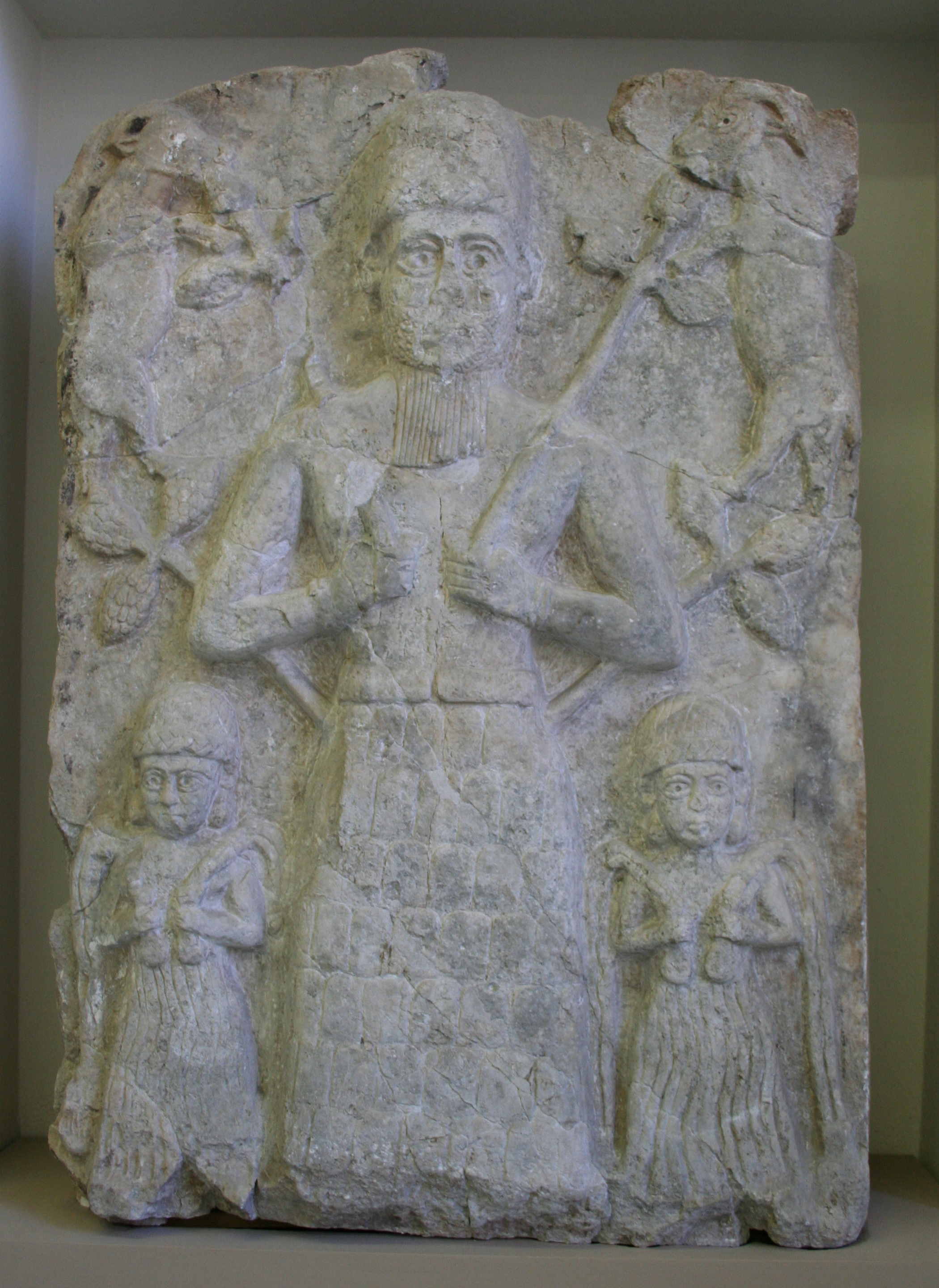
Bas-relief en calcaire retrouvé dans le temple du dieu Assur, représentant une divinité (Assur ?) nourrissant deux caprins, avec deux déesses aux vases jaillissant à ses pieds. Début Pergamon Museum.

Si Assur n'est plus la capitale politique de l'Assyrie après le IXe siècle, elle demeure toujours sa capitale religieuse même après la fin de l'Empire, car leur dieu et souverain Assur y a son domicile terrestre. Ainsi, la cité conserve une grande importance pour les rois assyriens, dont le pouvoir est légitimé par Assur, leur maître. Les souverains résident d'ailleurs toujours une partie de l'année à Assur pour accomplir les lourdes tâches de leur fonction religieuse, car ils sont aussi les grands prêtres du dieu. Ils n'ont d'ailleurs pas cherché à ériger de nouveaux temples pour ce dieu dans leurs nouvelles capitales, tellement son culte était attaché à celui de la ville homonyme.
À l'origine, le dieu Assur semble être la divinisation de la ville d'Assur, ou peut-être plus précisément celle de son promontoire rocheux, le culte des monts étant quelque chose de courant dans la Haute Mésopotamie antique. La personnalité de ce dieu s'est enrichie avec l'essor politique de l'Assyrie en prenant les aspects des autres divinités souveraines de la Mésopotamie, en premier lieu Enlil, le roi des dieux, auquel il est régulièrement assimilé. Au début du VIIe siècle av. J.-C., ce furent les aspects de la personnalité du grand dieu babylonien Marduk qui furent repris, sous le règne de Sennachérib qui transposa des éléments du culte de Babylone à Assur, notamment la fête du Nouvel An.

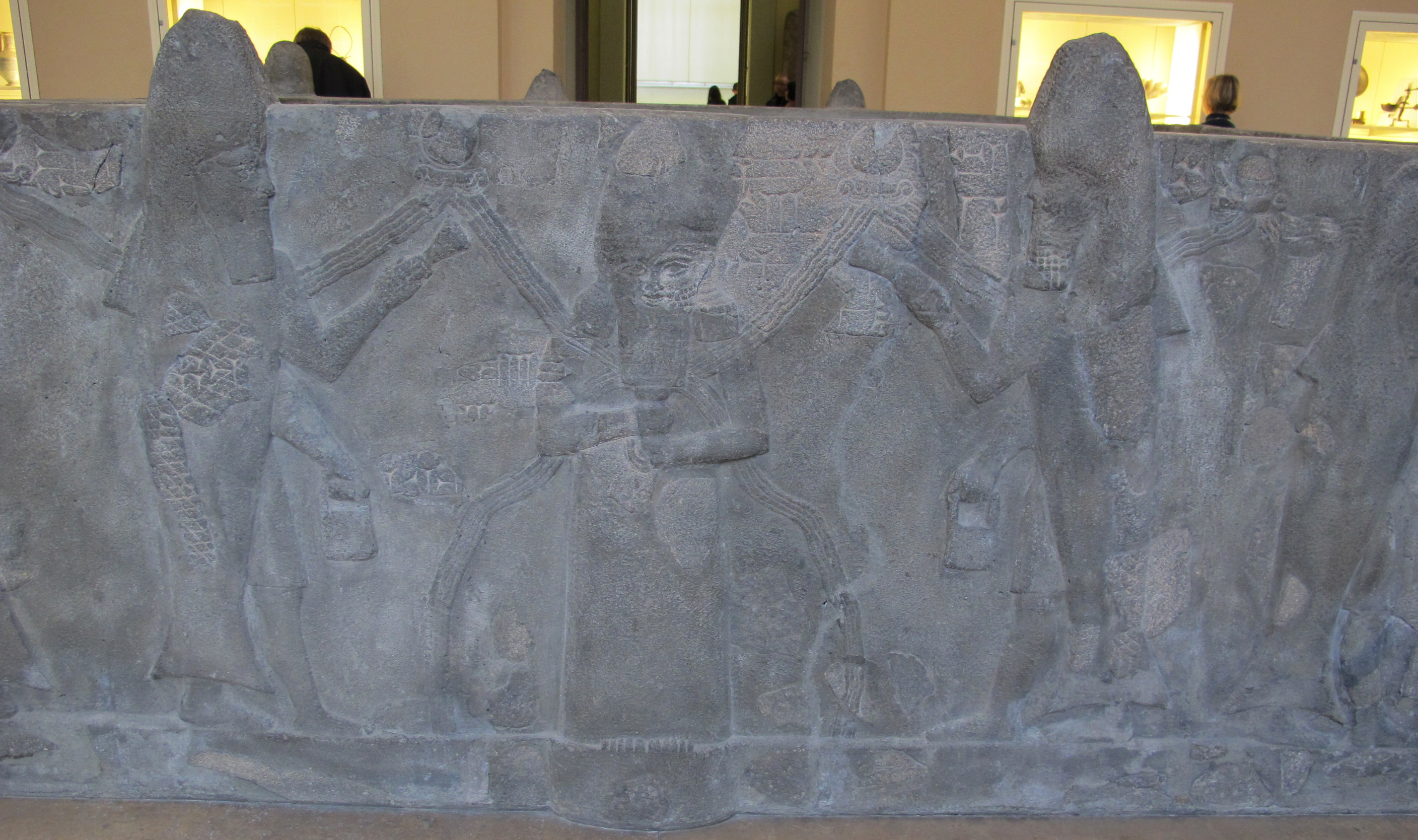
Bassin cultuel en basalte, orné de bas-reliefs représentant des génies liés au monde des eaux souterraines (Abîme, apsu) encadrant une divinité au vase jaillissant. Daté du règne de Sennachérib (début). Pergamon Museum.

Le temple principal d'Assur est situé au sommet de l'éperon rocheux de la ville intérieure, qui domine le reste du site et la plaine alentour. Les inscriptions de fondation les plus anciennes indiquent qu'il a été construit dans la seconde moitié du XXe siècle av. J.-C., sous le règne d'Erishum Ier, dont le nom cérémoniel est « Taureau sauvage » (en akkadien rimum). Il fut reconstruit vers 1800 par Shamshi-Adad Ier, qui dans ses inscriptions le considère comme un temple d'Enlil et lui donne le nom cérémoniel de « Maison-taureau sauvage des pays » (en sumérien é-am-kurkurra). Les archéologues n'ont pas pu identifier un stade antérieur à ces époques. Le temple est alors un édifice d'environ 110 mètres sur 54, orienté sud-ouest/nord-ouest. Il est constitué d'une première unité bâtie au sud-ouest autour d'une petite cour. La position centrale de l'édifice est occupée par un autre ensemble de pièces organisées autour d'une cour plus vaste, de 37 mètres sur 31. Celle-ci donne sur son côté nord-est sur une porte conduisant à la cella transversale, qui abritait la statue du dieu. Sur le côté sud-est du temple se trouvait une cour de forme trapézoïdale, protégée par une enceinte d'environ 70 mètres sur 170 pour ses côtés les plus longs . Le temple a été plusieurs fois reconstruit sous les rois médio-assyriens, en particulier sous Salmanazar Ier, après que l'édifice a été ravagé par un incendie. Quand Assur fut assimilé au dieu Enlil, on donna au sanctuaire les noms officiels du grand temple d'Enlil à Nippur, à savoir la « Maison de la totalité » (en sumérien é-šarra) et la « Maison-montagne » (é-kur). La cella du temple porte quant à elle le nom de « Maison-montagne des pays » (é-hursag-kurkurra). La dernière grande rénovation du temple a eu lieu sous le règne de Sennachérib, qui y a ajouté une nouvelle unité au nord-est avec sa propre cella.
| |  |  |
| Plan du temple d'Assur, à gauche sous le règne de Shamshi-Adad Ier (début XVIIIe siècle av. J.-C.) et à droite sous le règne de Sennachérib (début VIIe siècle av. J.-C.). |  |  |

En plus d'être un lieu de culte majeur, le temple d'Assur occupait également une place importante dans la vie politique de l'Assyrie, le souverain n'étant que l'administrateur terrestre du territoire et de sa population, qui dépendait en dernier lieu du dieu Assur. Le temple était donc perçu comme la demeure du véritable maître de l'Assyrie et de son empire. C'est pour cette raison que les souverains s'y faisaient couronner. Un hymne daté du règne d'Assurbanipal semble d'ailleurs se rapporter à ce rituel, ou sinon à un autre qui associe royauté et divinité, comme celui du Nouvel An. Il proclame que « Assur est roi », démonstration claire de la conception de la royauté en Assyrie. En symbole de leur allégeance au grand dieu, toutes les provinces du royaume contribuaient à tour de rôle aux offrandes faites au dieu, comme le documente un important corpus d'archives du XIe siècle av. J.-C. mis au jour dans le temple. Ce système continue aux périodes suivantes,. Les souverains étrangers qui étaient vassaux des Assyriens étaient également tenus de manifester leur soumission au dieu Assur : ils devaient verser un tribut pour son temple, et y étaient parfois conduits en personne pour prêter un serment (mamītu) de loyauté envers le dieu et son pays.
L'une des fonctions du temple d'Assur, surtout aux époques anciennes, est également juridique. Les procédures judiciaires se tiennent dans le complexe d'Assur ou à proximité, ce qui expliquerait les découvertes de textes juridiques dans le sanctuaire.
Le temple d'Assur possédait également une bibliothèque, datée de l'ère néo-assyrienne mais contenant des textes de l'époque précédente, qui comprenait une grande variété de textes : rituels (notamment divinatoires), listes lexicales, textes juridiques (dont les Lois assyriennes et les Édits de harem), textes littéraires. Les scribes chargés de recopier et archiver les textes (des prêtres du temple) avaient mis au point des tablettes d'inventaires classant les textes en fonction de leur catégorie (par exemple les hymnes). D'autres documents de nature administrative relatifs à la gestion du temple et de son culte ont été mis au jour dans le temple.
À l'ouest du temple d'Assur, une grande ziggurat dont la base carrée mesurait environ 60 mètres de côté était érigée, sans doute depuis le règne de Shamshi-Adad Ier. Elle présentait la particularité, parmi les ziggurats assyriennes, d'être une construction isolée et de ne pas être accolée à un temple. Fortement érodée après la chute de la ville en 614, puis transformée en forteresse à l'époque parthe, elle est mal connue. On ignore ainsi comment se faisait l'accès au sommet de l'édifice en l'absence d'escaliers extérieurs apparents. Son nom officiel était « Maison-montagne de l'Univers » (é-aratta-kišarra).
Lors de la rénovation des bâtiments d'Assur et de la modification de son culte, Sennacherib ajoute un édifice destiné à être intégré dans les rituels du dieu, le Bīt Akītu, situé à l'extérieur des murailles de la ville intérieure, au nord-ouest ; il reprend ainsi le modèle, déjà présent à Babylone, d'un édifice servant de point d'arrivée de la procession de statues divines lors du rituel du Nouvel An (akītu). Il était relié au temple d'Assur par une voie processionnelle qui traversait le secteur des temples et des palais et franchissait la muraille par la porte de Tabira. C'était un édifice bordé de jardins (on y a retrouvé des traces d'irrigation), organisé autour d'une cour intérieure. Celle-ci donnait sur un portique conduisant à une vaste salle transversale d'une trentaine de mètres de long, sans doute la cella de l'édifice destinée à l'assemblée des statues divines.

### Les autres temples

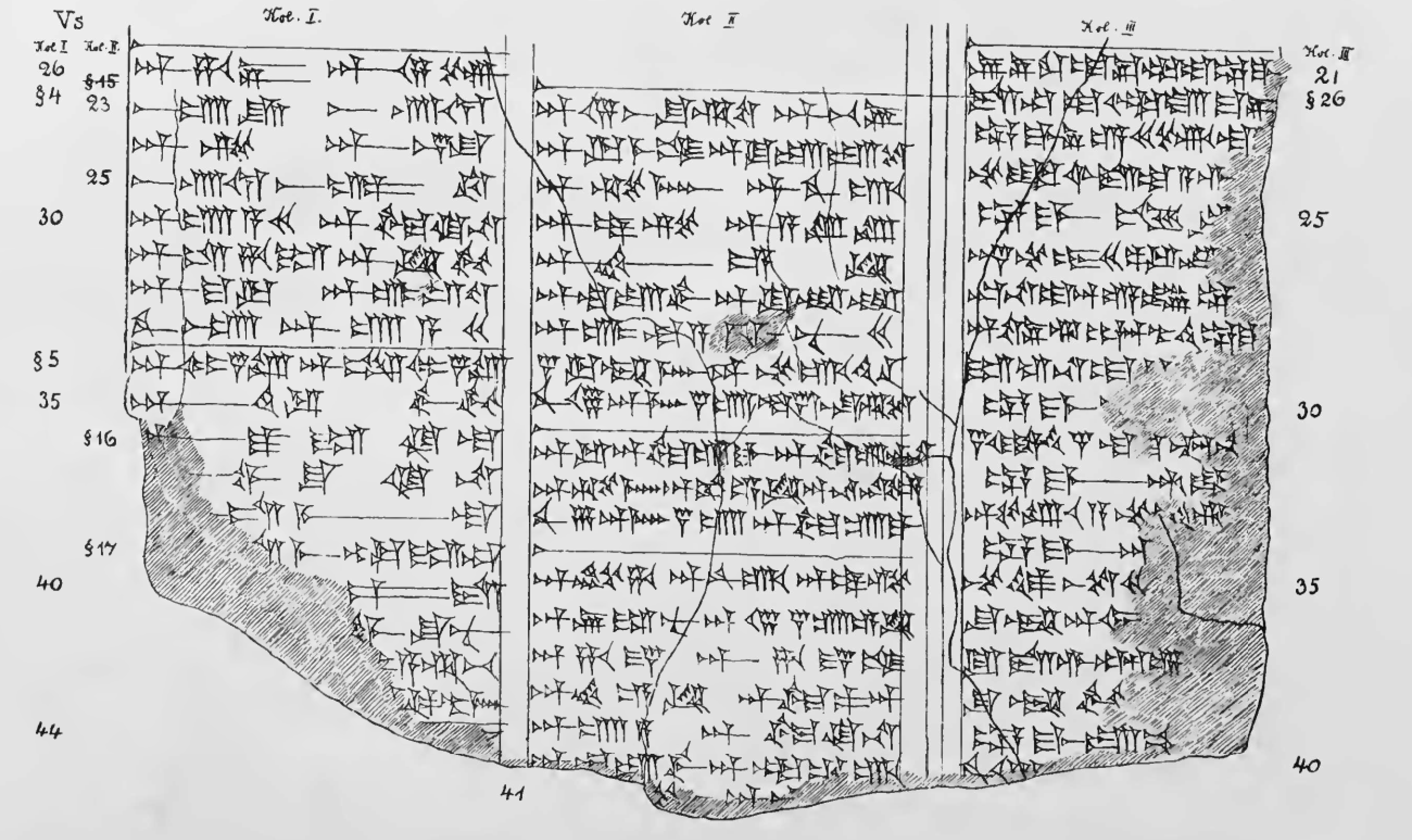
Partie de la tablette de l'« Annuaire divin d'Assur » (Götteradressbuch), copie par O. Schroeder (1920).

Le texte de l’Annuaire divin d'Assur donne les noms d'une quarantaine de sanctuaires de la ville, certains étant apparemment des chapelles, dédiés aux principales divinités du panthéon assyrien en plus d'Assur : Ea, Ninurta, diverses hypostases d'Ishtar (de Ninive et d'Arbèles, la « Reine flamboyante » Šarrat niphi), Anu, Adad, Shamash, Sîn, Nabû, Gula, Marduk, etc. Les autres temples mis au jour lors des fouilles sont situés dans le quartier sacré, au nord de la ville intérieure, surplombant le Tigre. La particularité de deux de ces édifices est d'être conçus au moment de leur construction comme des temples doubles dédiés conjointement à deux divinités.
Le plus ancien est le temple double dédié à Sîn et à Shamash, respectivement les dieux de la lune et du soleil,. Il fut construit vers le milieu du IIe millénaire sous Assur-nerari Ier, à la place d'un édifice antérieur dont l'organisation est inconnue. Il s'agit alors d'un temple organisé de façon symétrique, autour d'une grande cour intérieure ouvrant sur une grande porte sur son côté nord-ouest. Les deux sanctuaires étaient situés chacun du côté opposé de celle-ci (côtés nord-est et sud-ouest) et constitués d'une ante-cella barlongue ouvrant sur une cella oblongue, bordées de pièces annexes. L'édifice est reconstruit vers le XIIIe siècle av. J.-C., peut-être par Tukulti-Ninurta Ier, apparemment sans grand changement, mais ce niveau est mal connu. Il est reconstruit au début de l'époque néo-assyrienne, peut-être sous Assurnasirpal II, avec une orientation et un plan différents, et une taille agrandie. Selon les reconstitutions des archéologues, problématiques en raison du très mauvais état de conservation du bâtiment, l'entrée est déplacée au nord du bâtiment. Elle ouvre sur une grande cour protégée par une enceinte et conduit aux deux sanctuaires disposés désormais côte-à-côte. Une dernière reconstruction de l'édifice, attribuable à Sargon II ou Sennacherib, a été identifiée mais elle est encore moins bien connue que la précédente.
Plus imposant est le temple double dédié à Anu, dieu céleste, et à Adad, dieu de l'Orage, situé le long du rempart nord entre le Vieux Palais et le Nouveau Palais, reconstruit complètement par Teglath-Phalasar Ier. Le roi commémore cela par des inscriptions portées sur des dalles de l'édifice et dans celle figurant sur un prisme en argile mis au jour dans l'édifice (qui concerne plus largement ses conquêtes militaires et constructions). Il affirme dans ces documents que l'édifice antérieur remonte au règne de Shamshi-Adad III (XVIe siècle av. J.-C.). Cet édifice d'environ 100 × 84 mètres est organisé autour d'une grande cour murée, dont l'entrée principale se trouvait sur le côté sud-ouest, ouvrant sur les bâtiments cultuels disposés symétriquement sur le côté nord-est, ceux de droite semblant dédiés à Anu, et ceux de gauche à Adad. Au centre, deux sanctuaires jumeaux constitués de deux antichambres menant à une longue pièce prolongée par une niche servant de cella. La spécificité de l'édifice est surtout qu'elle disposait de deux ziggurats jumelles dont les bases à peu près carrées mesuraient environ 36,50 × 35 mètres de côté. Elles étaient disposées aux extrémités de l'édifice, dont l'accès au sommet se faisait sans doute depuis le toit des temples, suivant un principe qui se retrouve ailleurs en Haute Mésopotamie (par exemple à Tell Rimah). Le temple fut restauré à plusieurs reprises, notamment sous Salmanazar III qui procéda à de plus amples transformations, réduisant la taille des ziggurats (environ 24 × 21,30 mètres de base) tout en conservant l'organisation générale du complexe.
Ishtar est une autre divinité majeure d'Assur, dont le culte est attesté depuis les périodes les plus anciennes de la cité. Son sanctuaire fut reconstruit plusieurs fois, d'abord à l'époque d'Ur III par le gouverneur Zarriqum, puis à l'époque paléo-assyrienne par le roi Ilushuma, puis encore à l'époque médio-assyrienne par Adad-nerari Ier. Tukulti-Ninurta Ier entreprend des travaux plus ambitieux : il détruit le vieil édifice et en construit un nouveau un peu plus au nord, d'environ 51 × 39 mètres au sol, qu'il dédie à la déesse Ishtar d'Assur (Aššurītu) et à une déesse secondaire appelée Dinitu. Le sanctuaire se présente alors avec une ante-cella barlongue ouvrant sur une cella elle-même barlongue, avec un podium sur son petit côté droit, entouré par d'autres salles parallèles. Le souverain a fait par ailleurs ériger un autel le représentant en bas-relief qui fut retrouvé dans l'édifice. Le temple est à nouveau reconstruit à un autre emplacement (au nord-est du précédent) sous Assur-reshi-ishi et Tiglath-Phalasar Ier à la fin du XIIe siècle av. J.-C., mais cette construction est mal connue : elle semble plus petite que la précédente. Elle devient le sanctuaire principal des différentes manifestations d'Ishtar à Assur. Salmanazar III au IXe siècle av. J.-C. aménage dans ce complexe un temple pour la déesse Šarrat niphi, un aspect d'Ishtar qui signifie quelque chose comme « Reine flamboyante » en assyrien, dont les traces sont difficiles à identifier.
À la fin de l'époque néo-assyrienne, Sin-shar-ishkun érige un sanctuaire dédié à Nabû, le dieu de la sagesse, à l'emplacement du temple d'Ishtar de l'époque de Tukulti-Ninurta et attenant à celui d'Assur-resh-ishi qui est encore actif. L'édifice mesure 68,5 × 50 mètres et est organisé autour de deux grandes cours. La seconde, située au sud, ouvre sur deux lieux saints jumeaux, consacrés à Nabû et à sa parèdre Tashmetu. Chacun est constitué d'une ante-cella barlongue et d'une cella oblongue, terminée par un podium se situant au fond de la pièce dans l'axe de son entrée. Des pièces annexes et deux longs couloirs bordent les cellae, suivant une disposition qui se retrouve dans d'autres temples assyriens, notamment à Dur-Sharrukin.

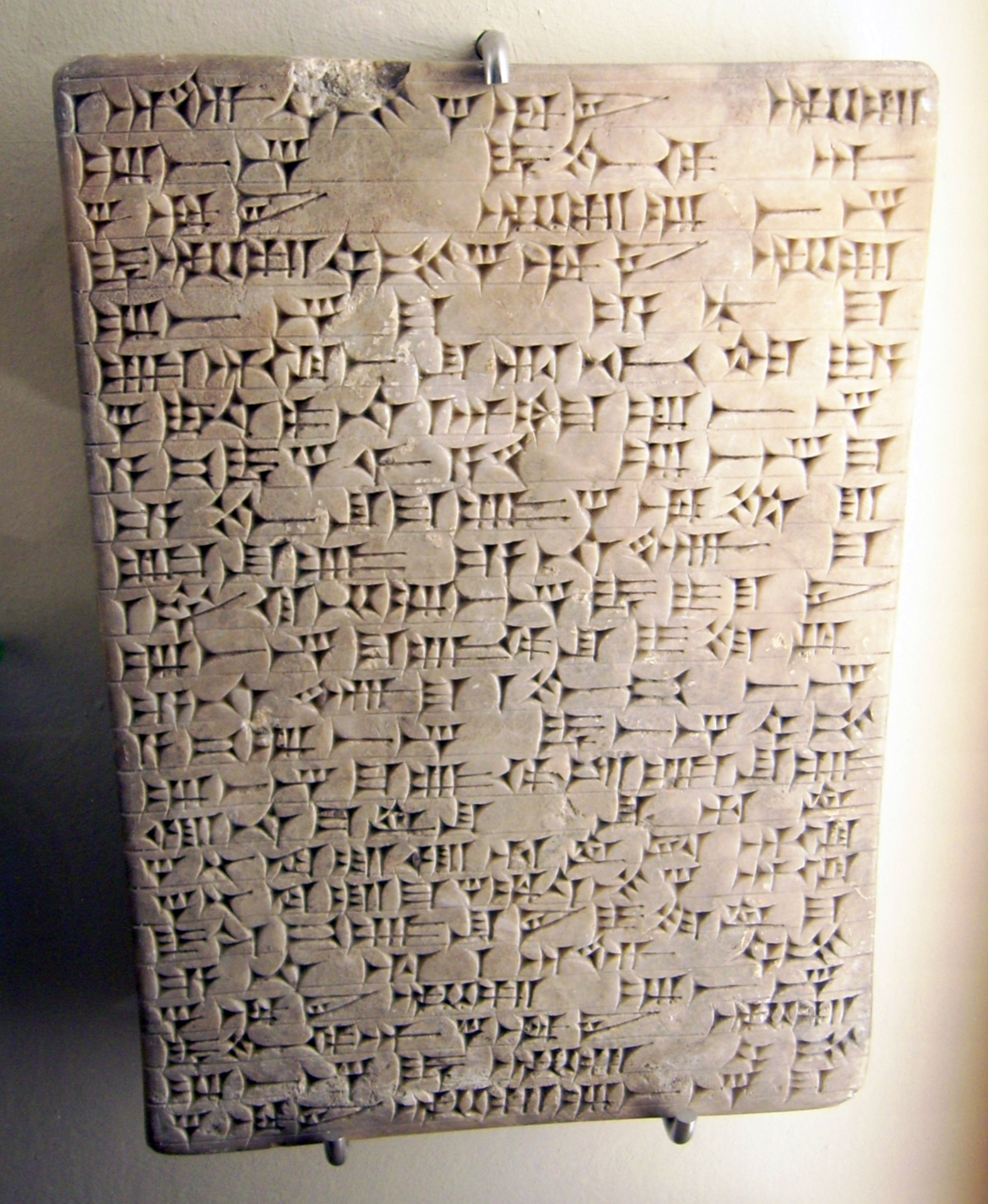
Tablette en albâtre portant une inscription d'Adad-nerari Ier commémorant la restauration du temple d'Ishtar[71]. Pergamon Museum.
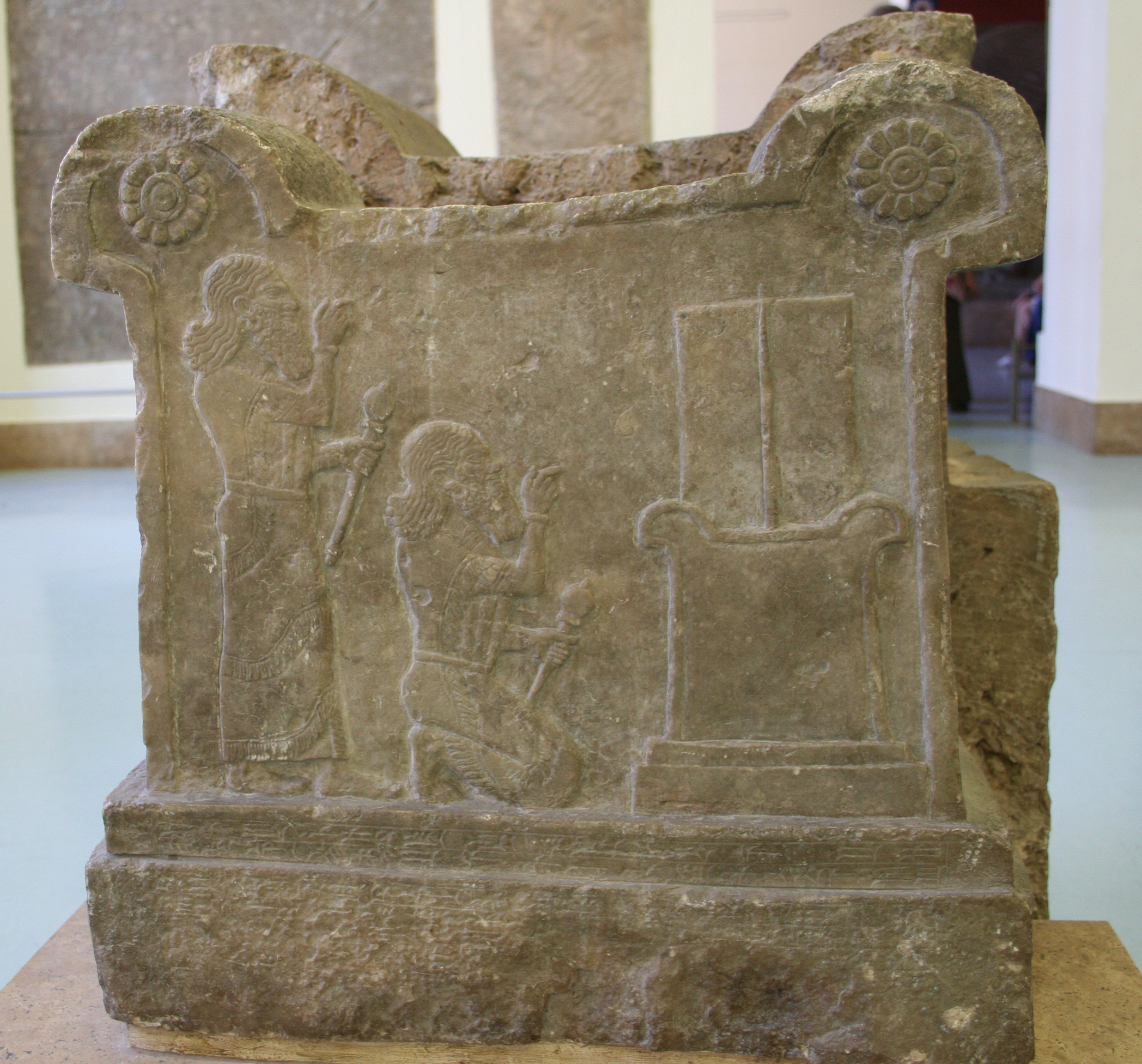
Autel représentant le roi Tukulti-Ninurta Ier, voué au dieu Nusku[72]. Pergamon Museum.
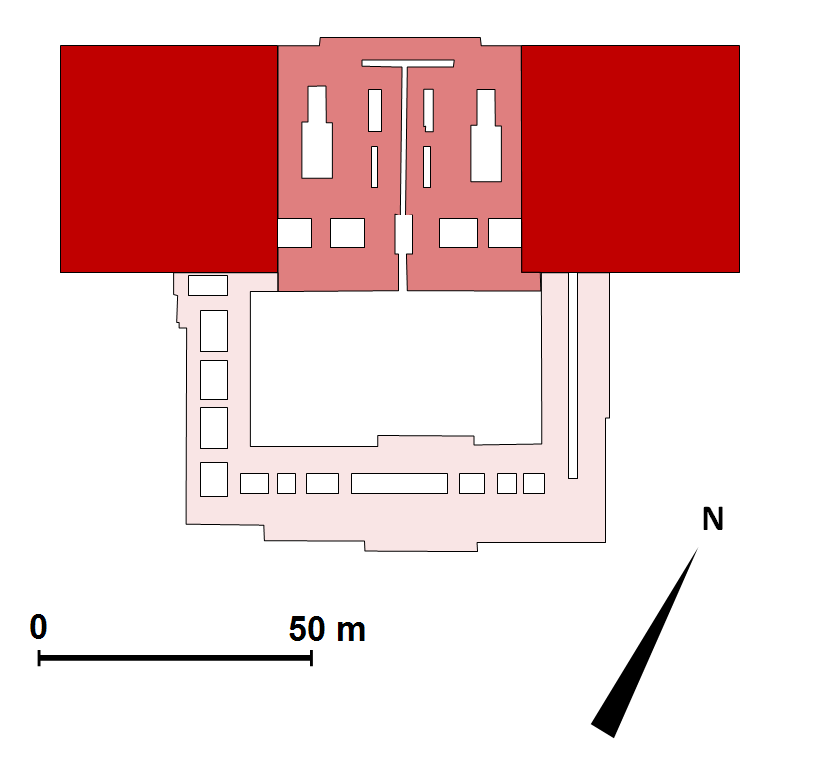
Plan du temple d'Anu-Adad donné par W. Andrae. Incohérent, le plan semble relever les fondations et non l'arase des murs, expliquant la dissymétrie et la non-linéarité des murs d'enceinte.[réf. nécessaire]
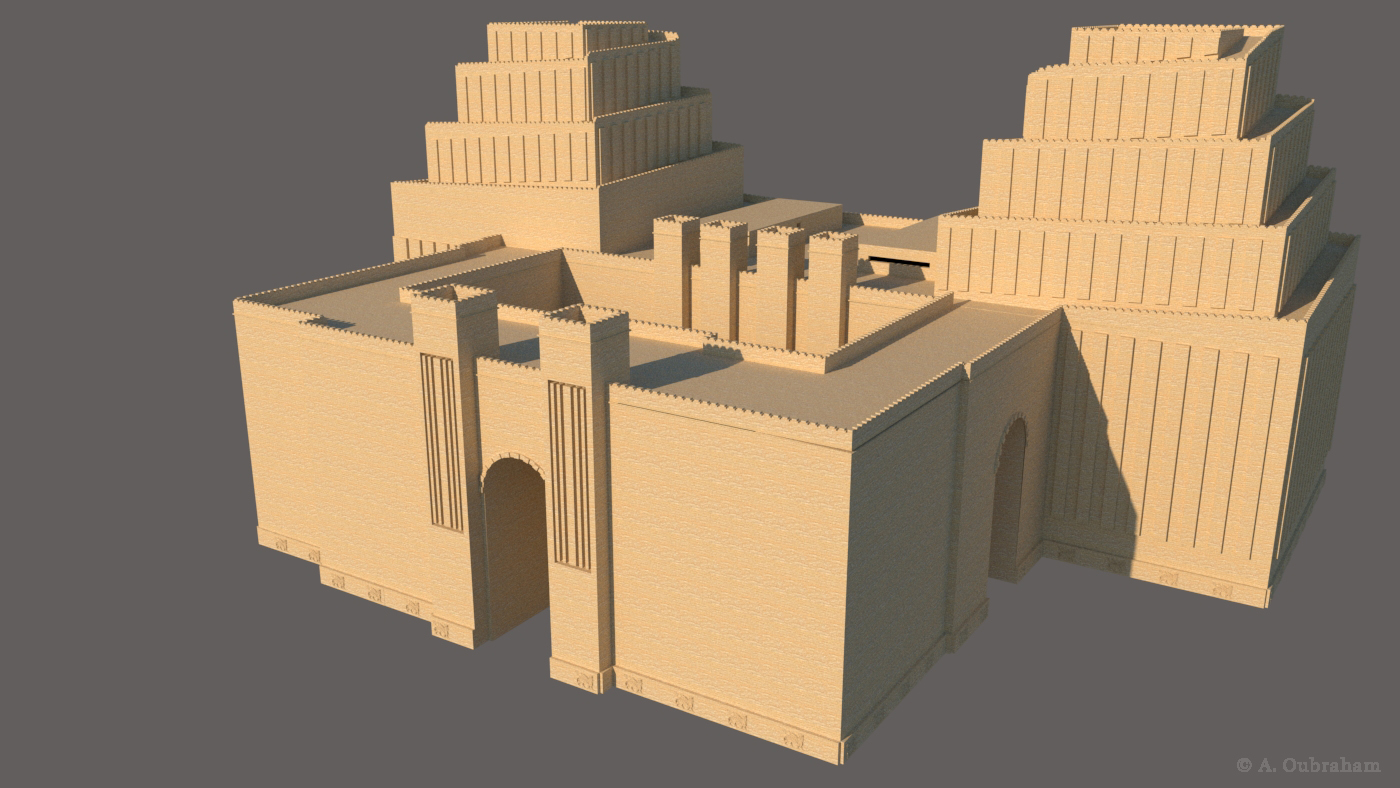
Le temple d'Anu-Adad d'après la proposition de W. Andrae (1909), planche 8.
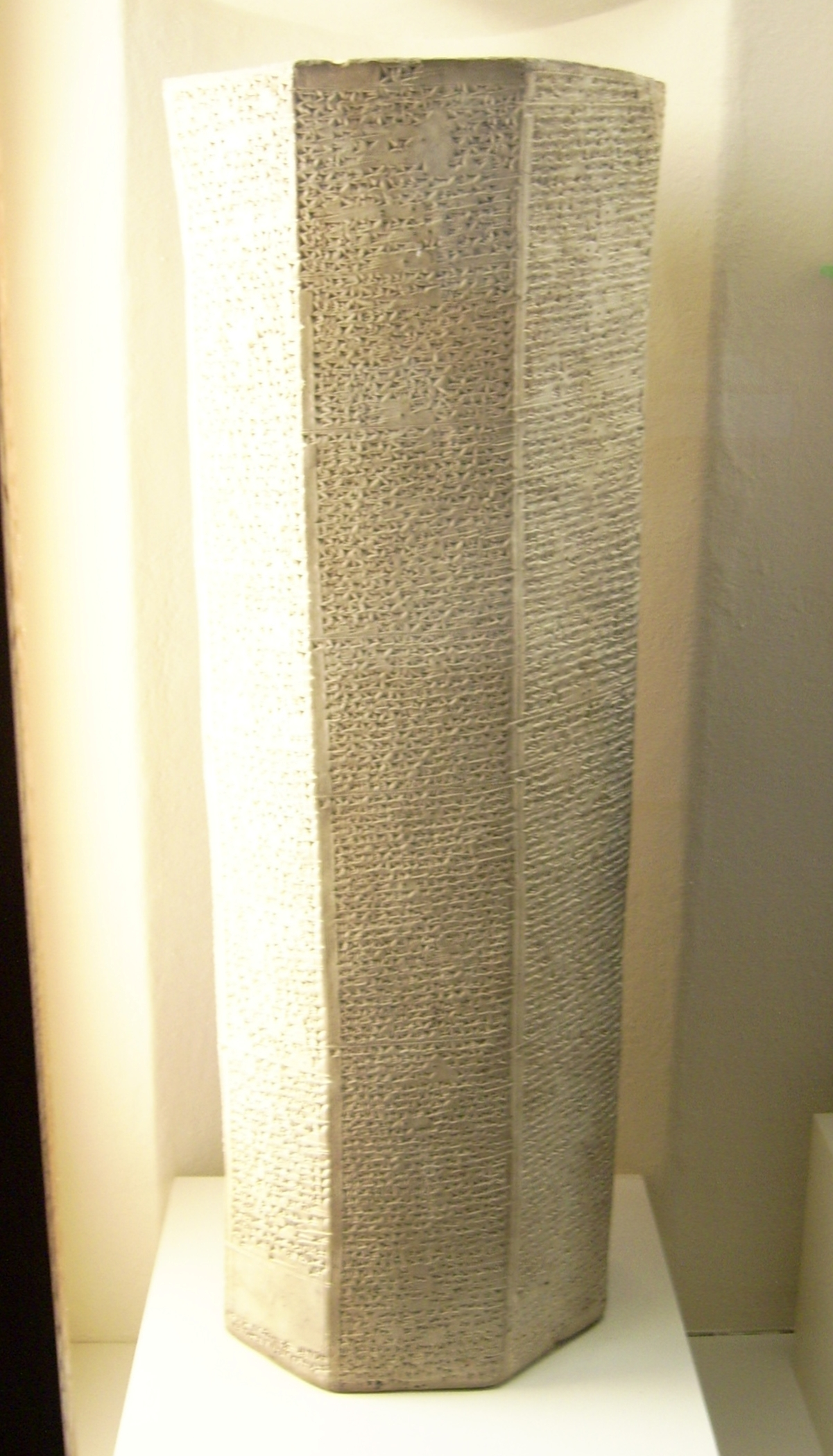
Prisme en argile portant une inscription de Teglath-Phalasar Ier, retrouvée dans le temple d'Anu et d'Adad, relative à ses conquêtes militaires et constructions[73]. Pergamon Museum.

Les textes, en particulier la Topographie d'Assur, indiquent par ailleurs que d'autres lieux de la ville étaient investis d'un caractère sacré. C'est le cas des portes situées sur les murailles extérieures de la ville ou à l'intérieur de celle-ci. Plusieurs textes mentionnent en particulier une porte appelée mušlālu(m), mais dont l'emplacement précis est inconnu. Certains textes la rattachent en effet au secteur du temple du dieu Assur, et d'autres au vieux palais ; peut-être se trouve-t-elle entre les deux. Cette porte est mentionnée sur plusieurs inscriptions, entre l'époque paléo-assyrienne et l'époque néo-assyrienne, évoquant ses nombreuses restaurations et indiquant qu'il s'agit d'un lieu important. Un texte du roi Erishum y fait résider un groupe de sept divinités garantes de la justice, ce qui semble en faire un lieu d'exercice de la justice.

### Les palais
Le plus ancien palais d'Assur est le « Vieux Palais », situé à l'ouest du complexe sacré du dieu Assur. Les archéologues ont identifié trois grandes phases de cet édifice, qui couvre toutes les périodes assyriennes. Les niveaux les plus récents ont été érodés, et la succession de reconstructions ne permet pas de bien connaître le plan de l'édifice :

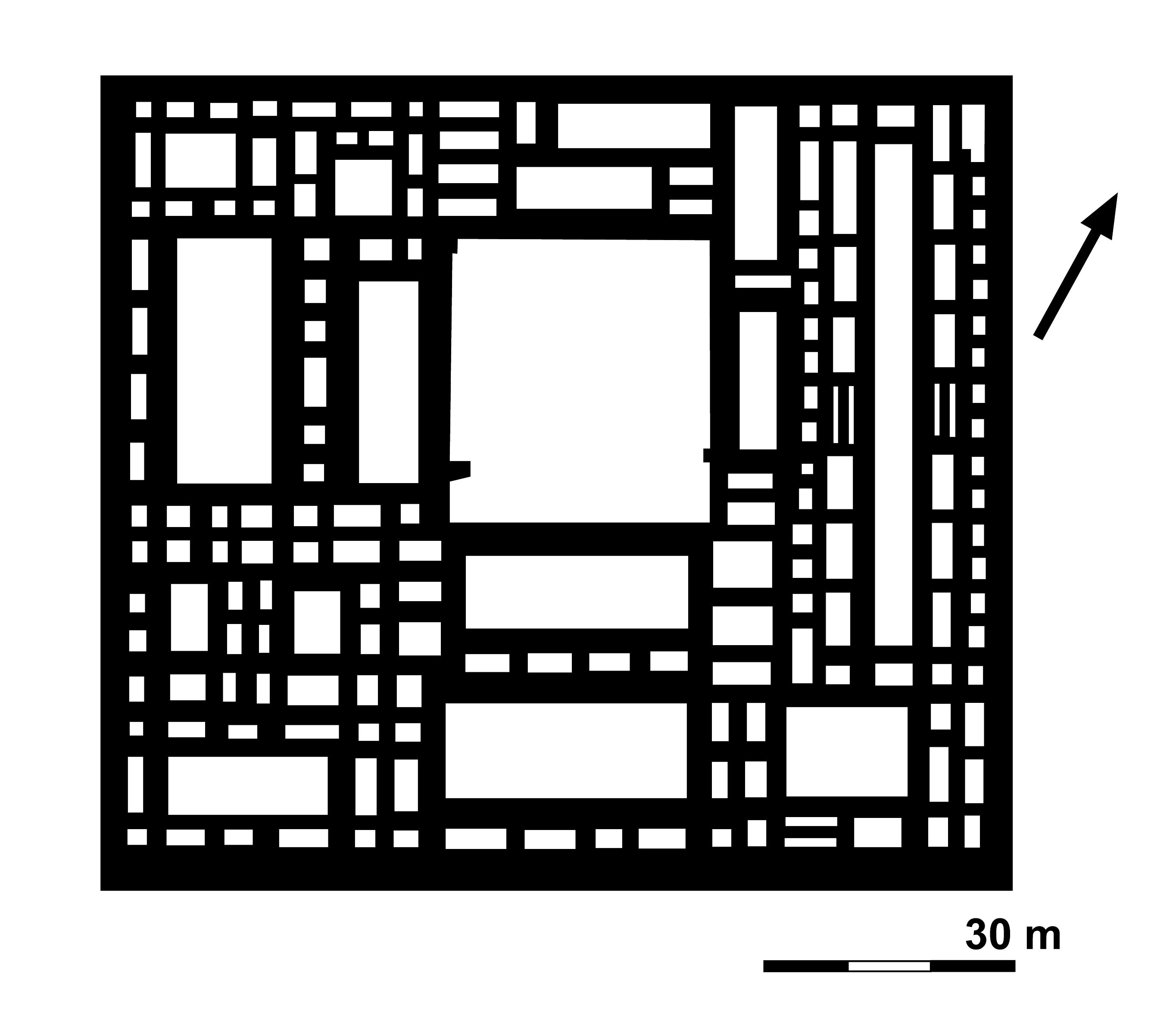
Le plan du Vieux Palais de l'époque de Shamshi-Adad Ier.

- Le plus ancien niveau bien connu, qui semble succéder à des édifices plus anciens (peut-être de l'époque d'Akkad, et du XXe siècle av. J.-C., le soi-disant « bâtiment à cour de graviers », Schotterhofbau), correspond à une construction du XIXe siècle av. J.-C. généralement attribuée à Shamshi-Adad Ier (Ur-plan, « Plan originel », dans la terminologie des fouilleurs). Il s'agit d'un édifice quadrilatère, de dimensions approximatives 112 × 98 mètres, comprenant quelque 172 salles, dont six vastes cours, dont le plan semble remarquablement pensé et a servi de base aux phases suivantes. La cour principale, accessible depuis une entrée au nord, organisait peut-être l'espace officiel[76].
- Ce palais est ensuite rasé sous Puzur-Sîn vers 1700 av. J.-C. Il est reconstruit à l'époque médio-assyrienne, peut-être dès Assur-nerari Ier vers 1500. Mais l'état le mieux connu pour cette époque semble correspondre aux reconstructions d'Adad-nerari Ier vers 1300 av. J.-C. Si l'entrée et la cour principale sont disposées à l'identique du niveau ancien, le reste de l'édifice a un plan moins régulier que le précédent, à commencer par ses contours qui ne semblent pas réguliers sur son côté sud. La cour principale semble conduire vers le sud-ouest à une grande pièce ouvrant apparemment sur la salle du trône, tandis que le côté nord-ouest, organisé autour d'une autre cour intérieure, pourrait avoir servi d'espace privé, préfigurant l'organisation classique des palais néo-assyriens, autour d'une zone privée et d'une zone publique séparées par une salle du trône. La partie orientale, moins bien restituée, semble aussi comporter des appartements privés, peut-être aussi des espaces de réception. On a retrouvé dans la partie sud-est la tombe souterraine du roi Assur-bel-kala Ier (1074-1056).
- Le palais est reconstruit par Assurnasirpal II (883-859). Le plan de l'édifice, qui conserve la cour principale et également une cour orientale, est encore moins bien connu que ceux des périodes précédentes. C'est peut-être avec lui que s'affirme la forme classique des palais néo-assyriens, bien connue par le palais du même Assurnasirpal II à Kalkhu, érigé peu après. Des fragments de créatures androcéphales ailées (lamassu) qui ont été retrouvés dans cet édifice pourraient indiquer que c'est le premier palais assyrien à en avoir représenté, dès cette époque, avant celui de Kalkhu. Le vieux palais est en tout cas restauré à plusieurs reprises par les souverains assyriens, qui bien qu'ils n'aient plus Assur pour capitale y résident périodiquement, notamment pour des cérémonies religieuses. Plusieurs rois assyriens continuent à se faire enterrer dans l'édifice, où on a mis au jour les tombeaux souterrains (pillés dès l'Antiquité) d'Assurnasirpal II, Shamshi-Adad V, Assarhaddon, et deux autres tombes non attribuées ; on sait par ailleurs que Sennachérib s'y est également fait inhumer, mais l'emplacement n'a pas été retrouvé[77],[78],[79].

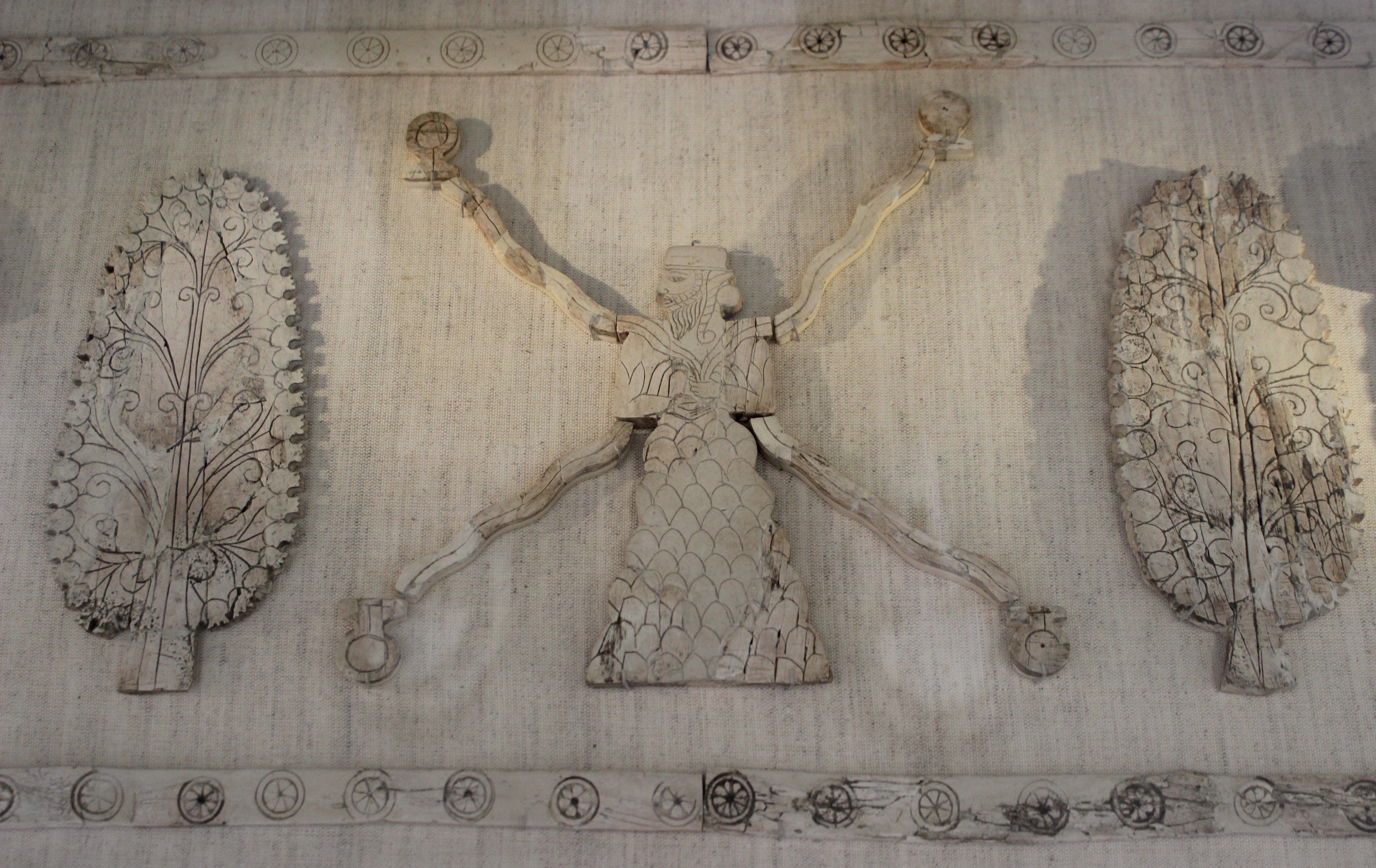
Fragments de frise en ivoire, représentant un dieu de la montagne dispersant les flots, entouré d'arbres. Retrouvé sur la terrasse du Palais neuf, daté approximativement du Pergamon Museum.

Le « Nouveau Palais » fut bâti plus tard au nord-ouest de la citadelle par Tukulti-Ninurta Ier (1244-1207), sur une vaste terrasse d'environ 29 000 m2. Son nom officiel était « Maison du Roi, Seigneur des Pays » (en sumérien é-lugal-umun-kur-kur-ra). Il n'en reste quasiment rien, l'édifice ayant été abandonné et rasé dès l'époque néo-assyrienne pour être remplacé par des habitations ; son existence n'est connue que par des inscriptions qui commémorent sa construction . Quelques objets ont été trouvés à sa surface, notamment des fragments de frises en ivoire qui devaient faire partie de meubles.
Le « Palais princier », daté du règne de Sennachérib qui l'a fait construire pour le prince héritier, a été érigé au sud-est de la ville. Peu exploré, son plan n'a pas été bien restitué, d'autant plus qu'il est localisé sur le rivage du Tigre et que l'érosion fluviale a largement détérioré ses ruines.
Les fouilles irakiennes qui ont eu lieu entre 1999 et 2001 sur le site ont dégagé un quatrième palais d'époque néo-assyrienne, au sud de la ziggurat et aux abords d'un quartier résidentiel et commercial. Il a été désigné comme le « Palais est ». La date de sa fondation est incertaine, le plus probable étant qu'il faille l'attribuer à Salmanazar III (858-824), ce que semble indiquer une inscription qui y a été retrouvée. Les archéologues ont identifié ses quartiers résidentiels au nord, avec notamment des pièces d'eau et un système élaboré de canalisations, et des salles de réception dans sa partie sud, qui semble avoir eu un étage si l'on en juge par l'épaisseur plus importante de ses murs.

### Les résidences
Les fouilles de W. Andrae n'ont pas concerné seulement les bâtiments officiels, mais aussi des résidences privées. Cela a été fait en ouvrant plusieurs tranchées larges d'environ 5 mètres dans les parties centrale et méridionale de la ville intérieure, et couvrant à peu près la largeur de celle-ci. Cette méthode n'a permis d'explorer entièrement qu'un nombre limité d'habitations. L'espace résidentiel le mieux connu est celui qui a remplacé le nouveau palais et s'est étendu en direction du temple d'Ishtar, dans la partie nord de la ville, à l'époque néo-assyrienne. Il a livré le quartier résidentiel le plus complet de l'Assyrie antique, puisque ce sont en tout environ 80 habitations qui ont été mises au jour. Elles sont disposées dans des quartiers très densément peuplés, desservis par des rues étroites et au tracé irrégulier.
On peut schématiquement distinguer deux types d'habitations, suivant leur taille et leur organisation interne :
- les maisons de petite taille, généralement constituées d'une suite de quatre à six pièces alignées, aux fonctions sans doute diverses (en tout cas difficilement déterminables par l'archéologie), dépassant rarement la cinquantaine de mètres carrés habitables au sol ;
- les maisons à cour ou espace central, plus vastes (dans les 120 m2 habitables en moyenne) et comprenant en moyenne une dizaine de pièces, parfois jusqu'à trente. Elles sont agencées autour d'un espace central couvert ou non, ce qui est souvent difficile à déterminer. Leurs pièces ont en général une fonction précise : pièces d'eau, magasins, cuisines, salles de réception. Elles ont sans doute un étage où se trouvaient les chambres à coucher.

Les contrats de vente de la période néo-assyrienne retrouvés dans les résidences d'Assur (ainsi que de Ninive) permettent de compléter nos connaissances sur les fonctions des pièces des grandes résidences. Les habitations fouillées sont généralement des maisons fermées sur l'extérieur, l'accès au réseau de rues de la ville se faisant par une sorte d'impasse appelée la « sortie » (mūṣû). Les textes évoquent également la cour intérieure (tarbaṣu) organisant la circulation dans l'édifice, ainsi que le « lieu où l'on se couche » (bēt mayāli, peut-être un ensemble de pièces). Ils mentionnent l'existence d'un étage, la « maison haute » (en sumérien é-anita ou é-nim), ainsi que d'autres parties servant de magasins, d'ateliers, de salles d'eau, d'étables, etc. Des termes au sens plus difficile à déterminer semblent concerner les salles d’apparat.

### Archives et société

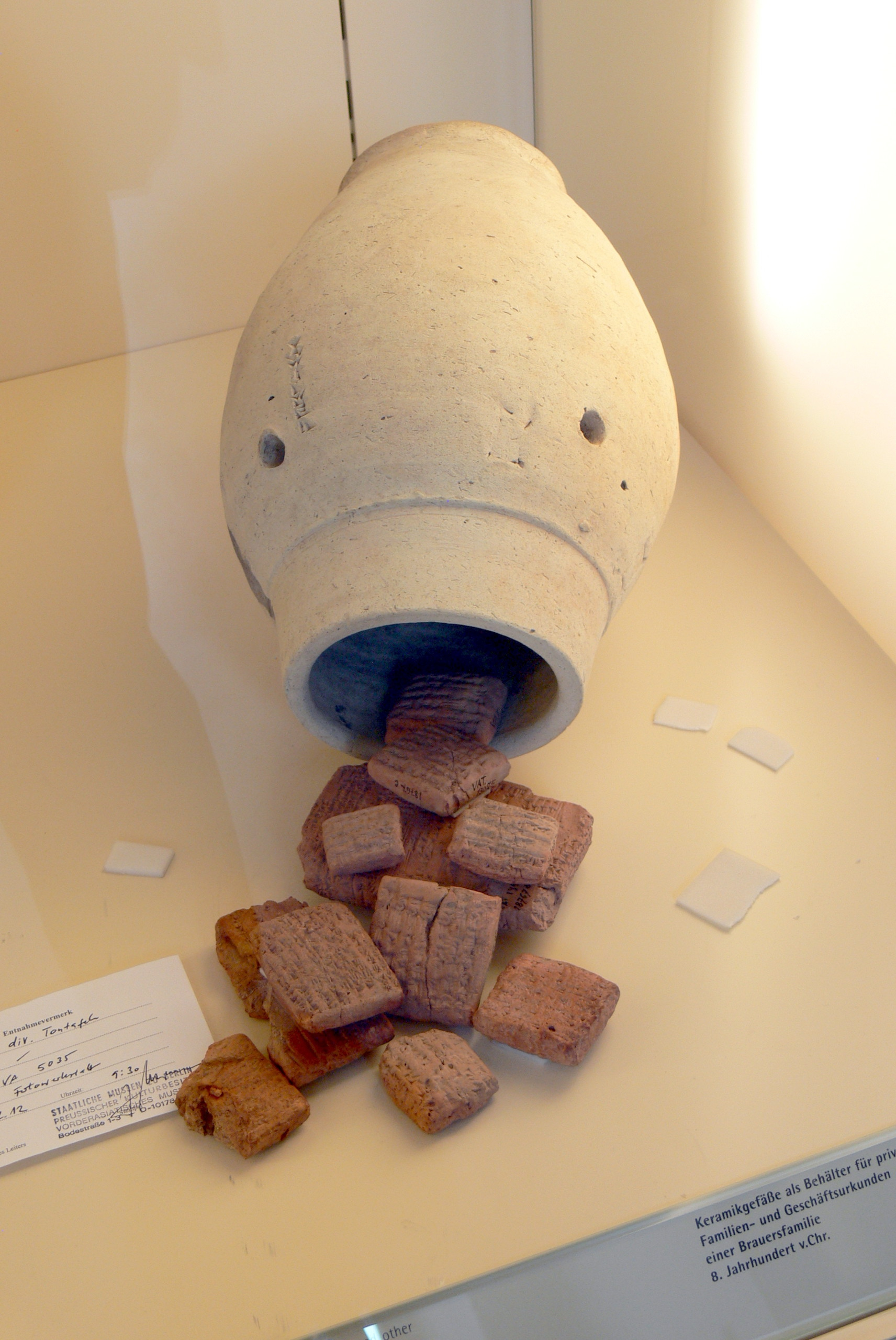
Lot d'archives privées retrouvées dans une jarre en céramique retrouvé dans une résidence privée d'Assur, Pergamon Museum.

Plusieurs de ces résidences ainsi que des bâtiments administratifs ont livré des archives de nature publique et privée offrant des renseignements sur leurs occupants et leurs activités, économiques avant tout, datées des époques médio- et néo-assyriennes. Ces archives étaient conservées dans une pièce de la résidence, souvent celle sous laquelle se trouvaient les sépultures familiales (voir plus bas), parfois dans des jarres de terre cuite. Les différents lots de tablettes et fragments provenant des premières campagnes de fouilles d'Assur, dont l'origine est bien renseignée par les rapports des archéologues les ayant mis au jour mais qui n'ont pas été intégralement publiés, ont fait l'objet d'un important travail de répertoriage et classification par O. Pedersén.
Quelques tablettes administratives datables par des critères paléographiques de l'époque d'Akkad (autour du XXIIIe siècle av. J.-C.) ont été mises au jour sous le Vieux palais.

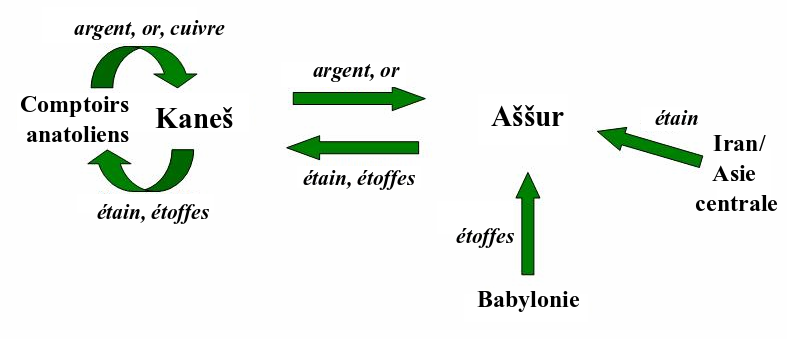
Schéma représentant les circuits du commerce entre Assur et les comptoirs anatoliens à l'époque paléo-assyrienne.

La période paléo-assyrienne n'est quasiment pas documentée par des textes provenant d'Assur, hormis les inscriptions royales (aucune archive identifiée, quelques tablettes isolées ou dans des niveaux postérieurs), mais elle est néanmoins plutôt bien connue grâce aux archives provenant de Kültepe, l'ancienne Kanesh, située en Anatolie centrale, l'un des corpus de textes les plus importants du Proche-Orient ancien. D'une vingtaine de milliers de tablettes, il est surtout constitué de lettres et de contrats produits par les activités des familles de marchands d'Assur qui viennent commercer en Anatolie pour y importer de l'étain venu d'Iran ou d'Asie centrale et des étoffes contre de l'argent (et aussi de l'or). Ce corpus comprend de nombreuses lettre provenant d'Assur, envoyées par les représentants des firmes de marchands ou bien les épouses de marchands assyriens installés en Anatolie, qui offrent donc un aperçu de la société d'Assur à cette période. Sont notamment documentées les structures familiales des marchands Assyriens, qui prennent souvent une épouse secondaire en Anatolie le temps de leur séjour (qui peut durer plusieurs années), tout en laissant la position d'épouse principale à leur femme restée à Assur (rares étant celles qui accompagnent leur mari), et la position d'héritiers principaux à ses enfants assyriens. Les fils de marchands apprennent le métier en accompagnant des expéditions commerciales, puis en s'occupant de « branches » de la firme familiale dans une ville anatolienne, et l'aîné prend la direction des affaires à la mort de son père. Les épouses et filles des marchands restées à Assur s'occupent de la gestion des affaires courantes de la maisonnée, et tiennent au courant le chef de maison des éventuels problèmes importants qui se présentent pour la famille. Elles produisent des étoffes qui sont vendues sur place ou exportées en Anatolie, car elles constituent un produit prisé dans ce pays. Certaines épouses de marchand peuvent se comporter en véritables femmes d'affaires. La maison des familles de marchands située à Assur est un des centres de l'activité de la famille, aux côtés de celle de Kanesh voire d'autres villes d'Anatolie ; on y trouve des magasins et ateliers en lien avec l'activité de la famille. Les marchands reviennent souvent à Assur au bout de plusieurs années, notamment pour s'occuper de leurs parents âgés. Les textes indiquent également que la famille royale, les prêtres d'Assur et d'autres hauts dignitaires sont impliqués dans le commerce. Certains marchands s'enrichissent au point d'intégrer le groupe des élites dirigeant la ville. Assur est à cette époque organisée suivant le modèle de la cité-État, dans lequel le roi a un pouvoir limité par la « Ville » (ālum), terme qui recouvre un ensemble d'institutions urbaines assurant l'administration de la cité : l'« Hôtel de Ville » (bēt alim) qui est le centre de son activité, une assemblée (puḫrum) de notables ou d'Anciens, un magistrat désigné pour un an, le līmum, qui dispose de son propre bureau lui permettant de gérer certains affaires courantes, notamment la fiscalité, également des messagers ayant une fonction d'ambassadeur temporaire, dépêchés en Anatolie, en particulier pour y gérer les affaires diplomatiques (des traités étant passés avec les royaumes anatoliens, essentiellement pour les affaires commerciales). Le recours à l'écrit est courant dans le milieu des marchands, ce qui indique une « alphabétisation » plutôt élevée pour une période aussi reculée, reposant sur un répertoire limité de signes cunéiformes, entre 150 et 200, essentiellement phonétiques,.

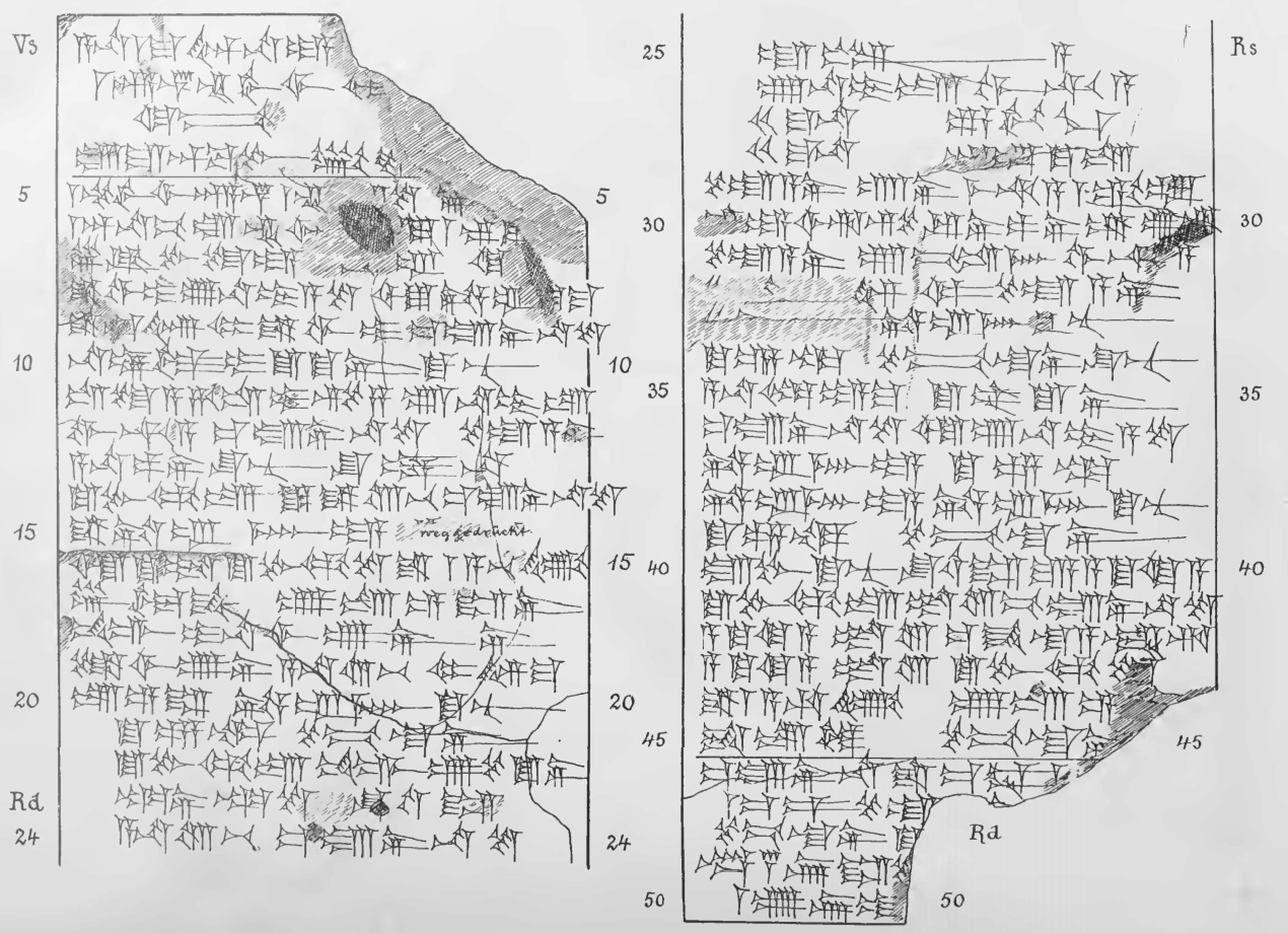
Une lettre des archives de Babu-aha-iddina,, copie par O. Schroeder (1920).

Reflets du statut de capitale de royaume de premier plan que prend la ville à l'époque médio-assyrienne, des lots d'archives de l'époque documentent les activités publiques et privées (souvent entremêlées) de familles de dignitaires (six lots identifiés par Pedersén). Celles qui documente les activités de Kidin-Adad et d'autres personnes des bonnes familles d'Assur (143 tablettes, surtout du XIVe siècle av. J.-C.), documentent la mise en exploitation des campagnes situées à l'ouest de la ville au moment de l'expansion du royaume et de son enrichissement : les élites urbaines font des prêts à des familles de paysans, qui mettent en gage leurs terres (antichrèse) ; ces textes donnent un aperçu du monde agricole de l'époque, et des pratiques juridiques concernant les propriétés rurales, qui peuvent être mises en parallèle avec les Lois assyriennes, datant de la même période,,. Celles de la famille du gouverneur Urad-Sherua (85 tablettes essentiellement du XIIIe siècle av. J.-C.), qui comprend plusieurs personnages ayant occupé des charges importantes dans l'administration, notamment le gouvernement de provinces, contient des documents privés (prêts, achats, inventaires) et d'autres en lien avec l'administration des provinces dont Urad-Sherua a la charge,. L'archive de Babu-aha-idinna (plus de 80 tablettes et fragments du XIIIe siècle av. J.-C.), l'un des plus importants personnages de son temps, mise au jour dans sa tombe, comprend des documents juridiques et des lettres offrant une image vivante de la manière dont étaient gérées les affaires économiques d'une famille de l'élite assyrienne de l'époque, qui dans ce cas au moins sont très variées, puisque la maisonnée était active dans la production de textile, de cuir, d'objets en bois (dont des arcs et des chariots), en pierre, en métal, d'huile parfumées, de vins, de miel, et employait des marchands pour les écouler, y compris dans des régions lointaines (Canaan),.

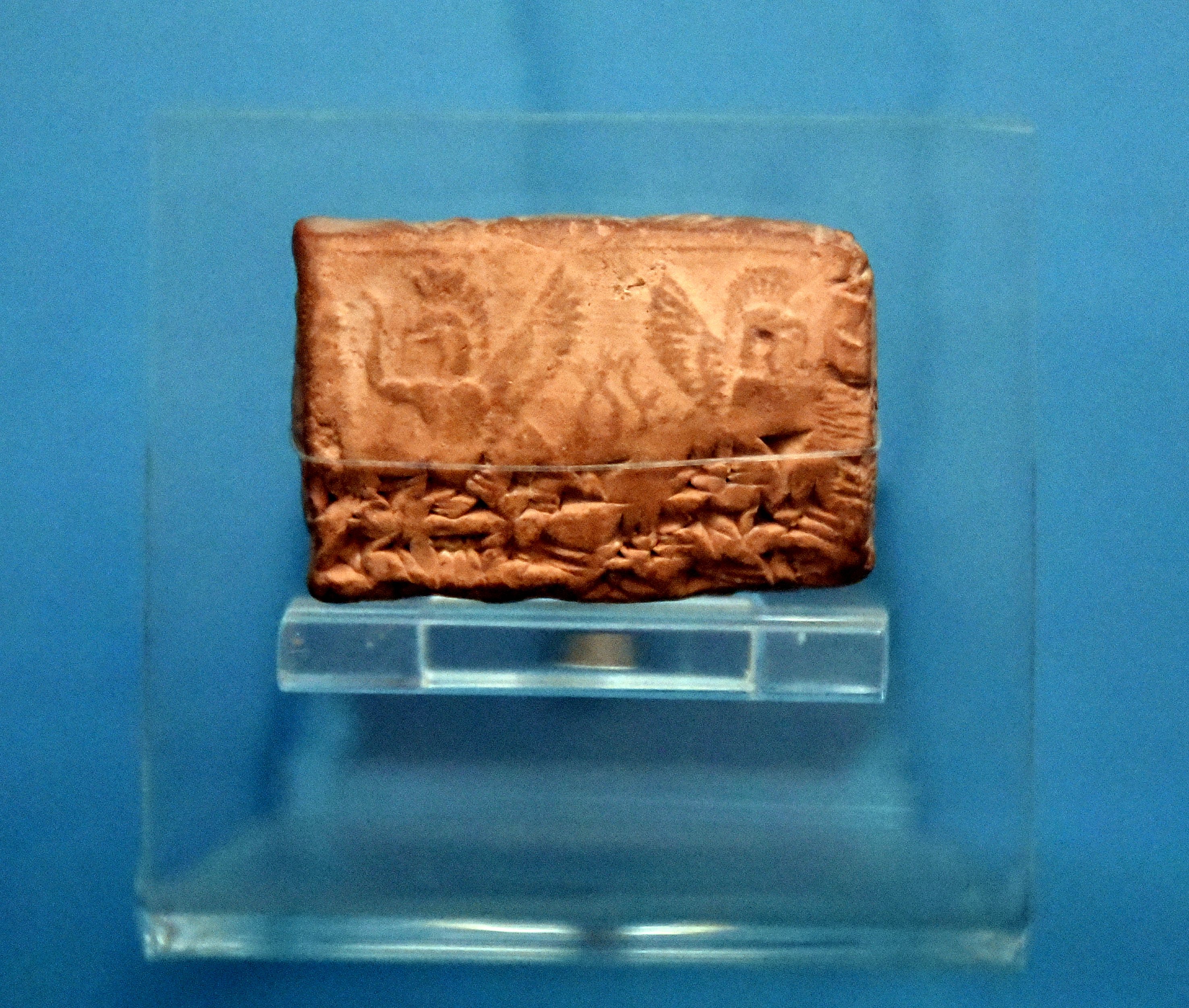
Tablette des archives de Mutta l'engraisseur d'animaux : reçu pour des moutons et chèvres données à un exorciste. Musée archéologique d'Istanbul.

D'autres lots concernant plus directement les activités d'institutions (cinq lots identifiés par Pedersén). Le plus important en quantité (environ 650 textes, datés surtout de la première partie du règne de Teglath-Phalasar Ier) provient du temple d'Assur (les tablettes étaient disposées dans des jarres d'une pièce de la cour du complexe) et documente le fonctionnement du système des offrandes (ginā'ū) en aliments et boissons destinées au dieu, sous le contrôle d'un superviseur, Izbu-leshir pour la période la mieux documentée. Il s'agit surtout de textes administratifs, notamment des listes et des comptes en tables enregistrant les offrandes. Chacune des provinces fournit des produits (répartis en quatre catégories : céréales, sésame, miel, fruits) qui sont ensuite stockés et transformés par le temple,. Une autre archive provenant d'un bâtiment administratif situé entre le temples de Sin et Shamash et celui d'Ishtar (plus de 400 tablettes et fragments éparpillés, allant de 1273 à 1056 av. J.-C.). Elles documentent les activités d'un bureau dirigé par un intendant (AGRIG/abarakku, onze connus par les textes sur la période), et consistent là aussi pour l'essentiel en listes et tables enregistrant les biens confiés à ce service, à savoir des matériaux bruts, des animaux, des produits agricoles, des minerais, aussi des produits finis, destinés à approvisionner le palais royal,. Une autre archive d'une centaine de textes documente le bureau d'un administrateur chargé de l'engraissement des animaux (ša kurulti'e), nommé Mutta (une centaine de tablettes écrites sur une période de douze mois), travaillant pour le compte de Ninurta-tukul-Assur, un membre de la famille royale qui exerce au moment des archives la fonction de régent pour le roi Assur-dan Ier (1178-1133 av. J.-C.). Il s'agit d'animaux offerts par des dignitaires et autres personnages importants du royaume qui souhaitent obtenir une audience auprès du régent, que le responsable du bureau prend en charge et confie à des personnes qui les font paître avant leur abattage ou une autre destination. Les animaux sont en effet destinés à être servis à la table du palais, ou offerts en présent à des personnes (notamment des artisans et des exorcistes servant le palais), ou encore destinés à des rituels religieux, mais beaucoup vont nourrir les lions et lionceaux gardés dans le palais royal,.
L'époque néo-assyrienne (surtout le VIIe siècle av. J.-C., les décennies précédant la destruction de la ville) a également livré des lots de tablettes privées, répartis en une trentaine de lieux de trouvaille selon les conclusions de Pedersén, documentant en particulier les prêts, les achats de biens immobiliers et d'esclaves, et diverses autres activités juridiques des familles aisées, à côté de quelques bibliothèques. Par exemple une famille d'orfèvres, dont le plus important personnage est Nabû-zeru-iddina, qui travaillait pour le compte du temple du dieu Assur et effectuait d'autres activités économiques, disposant d'un patrimoine conséquent. La documentation fournit avant tout des informations sur la population urbaine d'Assur impliquée dans l'artisanat, organisés de manière collective dans des entités appelés qinnu (traduit par « guilde » ou « fraternité »), et qui se sont peut-être vues assigner des champs pour leur entretien (ce qui expliquerait la présence de villages/hameaux nommés d'après des professions artisanales dans l'arrière-pays d'Assur, à moins qu'il ne faille y voir des lieux spécialisés dans ces métiers). Un autre lot documente les activités de Duri-Assur, un négociant en vins, qui dispose d'une résidence de 150 m2 au centre de la ville, depuis laquelle il conduit ses affaires. Avec trois partenaires, il organise le transport de vin produit dans l'actuel Djebel Sinjar (une des principales régions viticoles de la Haute Mésopotamie antique), en faisant appels aux fonds de nombreux petits investisseurs qui reçoivent du vin en contrepartie. Ce commerce profite du fait que la ville d'Assur dispose d'une franchise de taxes commerciales. Ces différents lots de tablettes font par ailleurs apparaître des personnes d'origine étrangère, avant tout des personnes venant des pays sémitiques occidentaux, en particulier des Araméens (plusieurs tablettes étant écrites dans leur langue, qui devient au VIIe siècle av. J.-C. la plus parlée en Assyrie même), mais aussi des personnes venant de plus loin, comme des Mèdes et des Égyptiens. C'est manifestement en bonne partie le produit de la politique de déportation conduite de façon répétée par l'Assyrie, mais cela n'empêche pas certaines de ces familles de disposer d'une vie confortable à Assur. Beaucoup ont en revanche des conditions de vie moins enviables, à l'image d'une esclave élamite déportée et vendue avec sa fille à la suite de la défaite de son pays en 645 av. J.-C..

### Vie intellectuelle

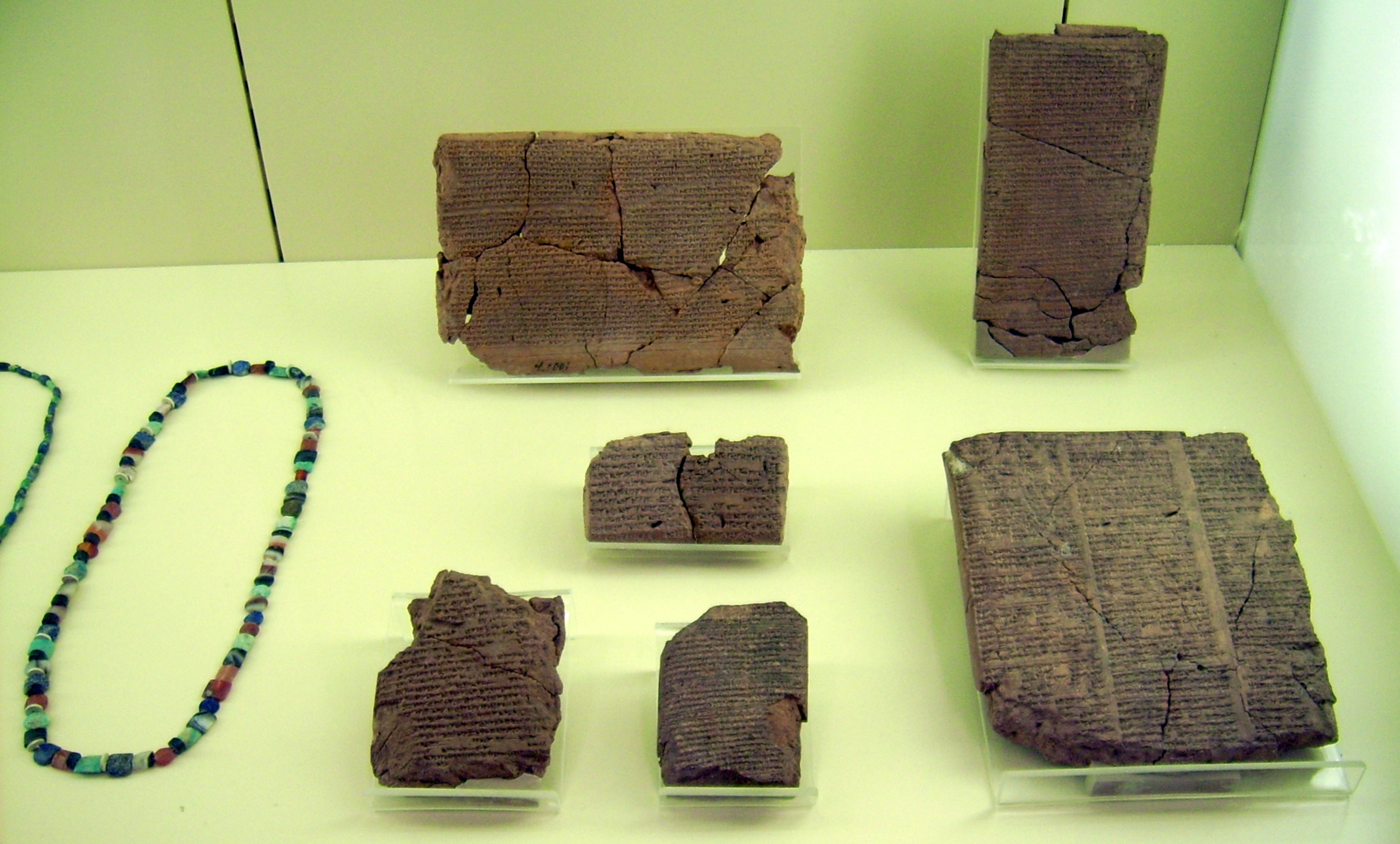
Tablettes rituelles de la bibliothèque privée de l'exorciste Kisir-Assur, Pergamon Museum.

Pour l'époque paléo-assyrienne, les traces d'une vie intellectuelle à Assur sont très limitées, seules quelques tablettes mises au jour à Kültepe permettant d'approcher ce sujet. Quand la ville devient la capitale d'un royaume de premier plan à l'époque médio-assyrienne, elle devient progressivement un foyer intellectuel dynamique, surtout à partir du XIIIe siècle av. J.-C., et se construit en grande partie en suivant le modèle culturel venu de Babylone, qui dispose d'une ancienneté et d'un prestige inégalés dans le Proche-Orient de cette période. Il en ira de même pour les périodes suivantes, durant lesquelles les lettrés assyriens s'inspirent constamment de la culture babylonienne. Des scribes babyloniens sont employés à la cour assyrienne, et lors des campagnes conduites en Babylonie des tablettes savantes sont prises et emportées à Assur, ce qui permet d'accélérer ces transferts culturels et de constituer des bibliothèques contenant les principales œuvres savantes de la tradition mésopotamienne à Assur, qui ne sont pas simplement copiées mais font également l'objet d'adaptations et de modifications. Les textes commémorant les hauts faits des rois assyriens, qui deviennent de plus en plus élaborés, témoignent de la créativité des lettrés de ce pays. Les sources de la période ne permettent néanmoins pas d'en savoir beaucoup sur les lettrés assyriens de l'époque. Ils se succèdent de père en fils, formant des dynasties de savants, mais leur arrière-plan familial est généralement inconnu au-delà d'une ou deux générations. De même leurs rapports avec le pouvoir ne sont pas directement documentés. Il semble cependant évident qu'ils jouent dès cette époque un rôle crucial auprès du roi et que les principaux devins et exorcistes d'Assur, chargés de l'aider dans ses communications avec le divin et sa protection face aux menaces surnaturelles, sont proches de lui et disposent donc d'une position éminente dans la société, similaire à celles des savants documentés pour l'époque suivante par les archives de Ninive. Ils ont alors fait d'Assur un centre intellectuel de premier plan, qui tente de rivaliser avec Babylone.
Les textes savants sont alors pour beaucoup des textes rituels pratiques servant à l'activité courante des lettrés, en premier lieu des tablettes divinatoires, une des principales activités des savants de la Mésopotamie antique (qui sont pour la plupart des membres du clergé), des textes d'exorcismes, et d'autres textes rituels divers, aussi des hymnes, des prières, notamment en rapport avec la vie de la cour royale. Viennent ensuite des listes lexicales, des traités médicaux et pharmacologiques, des textes de lois (en particulier les Lois assyriennes), des textes mathématiques, astronomiques, aussi des textes en rapport avec l'élevage des chevaux, la confection de parfums. La plupart des tablettes savantes ont été mises au jour dans un secteur du temple du dieu Assur, dans des niveaux néo-assyriens, qui comprenaient une soixantaine de textes savants datant de l'époque médio-assyrienne et conservés là plusieurs siècles après leur rédaction. Cela a laissé supposer (à la lumière de l'exemple plus tardif de la « Bibliothèque d'Assurbanipal » de Ninive) qu'on y trouvait à l'origine une bibliothèque médio-assyrienne, qui aurait pu être créée à l'initiative de Tukulti-Ninurta Ier après sa prise de Babylone et l'emport de textes savants depuis cette cité. Mais un certain nombre de ces textes semble aussi provenir, au moins à l'origine, de bibliothèques privées. En l'état actuel des connaissances il n'y a pas de preuve évidente qu'une bibliothèque officielle ait été créée sur une initiative royale à cette période,. Le Vieux palais a également livré six textes savants qui pourraient provenir de la bibliothèque d'un exorciste au service de la cour à la fin de la période médio-assyrienne.
Durant l'époque néo-assyrienne, la création de nouvelles capitales royales à Nimroud et Ninive s'accompagne de la constitution d'importants centres intellectuels dans ces lieux, les principaux lettrés étant au service des rois et donc de façon préférentielle hébergés à la cour. Mais Assur reste une cité importante en raison de son statut de ville sainte, et s'y trouvent des lettrés au statut important, qui ont laissé des fonds d'archives mis au jour lors des fouilles. 
Le groupe de textes mis au jour dans le temple d'Assur d'où proviennent les textes savants médio-assyriens mentionnés ci-dessus comprend plus largement environ 300 textes, et peut-être bien plus encore, répartis entre des textes savants et d'autres relevant d'une archive concernant les activités cultuelles du temple. Le Palais du prince a également livré des tablettes savantes aux côtés d'archives (au moins 90 tablettes, dont des textes exorcistiques).
Des six bibliothèques privées identifiées à Assur pour la période néo-assyrienne, la plus remarquable est de loin celle de l'exorciste Kisir-Assur et de sa famille (dont son neveu Kisir-Nabû). Elle comprend près de 1 200 tablettes et fragments de tablettes, essentiellement à caractère rituel (recueils d'incantations et de prescriptions médicales servant pour les exorcismes), avec les textes essentiels de la tradition exorcistique mésopotamienne, mais aussi des textes de prières, des listes lexicales, des textes historiques, etc.,,. L'analyse des textes de cette bibliothèque et de celles de Ninive indiquent que leurs savants étaient en relations constantes, permettant une circulation des textes et savoirs entre les centres religieux et intellectuels d'Assyrie.

### Les tombes privées
Les fouilles des quartiers résidentiels d'Assur ont également livré plusieurs tombes privées. Les familles enterraient couramment leurs morts dans des chambres funéraires souterraines situées sous leurs résidences, une pratique funéraire qui impliquait un culte ancestral associant les vivants et les morts d'un même lignage. Deux de ces sépultures, en particulier, ont livré un riche matériel archéologique, illustrant la richesse qu'ont pu accumuler certains notables d'Assur au IIe millénaire av. J.-C.
La première est la tombe no 20, d'époque paléo-assyrienne et située à l'est du temple d'Anu et d'Adad. Elle se distingue par le fait qu'il s'agit d'une simple fosse rectangulaire d'environ 1,9 × 1,3 mètre. Les ossements étaient dans un état de dégradation avancé au moment de l'exhumation, mais le matériel funéraire était particulièrement riche. Il comprenait de la vaisselle en céramique, en cuivre et en bronze, des armes (dague, pointe de lance), et surtout des éléments de parure : quatre diadèmes en or, des boucles d'oreilles en or, des anneaux en or et divers autres ornements en or et en pierres semi-précieuses, notamment des colliers, de petites figurines animales en plomb et bronze, des sceaux-cylindres, etc. Certains objets témoignent de contacts avec le monde anatolien, ce qui est cohérent avec le fait que la tombe date de l'époque de l'essor des réseaux commerciaux d'Assur vers cette région.
La seconde tombe remarquable est la no 45, d'époque médio-assyrienne et localisée au sud-ouest du temple d'Ishtar. Il s'agit d'une chambre souterraine voûtée dans laquelle on accédait par un puits vertical recouvert de dalles de calcaire. Elle semble avoir appartenu à la famille d'un personnage éminent du royaume, Babu-aha-idinna, dont des tablettes ont été mises au jour à proximité. Elle a servi durant une longue période, puisque les restes d'une dizaine d'individus y ont été identifiés. Le matériel funéraire qui y a été retrouvé consiste en de la vaisselle en céramique, en albâtre (22 vases, certains sculptés), en ivoire (peigne, épingle, pyxide gravé de motifs floraux et animaux) et des bijoux en or et en pierres semi-précieuses. Une partie du trésor a été perdue depuis l'excavation de la tombe .

Objets issus des tombes privées d'Assur. Pergamon Museum.
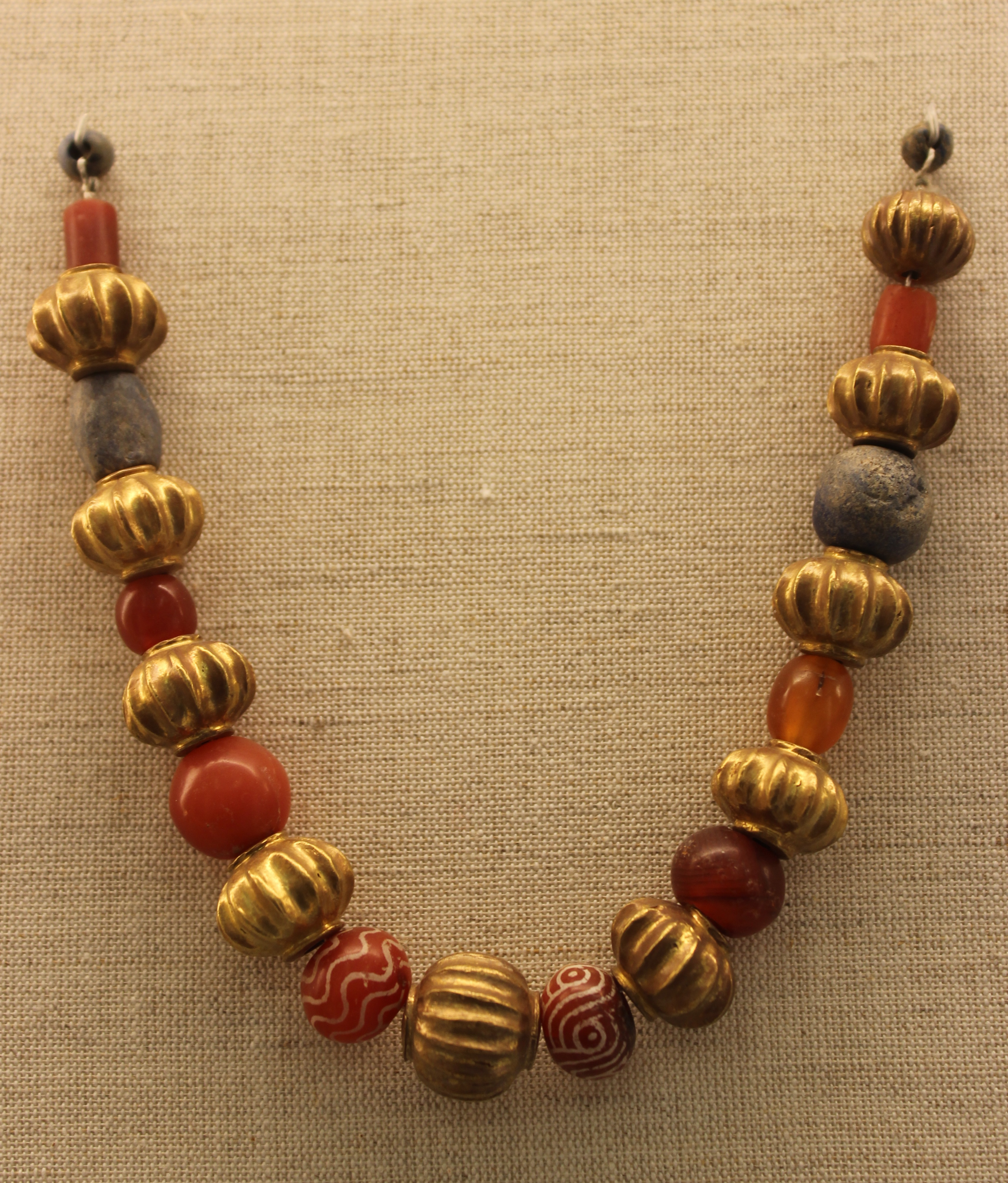
Collier en or et en pierres semi-précieuses (cornaline, lapis-lazuli, agate, cristal de roche) provenant de la tombe no 20.
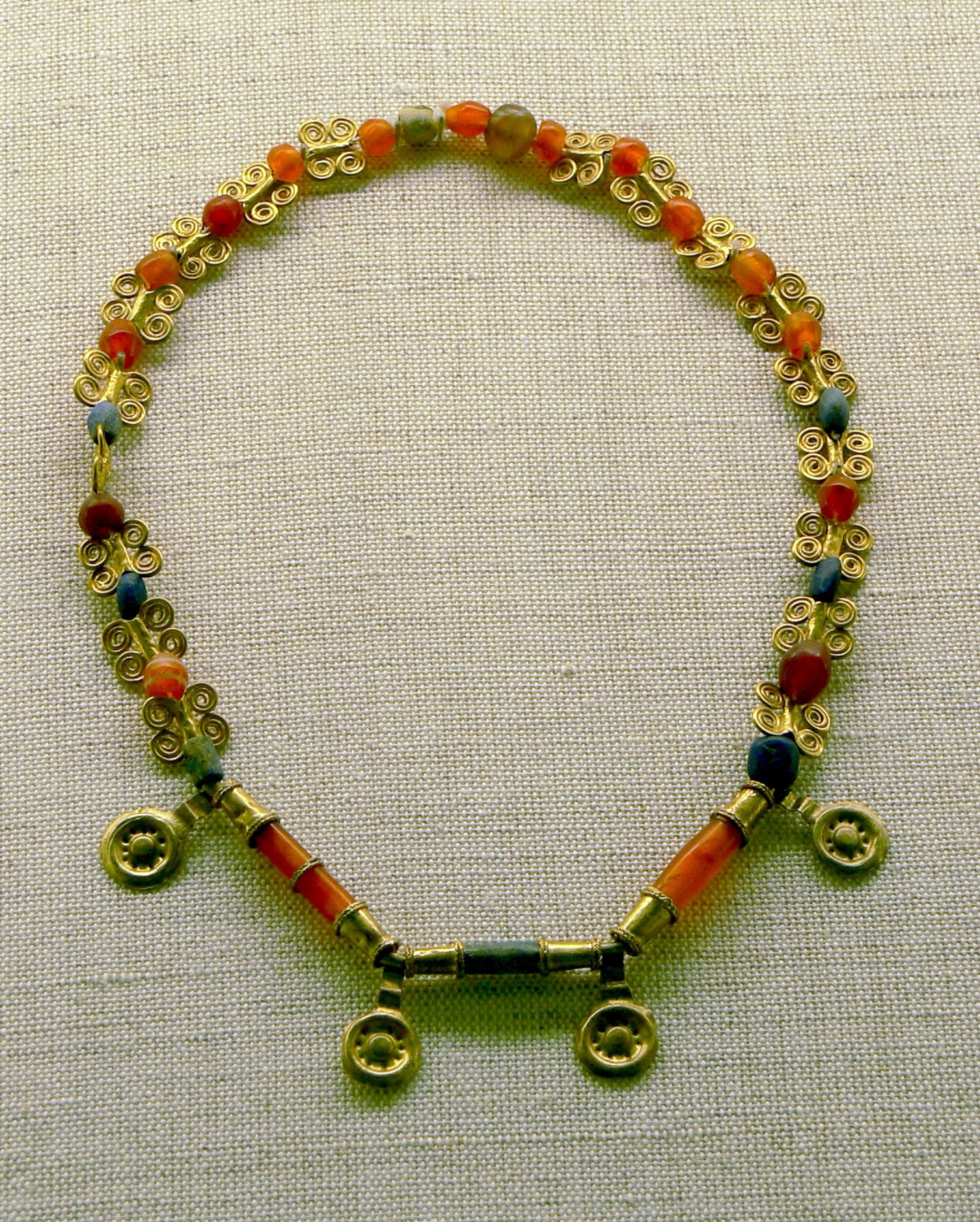
Collier en or et pierres semi-précieuses (cornaline, lapis-lazuli, agate) provenant de la tombe no 20.
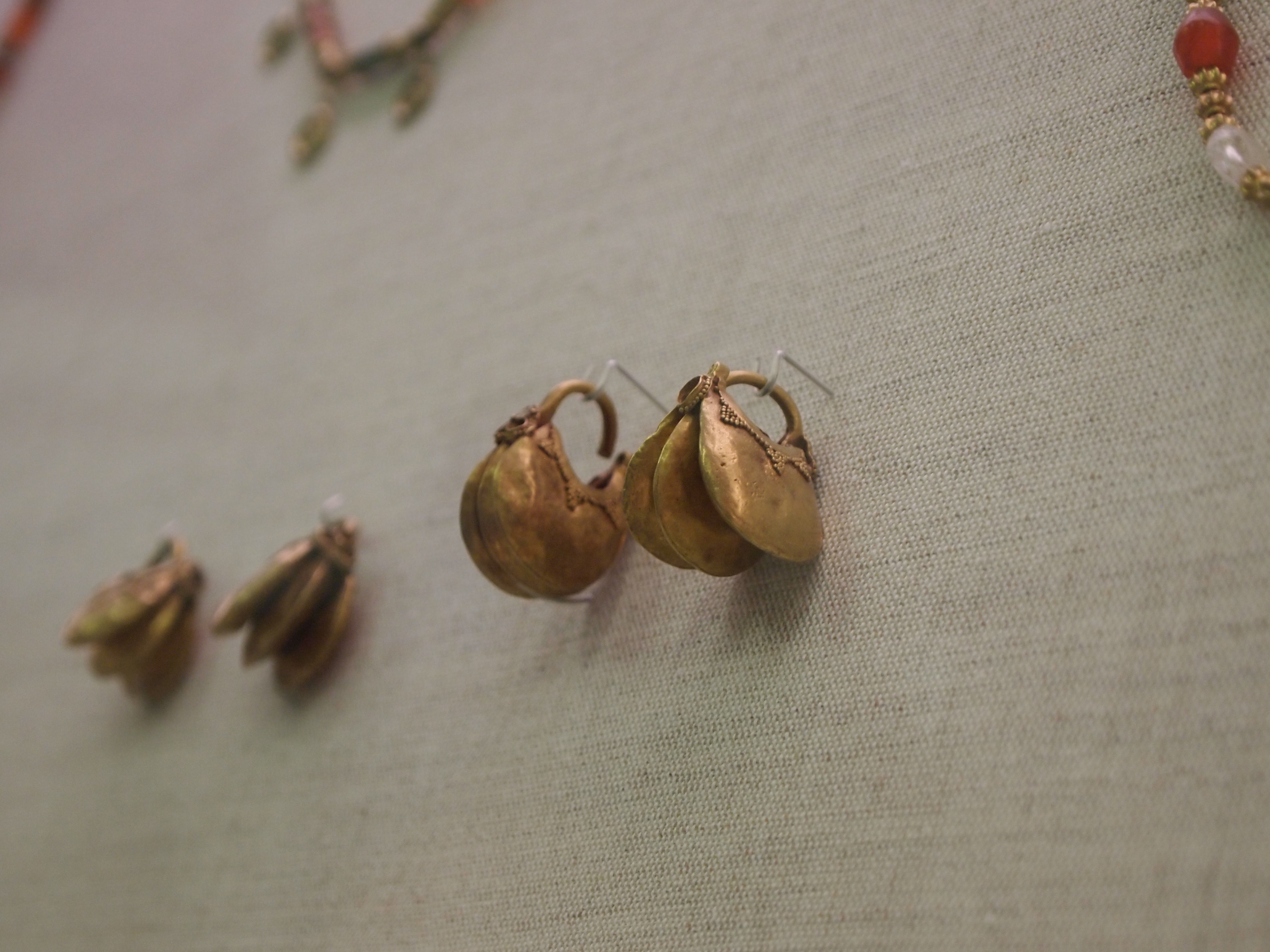
Boucles d'oreille en or de la tombe no 20.
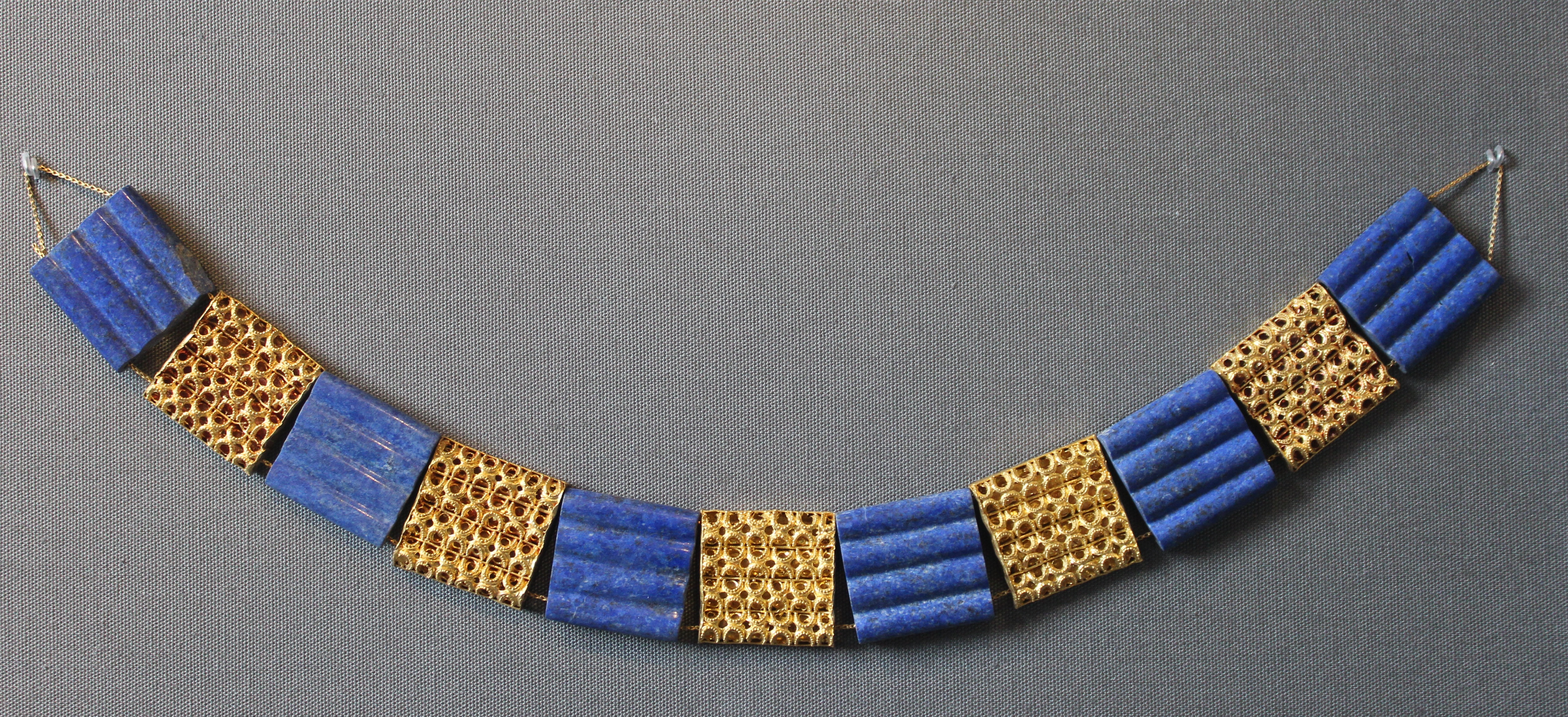
Collier en or et lapis-lazuli provenant de la tombe no 45, XIVe – XIIIe siècle av. J.-C.
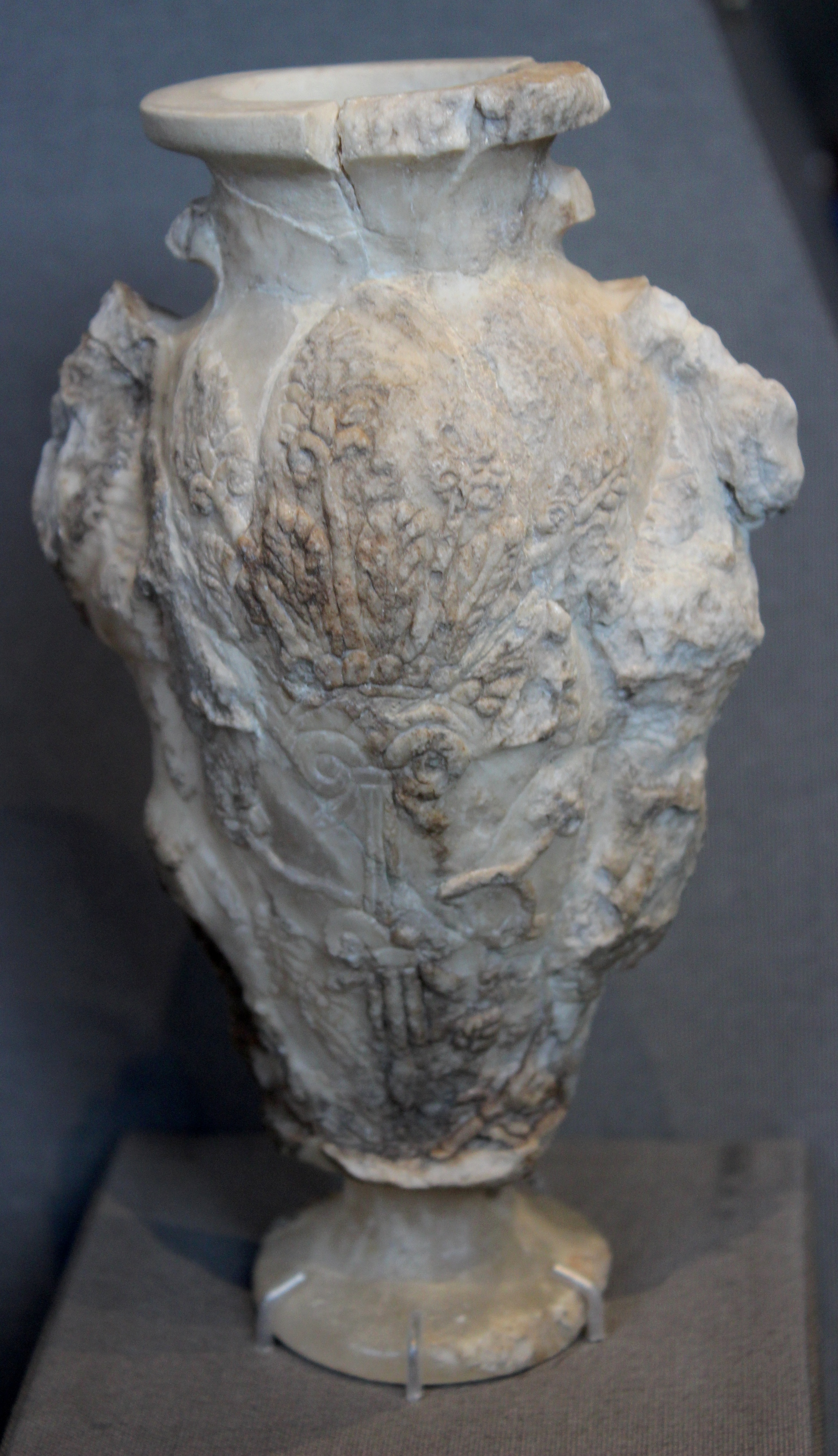
Vase en albâtre à deux anses et décor floral provenant de la tombe no 45, XIVe – XIIIe siècle av. J.-C.

### Les rangées de stèles
Un ensemble d'environ 140 stèles de pierre a été mis au jour entre les murailles de la ville haute et celles de la ville neuve. Elles étaient regroupées sur plusieurs emplacements disposés sur une centaine de mètres, désignés par Andrae comme des « rangées de stèles » (Stelenreihen). Ces stèles sont de forme rectangulaire et ont un sommet arrondi. Les mieux conservées d'entre elles présentent des « images » (ṣalmu) ou portent des inscriptions précisant la commande d'un souverain ou d'un haut dignitaire assyrien. Les stèles des souverains sont regroupées au nord, celles des dignitaires au sud, entre plusieurs groupes d'époques différentes. La plus ancienne date du règne d'Eriba-Adad Ier (1390–1364), la plus récente est celle d'une épouse d'Assurbanipal (668-630). Le sens de ce regroupement de stèles n'est pas connu. Pour Andrae, il s'agirait d'une sorte de calendrier : les stèles royales indiqueraient la succession des règnes, celles des dignitaires la succession des dignitaires éponymes (les Assyriens dataient les années d'après des noms de dignitaires « éponymes », limmu, de l'année). Mais cela supposerait que de nombreuses stèles aient disparu, puisqu'il en faudrait environ 700 pour couvrir toute la période concernée. Pour P. Miglus, il s'agirait plutôt d'un regroupement effectué après que les stèles aient été sorties d'un temple où elles étaient conservées. C'est là une fonction courante des « images » de hauts personnages, leurs représentations figurées devant une statue divine ayant pour but de lui adresser perpétuellement des prières. En effet selon la conception mésopotamienne une « image » n'est pas une simple représentation d'une personne, car elle contient une part de l'essence de la personne qu'elle représente.

Stèles issues du groupe d'Assur. Pergamon Museum.
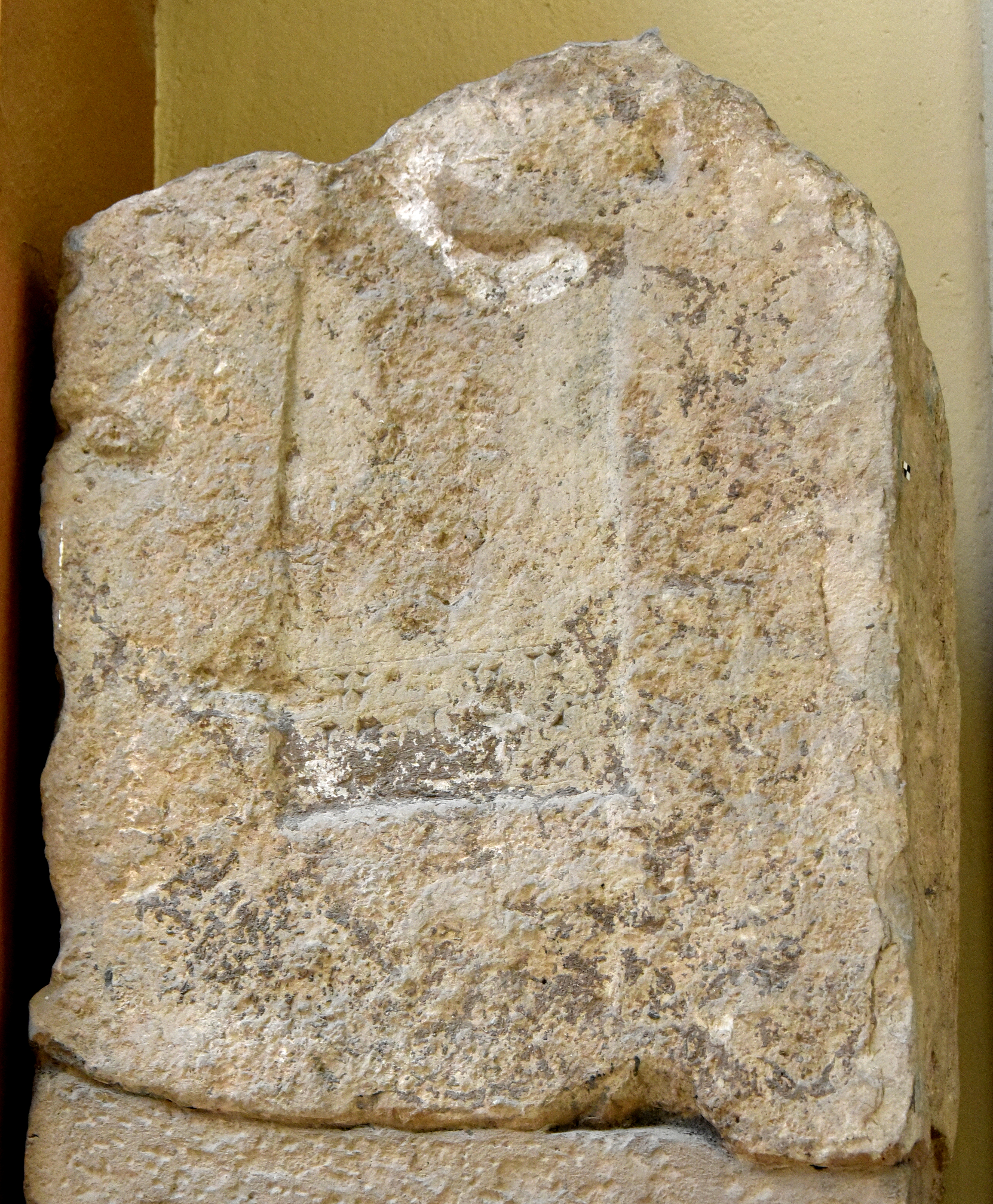
Stèle d'Eriba-Adad Ier (1390–1364 av. J.-C.).
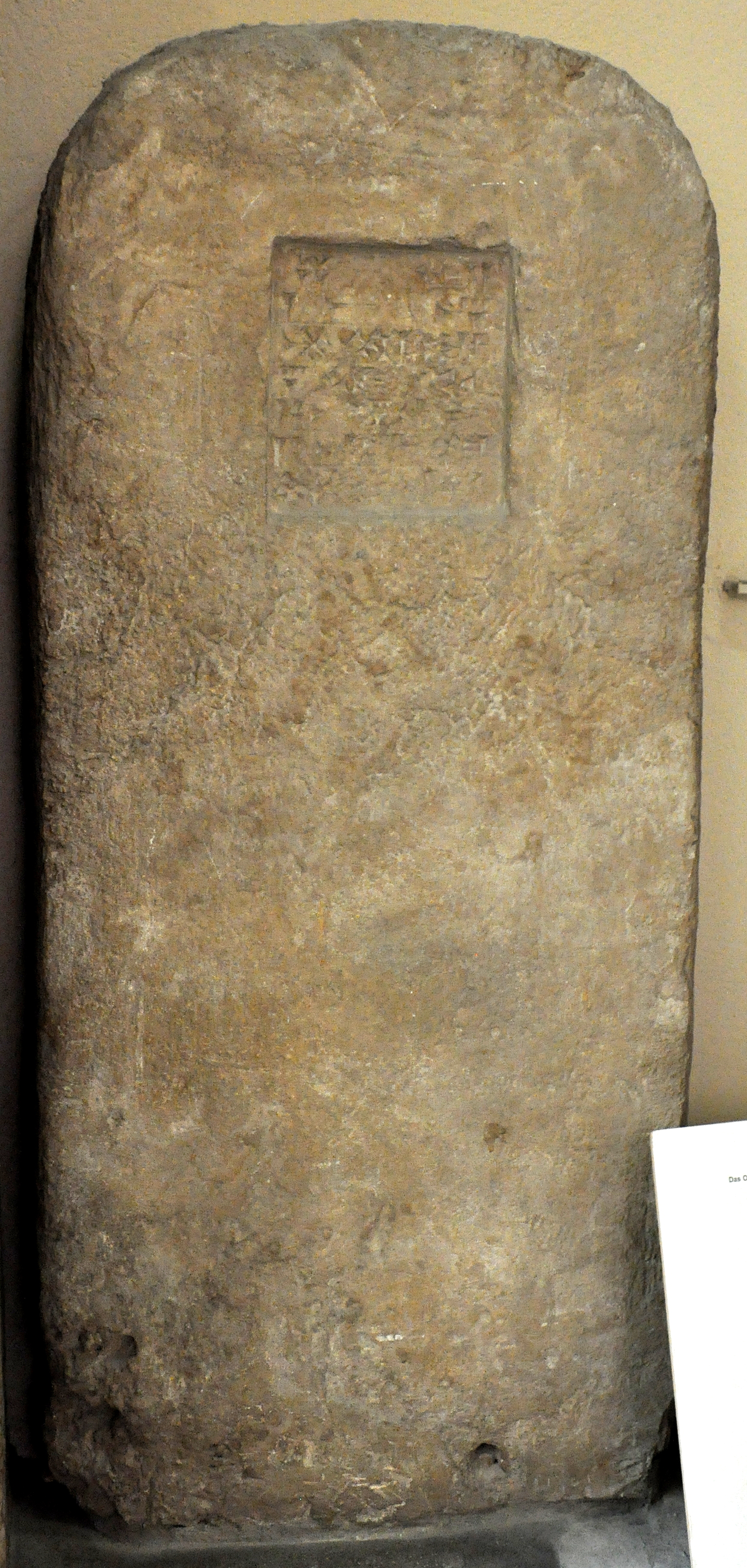
Stèle d'Adad-shumu-leshir, gouverneur d'Assur au XIIIe siècle av. J.-C.
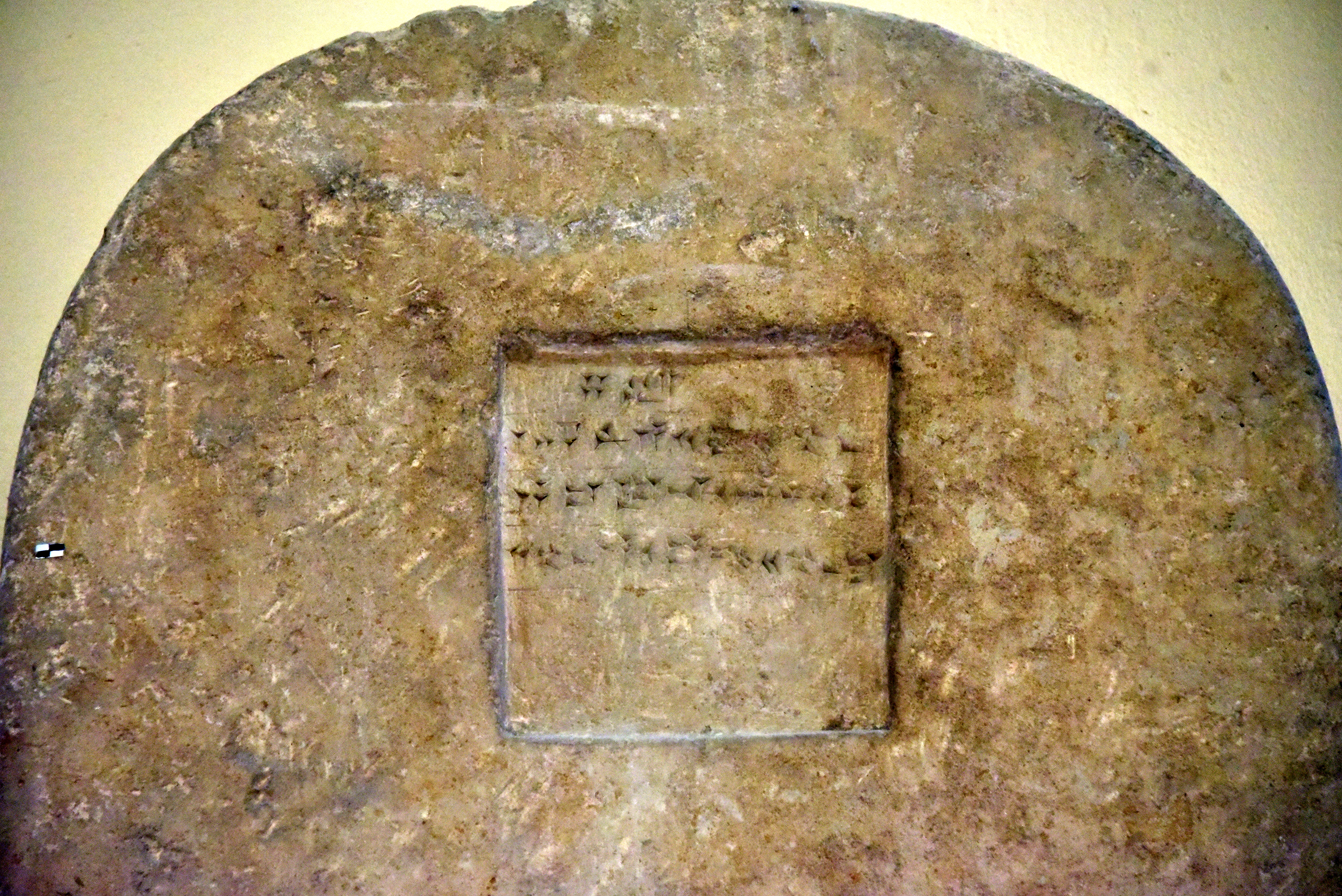
L'inscription de la stèle du roi Assurnasirpal II (883-859 av. J.-C.).
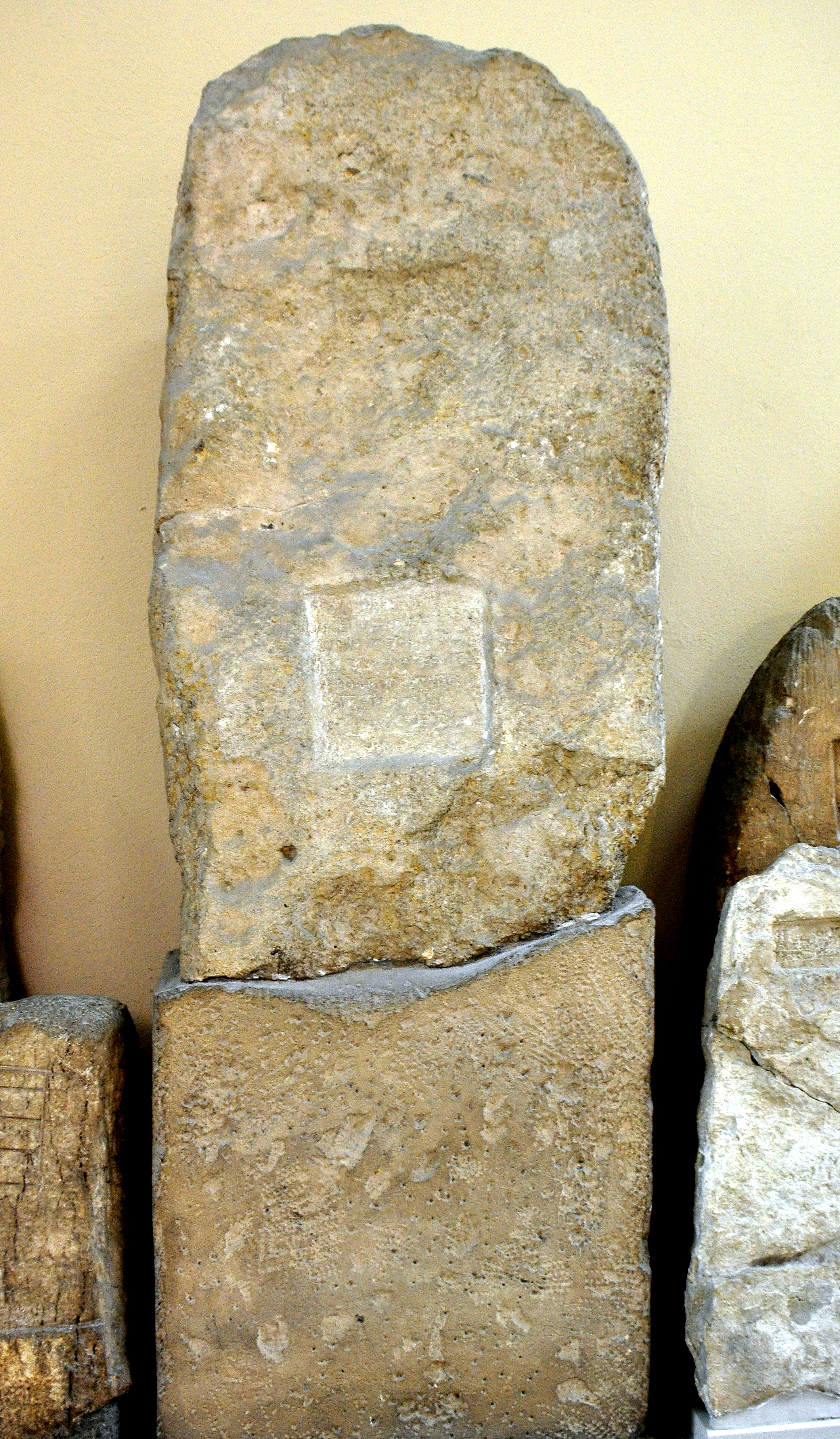
Stèle de Ninurta-kibsi-usur, grand échanson de Salmanazar III et gouverneur de plusieurs provinces, v. 838 av. J.-C.
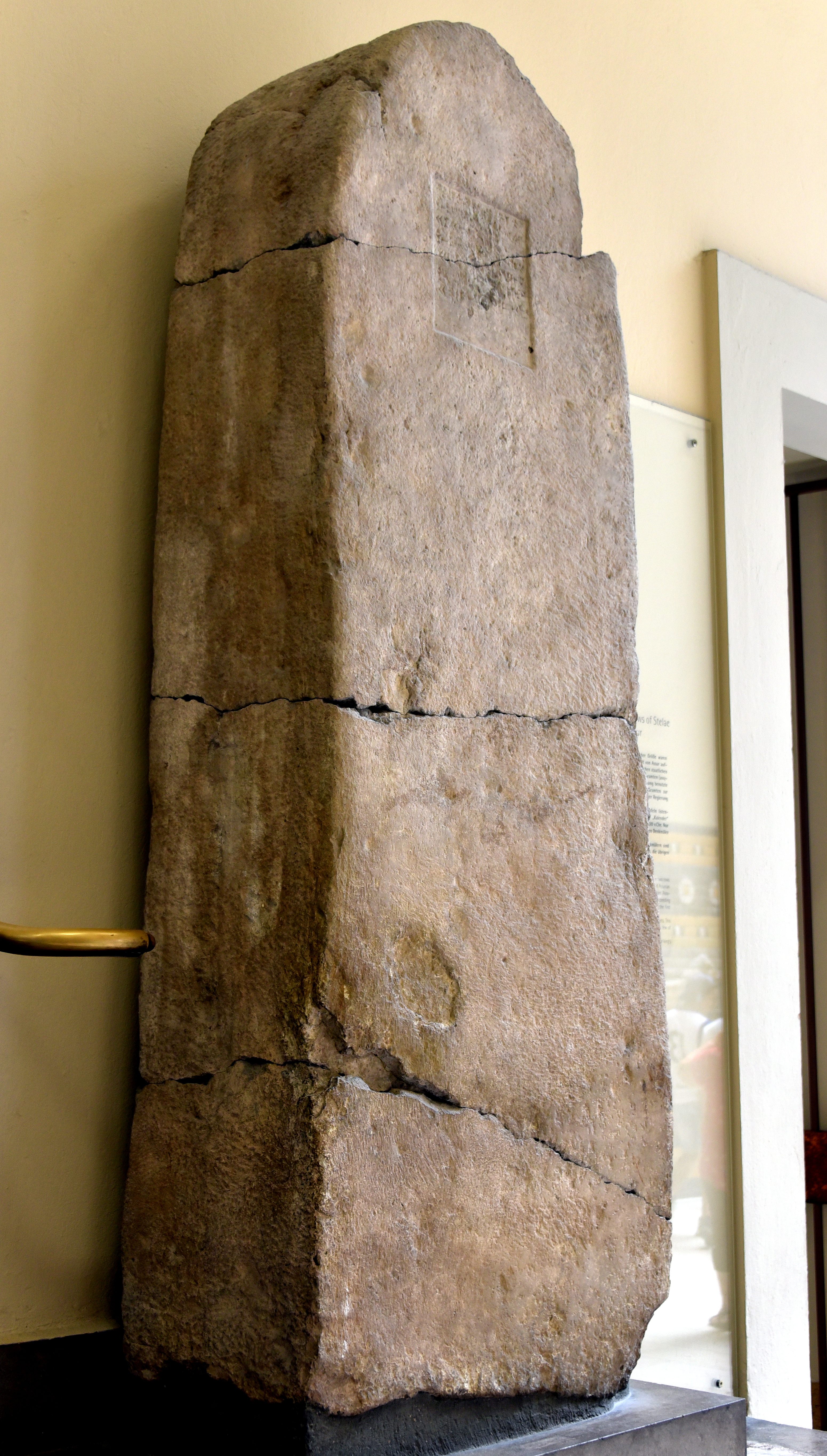
Stèle de la reine Sammuramat, v. 809 av. J.-C.
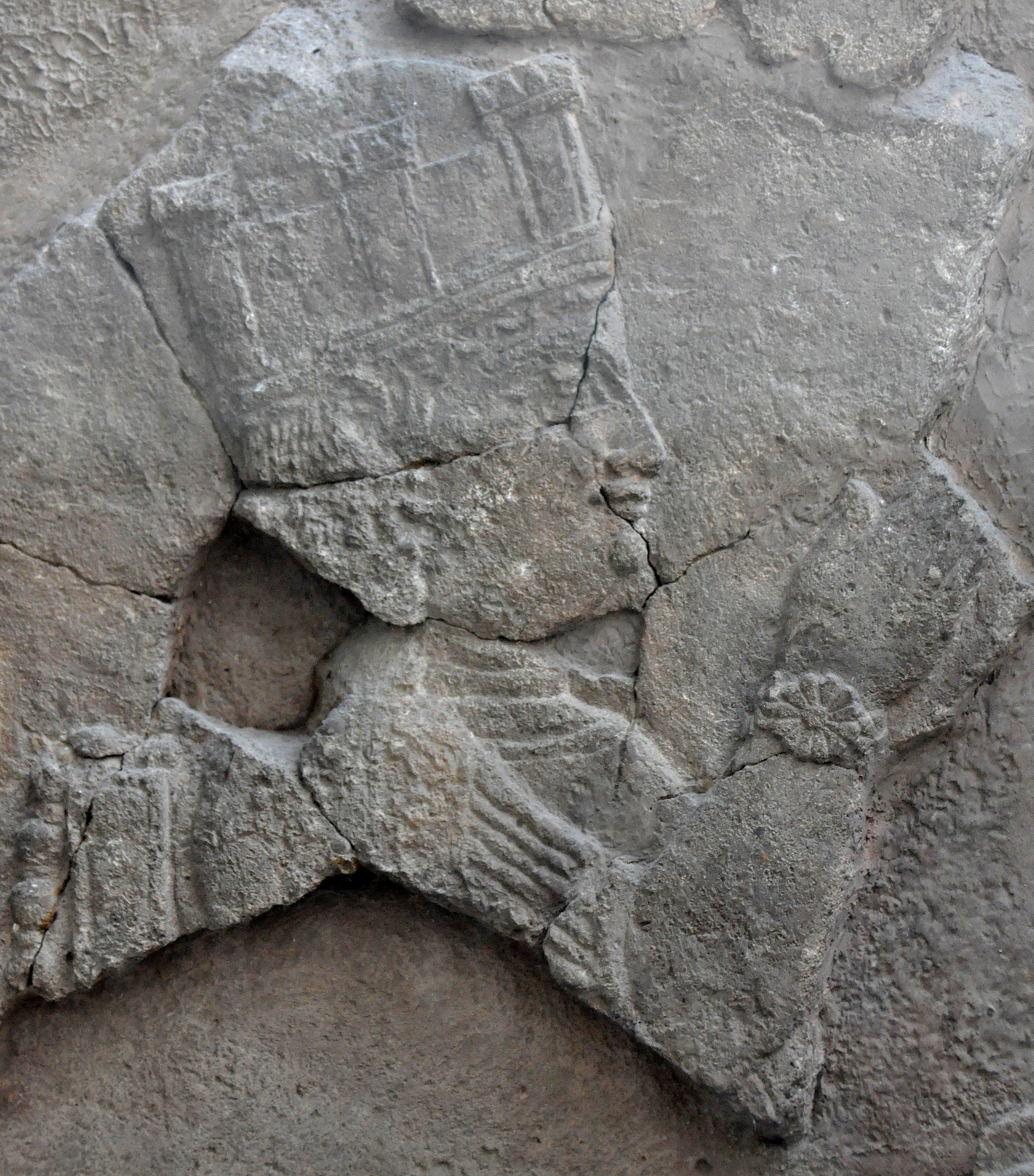
Détail du bas-relief de la stèle de Libbali-sharrat, épouse d'Assurbanipal, VIIe siècle av. J.-C.

## L'époque parthe

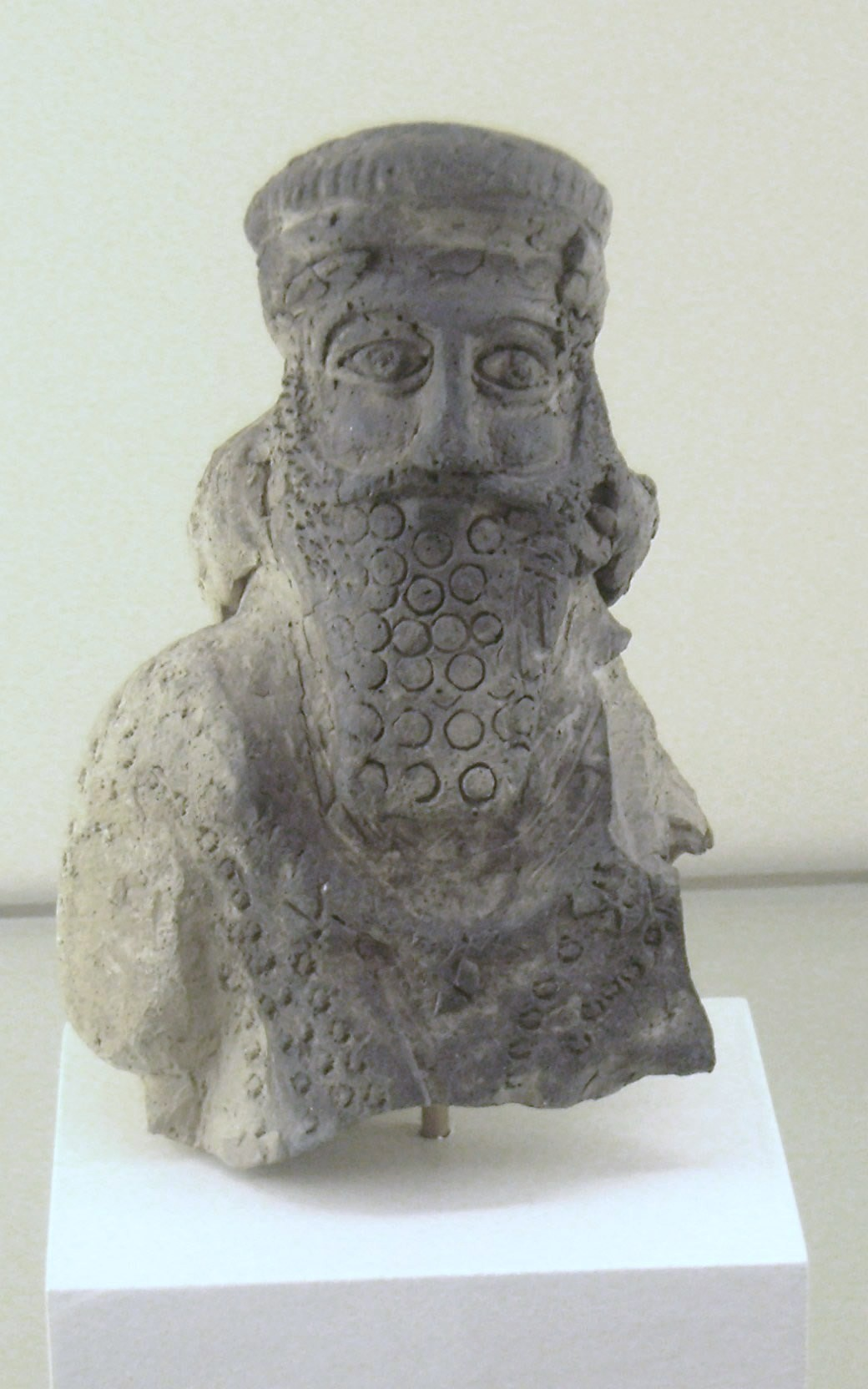
Statue en terre cuite d'époque parthe retrouvée à Assur représentant un roi Pergamon Museum.

### Un nouvel essor
À partir du Ier siècle ap. J.-C., Assur connaît un renouveau, après une longue période durant laquelle elle ne fut pratiquement pas occupée ; les traces d'occupation pour la période séleucide sont en effet très éparses. Entre le Ier siècle et le IIIe siècle, Assur redevient une cité importante, tandis qu'elle s'étend sur environ 55 hectares. Les fouilles ont mis au jour plusieurs édifices notables : la partie nord-est du tell reste consacrée au sanctuaire du dieu Assur, tandis que le secteur palatial occupe le centre de la ville, entouré d'habitations. Des nécropoles ont été exhumées au sud-ouest de la ville, en dehors du quartier résidentiel.
Assur est alors probablement dirigée par une dynastie locale, comme l'indiquent certaines inscriptions qui mentionnent un personnage portant le titre de marja, « Seigneur ». Dans la cité voisine et contemporaine de Hatra, ce nom désigne le potentat local. Le peu d'inscriptions qui furent trouvées sur place ne nous apprend pas grand chose sur la situation de la ville à cette époque. On ignore le nom qu'elle portait alors et il est impossible d'en reconstituer l'histoire. Les grandes évolutions de celle-ci sont connues par des sources extérieures, relatives aux conflits entre Romains et Parthes, puis Sassanides, qui se disputent la Haute Mésopotamie et qui concernent surtout Hatra, alors la principale cité de la région. L'architecture, l'art et la religion d'Assur présentent un profil similaire à ceux de Hatra. Elles reprennent l'héritage de la Mésopotamie antique tout en montrant des évolutions propres à l'époque parthe : en particulier la présence d'iwans, des salles de réception ouvertes par une grande porte en forme d'arc, caractéristiques de la Mésopotamie et de l'Iran de cette période. L'ouverture aux influences grecque et romaine se reconnaît dans des édifices à colonnades.
La destruction des deux cités semble d'ailleurs survenir au même moment, lorsque les Perses sassanides emmenés par leur roi Shapur Ier envahissent le nord de la Mésopotamie, dans les années 230-240, après avoir vaincu les Parthes et chassé les Romains.

### Les sanctuaires

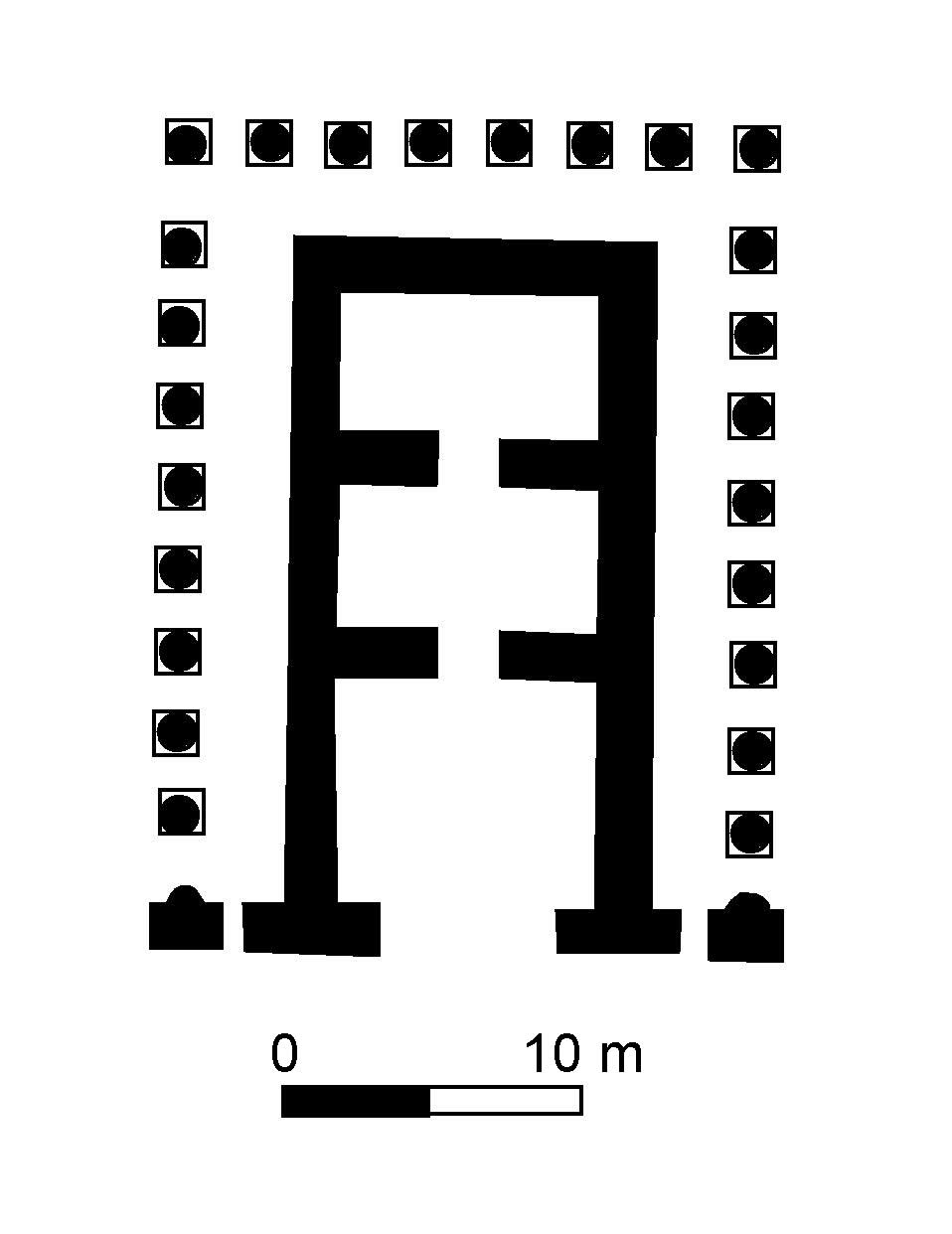
Plan du temple périptère d'époque parthe.

Le secteur des sanctuaires de l'époque parthe est inclus dans une enceinte intérieure délimitant l'espace sacré (temenos), sur 250 mètres de long et 100 à 200 mètres de large selon les endroits. L'ancienne ziggurat, qui borde ce temenos à l'ouest, est peut-être reconvertie en forteresse. Les différents édifices de ce secteur de la ville parthe étaient en très mauvais état au moment des fouilles du début du XXe siècle, ne permettant pas de restituer leur état antique de façon satisfaisante.
Sur l'emplacement de l'ancien temple d'Assur, un nouveau sanctuaire est érigé dans le courant du IIe siècle. Les graffiti qui y ont été retrouvés indiquent qu'il est toujours consacré à la divinité locale, désormais appelée Asor, et à sa parèdre Sherua. Le temple possède sa propre enceinte intérieure, qui disposait sans doute à l'origine d'arcades. La façade du sanctuaire, disposée sur le côté nord de la cour, comprend trois iwans rapprochés ouvrant sur l'esplanade principale. Cette disposition est similaire à celle du grand temple de Hatra, son contemporain, caractéristique de l'architecture parthe. Les inscriptions du sanctuaire sont datées des fêtes principales de l'ancien calendrier cultuel assyrien, qui a donc été préservé après la chute de cet empire.
Plus au sud dans l'enceinte sacrée se trouve le temple A, peut-être dédié à Héraclès (assimilé en Mésopotamie du Nord à l'ancien dieu de Enfers, Nergal). Son plan suit le modèle traditionnel mésopotamien, constitué d'un vestibule et d'une cella disposés en largeur (barlongs). Un autre sanctuaire situé à l'est du temenos, le temple périptère, doit son nom à son organisation architecturale d'inspiration gréco-romaine : il est entouré sur trois côtés par des colonnades, et possède une façade à grande ouverture.

### Le palais

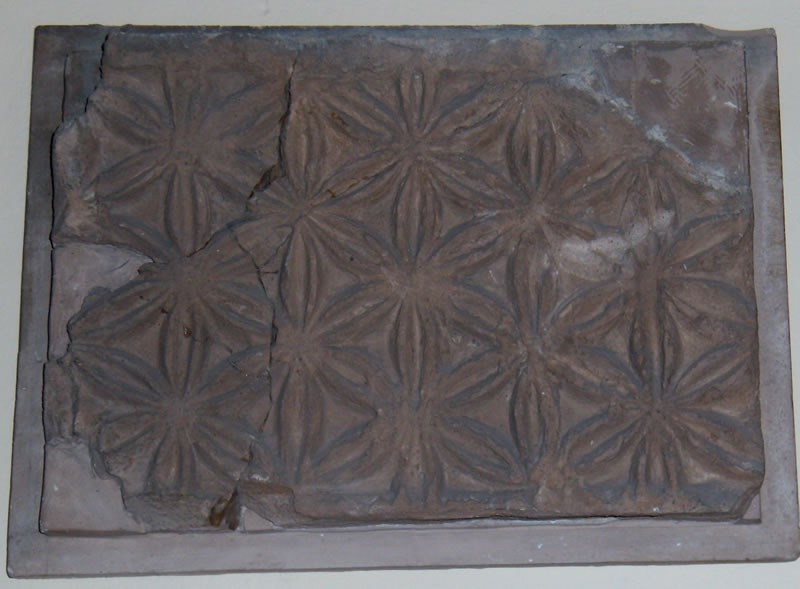
Fragment de décoration en stuc du palais parthe. Pergamon Museum.

Le palais d'époque parthe, sans doute érigé au Ier siècle, est probablement la résidence des « Seigneurs » d'Assur. Il est organisé autour d'une vaste cour dont chacun des quatre côtés comprend un iwan, celui du côté sud étant le plus élevé. Les façades de cette cour ont pu être reconstituées grâce à l'étude des fragments de briques cuites recouvertes de stuc qui l'ornaient. Chacun des arcs principaux ouvrant sur un iwan était encadré de trois rangées de petites colonnes et d'entablements, ainsi que de petites entrées voûtées au niveau du sol, auxquelles correspondaient aux étages supérieurs des niches aveugles. Chacun des quatre iwans ouvre sur des groupes de pièces formant des unités indépendantes du reste de l'édifice, ce qui confère à la cour principale un rôle essentiel pour la circulation dans l'édifice. La partie nord de l'édifice comprend une vaste salle centrale à quatre piliers séparant trois espaces voûtés, et semble constituer le cœur de l'édifice palatial. Sur le côté est de l'édifice, une salle péristyle d'inspiration hellénistique pourrait avoir servi d'entrée monumentale.

### Les résidences
Les résidences d'Assur à l'époque parthe se distinguent de celles des époques antérieures par la présence d'iwans donnant sur une cour intérieure, généralement ouverts au nord, sans doute pour offrir de l'ombre et de la fraîcheur durant la saison chaude. Certaines habitations possèdent également un second iwan du côté sud de la cour. Un quartier artisanal comprenant des fours à céramique a également été identifié lors des fouilles.

### Civilisation assyrienne
- (en) Karen Radner, Ancient Assyria : A Very Short Introduction, Oxford, Oxford University Press, 2015
- (en) Eckart Frahm (dir.), A Companion to Assyria, Malden, Wiley-Blackwell, 2017
  - (en) John M. Russell, « Assyrian Cities and Architecture », dans Eckart Frahm (dir.), A Companion to Assyria, Malden, Wiley-Blackwell, 2017, p. 423-452

### Introductions sur Assur
- (en) Roland W. Lamprichs, « Aššur », dans Eric M. Meyers (dir.), Oxford Encyclopaedia of Archaeology in the Ancient Near East, vol. 1, Oxford et New York, Oxford University Press, 1997, p. 225-228
- Laura Battini et Pierre Villard, « Aššur (ville) », dans F. Joannès (dir.), Dictionnaire de la civilisation mésopotamienne, Paris, 2001, p. 99-102

### Synthèses
- (de) Walther Andrae, Das wiedererstandene Assur, Munich, C. H. Beck, 1977
- (en) Prudence O. Harper, Evelyn Klengel-Brandt, Joan Aruz et Kim Benzel, Assyrian Origins : Discoveries at Ashur on the Tigris, New York, The Metropolitan Museum of Art, 1995 (lire en ligne)
- (de) Joachim Marzahn et Beate Salje (dir.), Wiedererstehendes Assur : 100 Jahre deutsche Ausgrabungen in Assyrien, Mayence, Philipp von Zabern, 2003
- (de) Johannes Renger (dir.), Assur : Gott, Stadt, Land, Wiesbaden, Harrassowitz Verlag, coll. « Colloquien der Deutschen Orient-Gesellschaft, Bd. 5 », 2011

### Autres études
- Stefan R. Hauser, « Hatra et Assur : Centres religieux et commerciaux », Dossiers d'archéologie, no 334 « Hatra : Site irakien en danger »,‎ juillet-août 2009, p. 72-77
- (en) Olof Pedersén, Archives and libraries in the city of Assur : A Survey of the Material from the German Excavations, Uppsala, Almqvist & Wiksell, 1985-1986 (2 t.)
- (en) A. Kirk Grayson, The Royal inscriptions of Mesopotamia. Assyrian periods Vol. 1 : Assyrian Rulers of the Third and Second Millennium B.C. (To 1115 B.C.), Toronto, Buffalo et Londres, University of Toronto Press, 1987
- (en) John Nicholas Postgate, Bronze Age Bureaucracy : Writing and the Practice of Government in Assyria, Cambridge, Cambridge University Press, 2013